# John Keats
Vous lisez un « article de qualité » labellisé en 2019.  Il fait partie d'un « thème de qualité ».
Pour les articles homonymes, voir Keats.
John Keats (/dʒɒn ˈkiːts/), né le 31 octobre 1795 à Londres et mort le 23 février 1821 à Rome, est un poète anglais considéré comme un romantique de la deuxième génération, celle de Lord Byron et de Percy Bysshe Shelley. Il commence à être publié en 1817, soit quatre années avant sa mort de la phtisie, à vingt-cinq ans.
La poésie de John Keats se réclame de nombreux genres, du sonnet et de la romance spensérienne jusqu'à l'épopée inspirée par John Milton et qu'il remodèle selon ses exigences. Ses œuvres les plus admirées sont les six odes datées de 1819 : l'Ode sur l'indolence, l'Ode sur la mélancolie, l'Ode à Psyché, l'Ode sur une urne grecque, l'Ode à un rossignol et l'Ode à l'automne, souvent considérée comme le poème le plus abouti jamais écrit en anglais.
De son vivant, Keats n'est aucunement associé aux principaux poètes de la mouvance romantique, et lui-même se sent mal à l'aise en leur compagnie. En dehors du cercle d'intellectuels libéraux gravitant autour de son ami, l'écrivain Leigh Hunt, son œuvre se voit critiquée par les commentateurs conservateurs comme étant mièvre et de mauvais goût, de la « poésie de parvenu » selon John Gibson Lockhart, et, d'après John Wilson Croker, « mal écrite et vulgaire ».
En revanche, à partir de la fin de son siècle, la gloire de Keats ne cesse de croître : il est alors compté parmi les plus grands poètes de langue anglaise et ses œuvres en vers, tout comme sa correspondance — essentiellement avec son frère cadet George et quelques amis —, figurent parmi les textes les plus commentés de la littérature anglaise.

## Biographie
Dans la longue lettre-journal que John Keats adresse à son frère George et sa belle-sœur Georgiana en 1819 se trouve une remarque glissée au milieu d'une anecdote concernant le jeune pasteur Bailey, son ami : « La vie d'un homme de quelque valeur est une allégorie continuelle, et très peu de regards savent en percer le mystère ; c'est une vie qui, comme les Écritures, figure autre chose ». La vie de Keats est elle aussi une allégorie : « la fin, écrit Albert Laffay, est déjà visée dans le commencement ». C'est dire qu'il existe une image temporelle de lui, mais que l'ensemble de son être se construit par étages successifs et que son sens « n'est pas plus à la fin qu'au début ».

### Naissance et fratrie

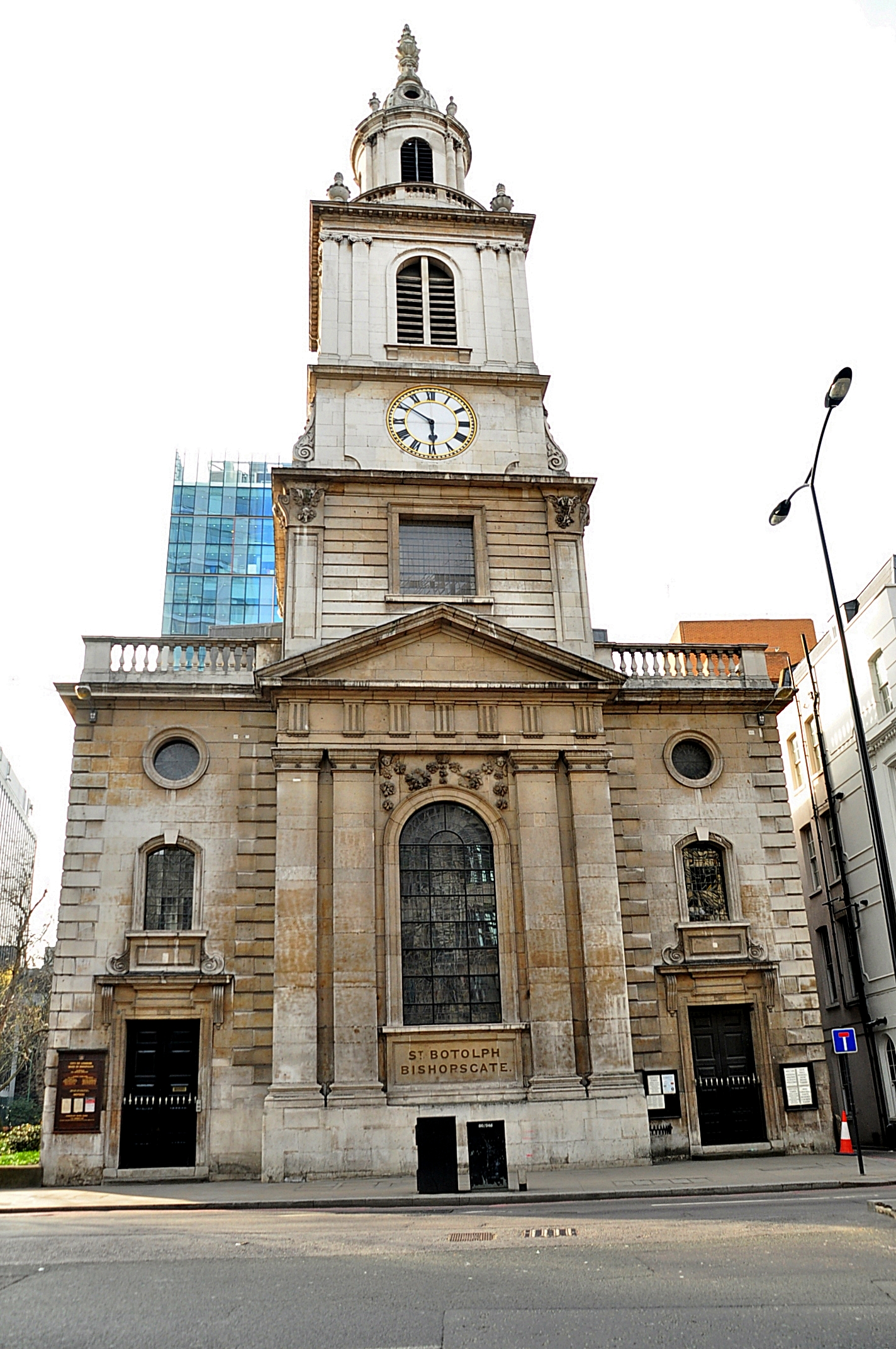
St Botolph-without-Bishopsgate, Londres.

Les preuves manquent pour situer exactement le jour de la naissance de l'enfant. Sa famille et lui ont toujours indiqué que son anniversaire tombait le 29 octobre, mais les registres de la paroisse de St Botolph-without-Bishopsgate où il est baptisé font état du 31,. Aîné de quatre enfants ayant survécu — un jeune frère est mort dans sa petite enfance —, John Keats a pour frères George et Tom (Thomas), et pour sœur Frances Mary, dite Fanny (1803-1889), qui épouse plus tard l'écrivain espagnol Valentín Llanos Gutiérrez, auteur de Sandoval et de Don Esteban.

### Jeunes années

#### Le Cygne et le Cerceau

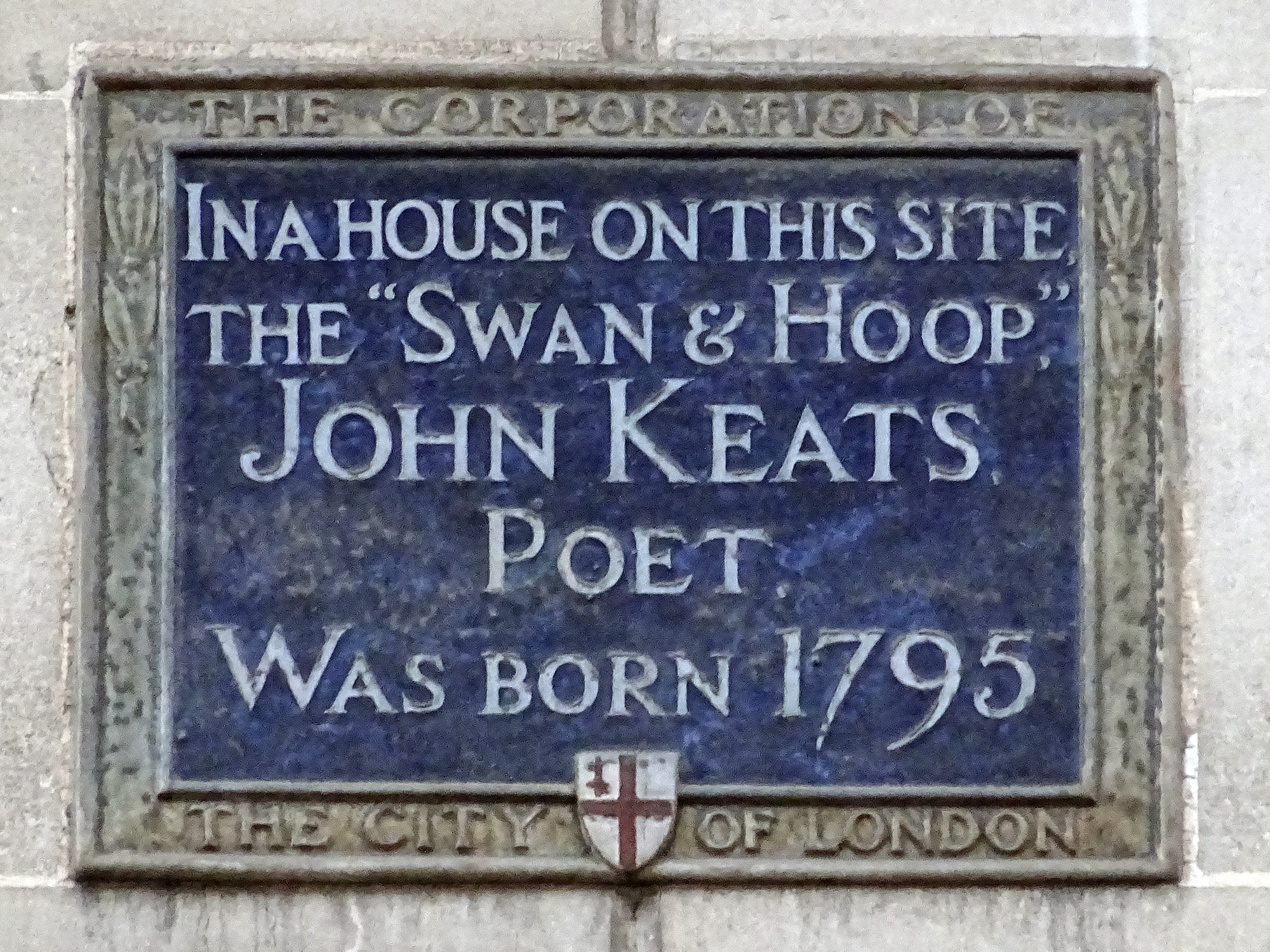
Plaque commémorative de la naissance de John Keats (site de l'« Auberge du Cygne et du Cerceau »).

Son père, Thomas Keats, commence sa carrière comme garçon d'attelage à l'enseigne de l'« Auberge du Cygne et du Cerceau » (Swan and Hoop Inn), tenue par son beau-père à Finsbury, Londres. Devenu ensuite gérant de l'établissement, il s'y installe pendant quelques années avec sa famille qui s'agrandit. Keats garde sa vie durant la conviction qu'il est né dans une écurie, ce qui, à ses yeux, constitue une stigmatisation sociale, mais aucune preuve ne corrobore les faits. Le site est maintenant occupé par The Globe Pub, près de Finsbury Circus, à quelques mètres de la gare ferroviaire et métropolitaine de Moorgate (Moorgate Station).
La famille Keats est aimante et soudée, les alentours bruissent de vie et d'allées et venues. Le père est travailleur et espère un jour inscrire son fils aîné dans une école prestigieuse, Eton College ou Harrow School de préférence. En attendant, le jeune garçon fréquente une dame school, école primaire privée tenue par une femme chez elle. Toutes ces écoles ne se ressemblent pas ; beaucoup sont de simples garderies tenues par des analphabètes, mais certaines offrent un enseignement de qualité. Tel est le cas pour celui que reçoit John Keats qui apprend à lire, manie le calcul et a même des notions de géographie. Le moment venu de quitter le foyer approche et, faute de moyens pour bénéficier d'une éducation dans une public school, il entre à l'été de 1803 à l'école du Révérend John Clarke dans le bourg de Enfield, non loin de l'endroit où habite son grand-père à Ponders End. Il y sera rejoint par George, puis, quelques années plus tard, par Tom.

#### L'école de John Clarke à Enfield
C'est une petite école — 80 élèves — modelée sur les Dissenting academies, connues pour leurs idées libérales et offrant un programme d'études plus moderne que celui, traditionnel, des prestigieuses institutions. De fait, si prévalent les disciplines classiques, l'école de Keats est aussi largement ouverte aux langues modernes, au français en particulier (Keats lira plus tard Voltaire et traduira Ronsard), à l'histoire, à la géographie, aux mathématiques et aux sciences physiques et naturelles. L'enseignement tente de se rationaliser, encourageant le doute, le questionnement. Le caractère y a autant d'importance que l'intellect et la discipline reste peu stricte, en grande partie assurée par les élèves que récompensent divers prix (l'évaluation s'étend de O à X, soit de « Très bien » [optime] à « Insuffisant » [unsatisfactory]) selon leur conduite et leurs résultats. Un grand jardin est mis à leur disposition, où ils cultivent des légumes, et que John Keats fréquente assidûment,. L'atmosphère familiale qui règne permet une grande liberté de choix : c'est ainsi que Keats s'intéresse aussi à l'histoire et la littérature antique, engouement qui ne le quittera plus. Il apprend le latin mais pas le grec ancien, Mr Clarke, responsable des études classiques, ne l'ayant jamais étudié. Cette lacune ne manquera pas de lui être reprochée, surtout lors de la parution d'Endymion et même de celle des grandes odes de 1819. Il lit Robinson Crusoé, les Mille et une nuits, les champions du gothique, Mrs Radcliffe, Monk Lewis, Beckford, Maria Edgeworth (qu'il finit à Rome) ; mais sa passion l'entraîne ailleurs : il dévore le Panthéon de Tooke et le Dictionnaire classique de Lemprière, offrant de brefs portraits des dieux et des déesses. Le Panthéon, en particulier, lui fournit, dans les premières scènes du poème épique Endymion, les éléments nécessaires au récit des festivités données en l'honneur du dieu Pan et se trouve encore sur ses étagères lorsqu'il meurt en Italie. Il traduit en prose près de la moitié de l'Énéide de Virgile et s'initie avec ferveur au français. Pour lui, la littérature — et singulièrement la poésie — est bien plus qu'un refuge, c'est un savoir qui exige un effort et une farouche détermination, une constante exploration dont la récompense, pour qui veut s'en donner la peine, surpasse toute autre expérience, ce qu'il appelle plus tard des « filons d'or », des « eldorados » (realms of gold), expression d'abord employée dans le vers d'ouverture du sonnet Après avoir ouvert pour la première fois l'Homère de Chapman.
C'est vers ses treize ans que ses maîtres remarquent son zèle, couronné par le prix du meilleur essai lors de ses deux ou trois derniers trimestres pour lesquels il reçoit le Dictionnaire de la marchandise de C. H. Kauffman et, l'année suivante, l'Introduction à l'astronomie de Bonnycastle. Entretemps, le fils du directeur, alors âgé de quinze ans, Charles Cowden Clarke, le prend en amitié et lui sert de mentor, le guide dans ses lectures, lui fait découvrir les auteurs de la Renaissance, Le Tasse, Edmund Spenser et les traductions d'Homère par George Chapman. Charles Cowden se souvient de Keats comme d'un garçon déterminé, sans timidité, se faisant volontiers des amis qu'à l'occasion il défend avec impétuosité, exempt de la moindre mesquinerie, apprécié de tous, camarades aussi bien que maîtres et personnel d'intendance. Cela dit, un autre ami, Edward Holmes, le décrit comme « changeant et divers » (volatile), « toujours porté aux extrêmes » (always in extremes), se laissant volontiers aller à l'indolence, et ne craignant pas de faire le coup de poing, même avec un maître de l'école lorsque, un jour, il entend réparer une injustice faite à son frère Tom.

#### Décès accidentel du père
Alors que John Keats n'a que huit ans et demi, survient le premier événement d'une série de deuils et de dislocations familiales qui le hanteront toute sa courte vie. Dans la nuit du 15 avril 1804, au retour d'une visite à l'école de son fils, où il se rend régulièrement, après avoir dîné à Southgate, son père fait une chute de cheval sur City Road à une heure du matin. Un veilleur de nuit, John Watkins, remarque le cheval qui rentre seul à l'écurie, et trouve le cavalier inconscient. Victime d'un traumatisme crânien avec fracture de l'occiput, il meurt au matin dans son auberge, où il a été transporté,.
Le choc est rude, tant émotionnellement que financièrement. Le 27 juin, Frances Keats, qui vient de se remarier, confie ses enfants, John, George, sept ans, Tom, cinq ans, et Fanny, un an, à sa mère, Alice Whalley Jennings, soixante-quinze ans, veuve depuis 1805 et ayant déménagé à Edmonton au nord de Londres. Cette grand-mère a hérité de son défunt mari une somme considérable et s'est tournée vers un négociant en thé en qui elle a toute confiance, Richard Abbey, associé à John Sandell, qu'elle nomme tuteur des enfants. La plus grande partie des ennuis financiers de Keats découle de cette décision. Non qu'Abbey ait été malhonnête, mais plutôt borné, peu enclin à dépenser et parfois menteur. L'argent qui revient aux enfants est dispensé avec une parcimonie frisant l'avarice et ce n'est qu'en 1833, bien après avoir atteint sa majorité, que Fanny force par voie judiciaire le marchand à abandonner sa tutelle.

#### Mort de la mère
La mère de John Keats se remarie deux mois après la mort brutale de son époux avec un certain William Rawlings, ancien responsable d'écurie devenu petit employé de banque. Le mariage est malheureux : Frances quitte son nouveau foyer en 1806, non sans avoir laissé une bonne part des écuries et de son héritage à son second mari, puis disparaît, peut-être pour suivre un autre homme, un certain Abraham, habitant Enfield, selon Abbey. Ce qui est certain, c'est qu'elle sombre dans l'alcoolisme et revient en 1808, encore jeune femme, de 34 ans, mais déprimée, éteinte, percluse de rhumatismes et minée par la phtisie dont elle meurt deux ans plus tard chez sa mère le 20 mars 1810 (John a remplacé sa grand-mère pendant ses absences et il s'est occupé de la malade avec un dévouement passionné). D'après Andrew Motion, dans la mesure où, entre deux crises, il lui lit des romans, il commence à associer la littérature à la possibilité d'une guérison, l'un des thèmes courants dans son œuvre. La contemplation de la souffrance lui apprend aussi qu'elle peut être source de savoir, non pas seulement sur soi-même mais aussi sur l'humaine condition. Il prend ainsi conscience que le plaisir est indissociable de la douleur, le gain de la perte. C'est ce qu'il exprime plus tard lorsqu'il écrit : « […] les difficultés affermissent l'énergie intérieure d'un homme — elles font de nos aspirations principales un refuge autant qu'une passion. »
La double perte de la mère, d'abord lorsqu'elle se donne à Rawlings, puis après son retour quand elle meurt, crée en Keats un schéma de possession et d'abandon courant tout au long de son œuvre, dans La Belle Dame sans Merci comme dans Lamia, Endymion et même Othon le Grand, son unique pièce de théâtre composée à deux mains avec Charles Brown. De plus, comme il l'écrit à Bailey en juillet 1818, il ressent « un sentiment injuste envers les femmes » : pour lui, les femmes se rangent en deux catégories, ou elles sont parfaites, ou elles sont corrompues. La phrase est extraite d'un long document dans lequel Keats use d'un procédé qui anticipe la psychanalyse, car il remonte à l'enfance pour tenter d'expliquer sa gêne et son opinion. En ses plus jeunes années (schoolboy), explique-t-il en substance, la femme est pour lui une déesse éthérée, bien au-dessus de l'homme. À l'adolescence (boyhood), le mythe s'est écroulé et il a connu la déception. Depuis, il constate qu'en compagnie des hommes, il se sent libre et à l'aise, mais qu'avec les femmes, il reste sans voix, gauche, soupçonneux, il n'a pas confiance. Il y a là ce qu'il appelle « une perversité » ou « un préjugé » qu'il laisse en suspens, car après tout, il doute « que la gent féminine se préoccupe de savoir si Mister John Keats, taille cinq pieds, l'apprécie ou non ». À cela, Andrew Motion ajoute que bien lui en prend de ne rien vouloir changer : La Belle Dame sans Merci, Lamia et plusieurs des odes composées en 1819 dépendent précisément de ce qu'il critique en lui-même.
Désormais orphelin, John Keats assure farouchement le rôle de protecteur à l'égard de ses frères et sœur, particulièrement de la jeune Fanny. Signe de sa confiance en eux, ses méditations sur son art les plus approfondies leur sont presque exclusivement réservées, par exemple la très longue lettre-journal traitant de ses odes, écrite pour George et sa femme Georgiana.
Vraisemblablement sous la pression de Richard Abbey, Keats quitte Enfield en 1811 pour entrer en apprentissage chez Thomas Hammond, établi à Edmonton, voisin de la grand-mère Jennings, chirurgien et apothicaire respecté, médecin de la famille. Le nouvel apprenti loge dans une mansarde surplombant le cabinet au 7 Church Street, où il demeure jusqu'en 1815. Son ami Charles Cowden déclare qu'il s'agit de « la période la plus placide de toute sa douloureuse vie ». Par là, il entend que, dans l'ensemble — les deux hommes s'emportent aussi facilement l'un que l'autre —, les choses se passent bien : les Hammond sont hospitaliers et les méthodes d'apprentissage mises en œuvre très progressives ; Hammond, praticien consciencieux, reste en relation avec l'hôpital qui l'a formé et qu'il recommande ensuite à Keats.

### Premiers pas
| - Sculpture de Stuart Williamson : Keats au Guy's Hospital. - Portrait miniature anonyme du jeune Keats. |

En 1814, John Keats dispose de deux donations importantes disponibles à sa majorité : une de 800 £, laissée par son grand-père John Jennings, et une part de l'héritage de sa mère, 80 000 £, somme estimée à environ 500 000 £ au début du XXIe siècle, encore accrue par le décès de Tom en 1818.
Il semblerait qu'il n'en ait jamais eu vent, car il n'a fait aucune démarche pour entrer en possession de son argent. L'histoire a tendance à blâmer Abbey pour sa négligence en tant que tuteur légal, mais certains critiques lui accordent le bénéfice du doute et supputent qu'après tout, il aurait été lui-même mal, voire pas du tout informé.
En revanche, le notaire de la mère et de la grand-mère de Keats, William Walton, tenu par obligation de diligence, aurait dû le lui faire savoir. Cet argent eût pu changer le cours de sa vie, car il se débat contre de multiples difficultés, entre autres financières, et son vœu le plus cher eût été de vivre dans une totale indépendance,.

#### Chez Hammond et à la table des Clarke
L'apprentissage chez Hammond se poursuit et John Keats étudie l'anatomie et la physiologie. À l'époque, la profession de chirurgien ne requiert pas de diplôme universitaire, mais une simple homologation, et Keats est parfois tenté de suivre cette voie. Il sait panser les plaies, dispenser les vaccins, réduire une fracture des os, poser des sangsues. Cependant, au fil des mois et des ans, son enthousiasme pâlit, il souffre de solitude dans sa petite pièce et passe de plus en plus de temps dans les forêts ou à sillonner la campagne. Très souvent, il trouve refuge chez les Clarke à Enfield, distante d'environ sept kilomètres. Lorsque les soirées sont belles, la famille s'assoit sous une tonnelle au fond du vaste jardin. C'est l'époque où Keats termine sa traduction de l'Énéide et lit — voracement, écrit Charles Cowden Clarke —, les Métamorphoses d'Ovide, les Bucoliques de Virgile et le Paradis perdu de John Milton. La Reine des fées de Spenser, cependant, lui révèle soudain la puissance poétique de sa propre imagination. Après cette lecture, rappelle Cowden Clarke, John Keats ne fut plus jamais le même et devint un autre être, entièrement absorbé par la poésie, « galopant de scène en scène […] comme un jeune cheval dans une prairie de printemps ».
Ainsi, l'influence de John Clarke et de son fils Cowden est remarquable à ce stade de sa vie : cette intimité entre ancien élève et professeur, les soirées passées à la table familiale, les longues conversations nocturnes où se discutent les livres empruntés à la bibliothèque font beaucoup pour qu'éclose sa passion poétique et que se confirme sa vocation. En septembre 1816, Keats écrit une Épître à Charles Cowden Clarke et évoque ces visites avec reconnaissance.

#### La médecine auGuy's Hospital

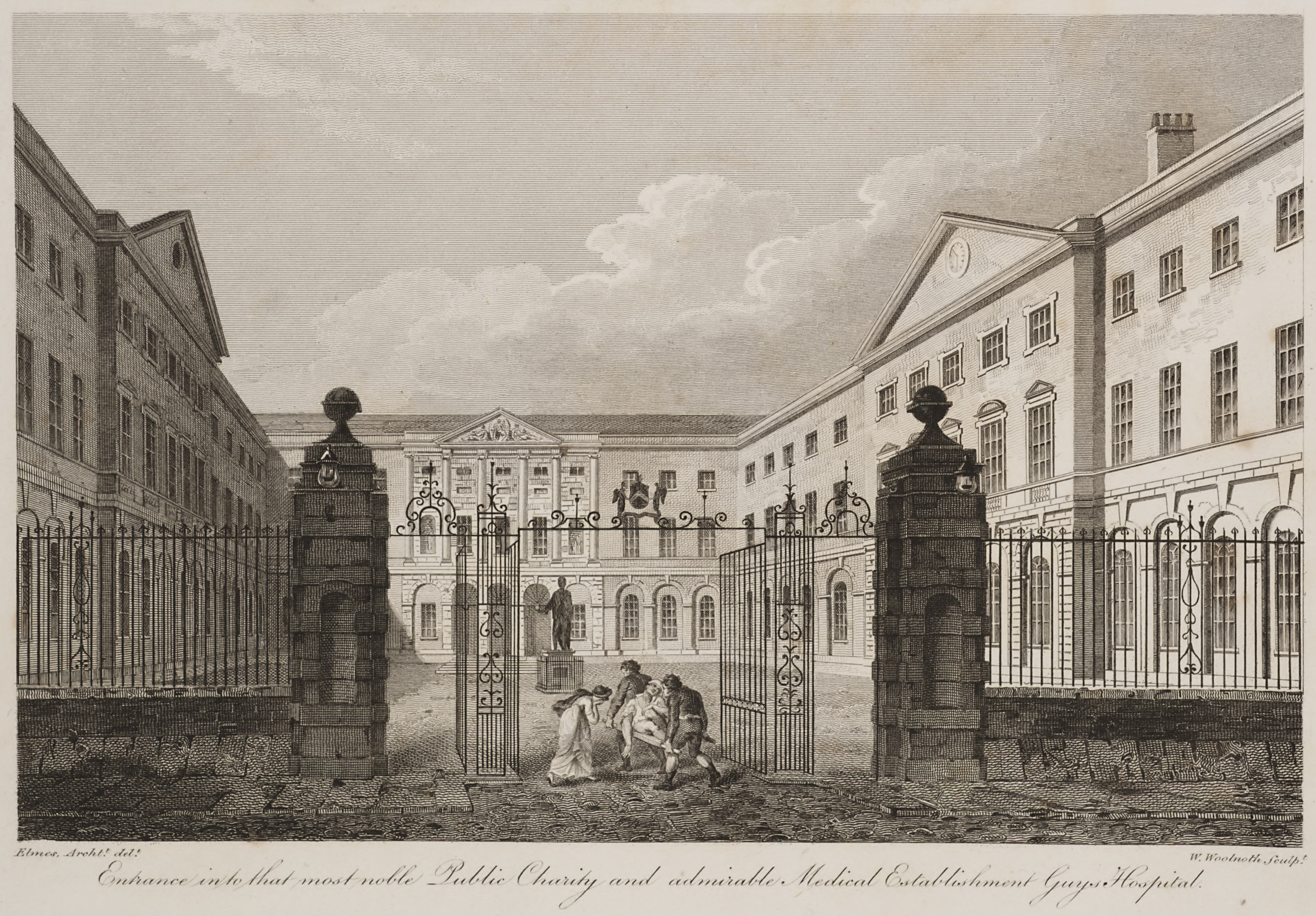
Entrée du Guy's Hospital vers 1820 (estampe de William Woolnoth).

La période d'apprentissage avec Hammond ayant pris fin, il s'inscrit en octobre 1815 comme étudiant en médecine au Guy's Hospital de Londres. Au bout d'un mois, il est considéré comme assez compétent pour servir d'assistant aux chirurgiens pendant les opérations. C'est là une promotion significative, dénotant une réelle aptitude pour la médecine, mais aussi le chargeant de nouvelles responsabilités. La famille de Keats est convaincue qu'après le coûteux apprentissage chez Hammond et le non moins onéreux séjour au Guy's Hospital, le jeune étudiant a trouvé sa voie, gage d'une longue et fructueuse carrière, et il semble que Keats avalise alors cette opinion. À cette époque, il partage un logement proche de l'hôpital au 28 St. Thomas's Street à Southwark ; parmi les locataires figure en particulier Henry Stephens, futur inventeur de grande renommée et magnat de l'industrie de l'encre. Il suit les cours du chirurgien le plus coté de la place, le Dr Astley Cooper, et approfondit ses connaissances dans nombre de matières scientifiques et dans la pratique de l'art.

#### Le conflit des vocations
Pour autant, au printemps 1816, il ressent une impatience de plus en plus exigeante, se comporte envers ses camarades étudiants en chevalier de la poésie, celle de Wordsworth en particulier, qui le plonge dans une excitation tenant de l'exaltation. Il est fasciné par le naturalisme du poète, son appel à une imagination séculaire, son usage d'une langue simple et naturelle — bien différente du style de la romance spensérienne. Bref, la poésie l'habite tout entier : « La science médicale échappe à son attention, écrit Henry Stephens, […] Pour lui la poésie représente le summum des aspirations humaines […], la seule qui soit digne d'un esprit supérieur […] il parle et marche parmi ses camarades d'études comme s'il était un dieu condescendant à se mélanger aux mortels. »
Si la vocation de la médecine faiblit en lui, s'éveille avec force — et une certaine arrogance — celle de la poésie. Son poème imité de Spenser (An Imitation of Spenser) date de 1814 alors qu'il a 19 ans. Désormais, il fréquente les cercles de Leigh Hunt et de façon plus espacée, car le jeune lord s'absente souvent, de Lord Byron, fort appréciés de ses amis Clarke, eux-mêmes très libéraux. Le choix de carrière à faire, la pression des créanciers aussi, John Keats connaît des moments de franche dépression. Son frère George écrit qu'il « craint de ne jamais devenir un poète et que si tel est le cas, il mettra fin à ses jours ». Les études se poursuivent néanmoins et en 1816, Keats reçoit sa licence d'apothicaire qui lui donne le droit d'exercer la médecine, la pharmacie et la chirurgie.
Pendant les mois de surmenage et de mélancolie, George Keats présente son frère à ses amies Caroline et Anne Mathew, filles d'un négociant en vin, et leur cousin, le « soi-disant » poète George Felton Mathew. L'amitié qui se noue entre ces jeunes gens est brève mais réelle, et sans doute apporte-t-elle à Keats quelque divertissement. Il entretient avec les deux sœurs une relation littéraire badine et taquine, leur adressant de petits mots écrits en anapestes, soit [∪ ∪ —], comme O Come, dearest Emma! ou encore To Some Ladies, dans le style de Thomas More, populaire sous la régence. Du cousin Mathew, il reçoit des encouragements d'autant plus appréciés que les deux jeunes gens partagent les mêmes vues politiques, et beaucoup d'entrain. John Keats lui fait découvrir Shakespeare. Trente ans plus tard, Mathew rend compte de ses impressions au biographe Richard Monckton Milnes et lui assure que Keats « avait une santé solide, se sentait bien en compagnie, savait s'amuser de bon cœur avec les frivolités de la vie et avait toute confiance en lui-même ». Il ajoute que sa sensibilité restait en plein éveil et que, par exemple, lorsqu'il lisait à haute voix des passages de Cymbeline, ses yeux se mouillaient de larmes et sa voix trébuchait d'émotion.

#### L'influence de Leigh Hunt

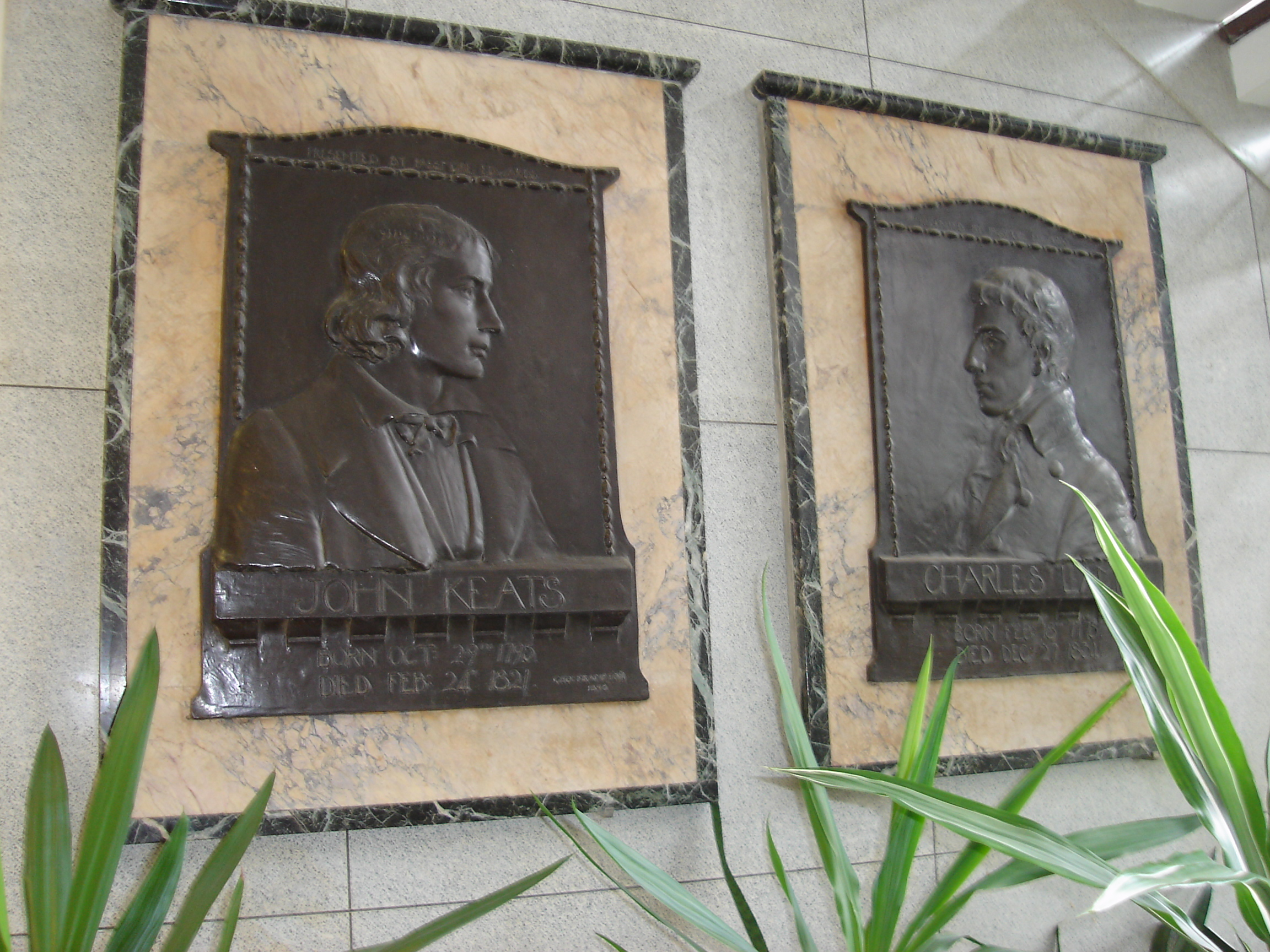
Charles Lamb et John Keats, plaques de bronze par George Frampton, exposées à Edmonton.

En octobre 1816, Charles Brown présente John Keats à Leigh Hunt, ami de Byron et Shelley, fort influents dans les cercles littéraires. Ces deux derniers poètes, malgré leur réserve de classe envers le cockney, le Londonien de basse couche, éprouvent de la sympathie pour lui : le premier se dit « son admirateur », le second « son ami ». Trois années plus tôt, en 1813, Leigh Hunt et son frère John ont connu la prison pour avoir publié un manifeste contre le Régent,. Cet épisode avait donné l'occasion à Keats de composer un poème, Sonnet écrit le jour où Hunt est libéré de prison, 1er octobre. Depuis, s'il écrit divers petites pièces comme son Épître à George Felton Mathew (Epistle to George Felton Mathew), sa première œuvre connue est un sonnet, O Solitude !, que Leigh Hunt offre de publier dans son magazine littéraire The Examiner, de tendance très libérale, ce qui est fait le 3 mai. Après une nuit de septembre passée à lire avec Clarke la traduction d'Homère de George Chapman, paraît le 1er décembre 1816 par la même voie Après avoir ouvert pour la première fois l'Homère de Chapman (On First Looking into Chapman's Homer) :
| Much have I travell'd in the realms of gold, And many goodly states and kingdoms seen; Round many western islands have I been Which bards in fealty to Apollo hold. Oft of one wide expanse had I been told That deep-brow'd Homer ruled as his demesne; Yet did I never breathe its pure serene Till I heard Chapman speak out loud and bold: Then felt I like some watcher of the skies When a new planet swims into his ken; Or like stout Cortez when with eagle eyes He star'd at the Pacific—and all his men Look'd at each other with a wild surmise— Silent, upon a peak in Darien. | J'ai longtemps voyagé dans les eldorados, J'ai vu bien des états et des royaumes magnifiques ; Et ma navigation a contourné mainte île occidentale Où quelque barde règne en ligne d'Apollon. Souvent j'avais ouï d'une vaste étendue Qu'Homère au front sourcilleux possède pour domaine ; Je n'en avais jamais toutefois respiré la sereine pureté Avant d'entendre la voix haute et forte de Chapman. Alors il me semble être un guetteur du ciel Qui voit soudain dans sa vision glisser une planète nouvelle, Ou l'impétueux Cortez quand, de son regard d'aigle, Il fixait le Pacifique – ses hommes, autour de lui, Se consultant des yeux, plein d'un présage fou — Sans dire un mot, debout, sur un pic du Darien. |

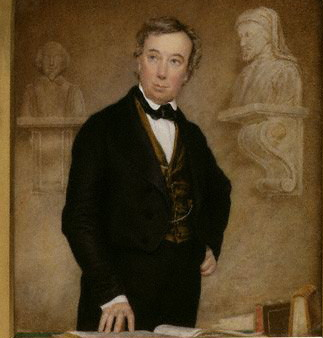
Charles Cowden Clarke vers 1841.

Charles Cowden Clarke écrit que pour John Keats, le jour de la parution est à marquer d'une pierre blanche (a red letter day), qu'il y a ici la première manifestation reconnue de la validité de ses ambitions. Ce « mâle et beau » sonnet affiche une réelle unité, l'image de la découverte, qui culmine dans le tableau de Cortés debout sur la cime, se trouvant implicite dès le premier vers ; le huitain et le sixain ont chacun leur crescendo, et le poète va de l'exploration à la révélation, sa quête passionnée trouvant son Graal dans le dernier vers du second quatrain : Avant d'entendre la voix haute et forte de Chapman. Alors, l'explorateur des mers tourne le regard vers le ciel et semble entrevoir une nouvelle planète. Comme souvent dans ses poèmes à venir, il répond ici à la puissance imaginative d'un autre poète. L'imparable diction poétique, l'agencement même des sons, par exemple la vision métaphorique de l'océan d'émerveillement amplifiée par des voyelles longues, wild (waɪld), surmise (sɜː'maɪz), qui bientôt s'éteignent en une série de syllabes faibles, silent (ˈsaɪlənt), peak (piːk), Darien ('darɪən), témoignent de sa maestria.
Albert Laffay loue l'influence de Leigh Hunt sur John Keats. Il évoque le ravissement du jeune homme lorsqu'il se rend à son cottage de Hampstead, « dans un absolu contraste avec son noir quartier et ses études de médecine ». Keats décrit des retours de nuit à pied vers Londres et leur consacre deux sonnets à l'automne de 1816, Keen fitful gusts… (« Rafales capricieuses et glaciales ») et On leaving some Friend at an early Hour (« Après avoir pris congé d'un ami au bout de la nuit »). Hunt, ce « rossignol qui parle » (the talking nightingale), lui inspire une véritable fascination.
En revanche, l'auteur (anonyme) de l'article que la Poetry Foundation lui consacre émet certaines réserves sur ce modèle alors que se construit la personnalité littéraire du poète : il déplore son style luxuriant qu'ornent trop d'adjectifs en « –y » ou « –ly », comme bosomy, scattery, tremblingly (« [Traduction littérale] à la poitrine généreuse, éparpillant, de façon tremblante »), son emploi systématique d'un anglais non châtié, la coloration militante de ses vers, non pas tellement par les mots que par leur structure prosodique, d'où l'usage obligé de l'enjambement, du rejet de la césure hors du médian du vers pour la poser après une syllabe faible, ce qui revient à « casser » l'« aristocratique » distique héroïque toujours en faveur chez les poètes plus conservateurs. Pour autant, John Keats a d'autres modèles que lui, et à tout prendre, l'un des rôles de Hunt consiste à entretenir en lui la foi poétique et finalement — quoique inconsciemment — à l'inviter à le surpasser.

### Fin des études et débuts d'un poète

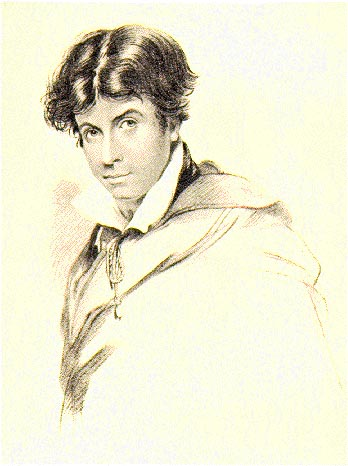
Leigh Hunt, estampe par H. Meyer d'après un dessin de J. Hayter.

S'il se consacre surtout à la poésie, John Keats n'en poursuit pas moins sa formation au Guy's Hospital (deux trimestres par an, octobre - mi-janvier et 21 janvier - mi-mai), car il envisage de devenir membre du célèbre Collège royal de chirurgie (Royal College of Surgeons).

#### Un séjour à Margate
En 1816, il publie le sonnet To my Brothers (« À mes frères ») et emménage au début de l'été au 8 Dean Street près du Guy's Hospital à Southwark. Le 25 juillet, Keats passe avec succès les épreuves du certificat de chirurgie : l'année a été rude (son ami Stephens échoue). Puis il
part au bord de mer avec Clarke pour échapper à la touffeur crasseuse de son borough londonien, reprendre ses esprits et écrire. D'abord, les deux jeunes gens séjournent à Carisbrooke dans l'île de Wight, puis à Margate où les rejoint Tom et, après un détour par Canterbury, Keats renvoie Tom à Londres et gagne le sud sur le conseil de Haydon. Sa destination est un petit village, Bulverhythe, également connu sous les noms de West St Leonards, Bo Peep, Filsham, West Marina, ou Harley Shute, près de Hastings dans le Sussex. Là, il rencontre Isabella Jones, belle, talentueuse et plutôt cultivée, qui reste une figure énigmatique. Sans être issue de la meilleure société, elle jouit d'une réelle aisance financière. John Keats ne fait pas mystère du désir qu'elle éveille en lui, encore que d'après Gittings, les rencontres s'en tiennent à des jeux préliminaires. Il écrit à son frère George qu'il « rend visite à sa chambre » (frequented her room) au cours de l'hiver 1818-1819, qu'il « s'échauffe avec elle et l'embrasse » (warmed with her and kisses her) ; bref, ajoute Robert Gittings, c'est sans doute là son initiation sexuelle. Isabella lui tient même lieu de muse, a l'idée des thèmes de La Vigile de la sainte Agnès, de La Vigile de la saint Marc, et même du court poème Hush, Hush! […] O sweet Isabel (Chut ! chut ! […], ô douce Isabelle), la première version de Bright star (would I were steadfast as thou art). En 1821, Isabella Jones est la première à être informée de la mort de Keats.
Tout au long de ce séjour, il écrit beaucoup, des poèmes, Calidore par exemple, et aussi des lettres, dans lesquelles il déploie une réelle virtuosité à enchaîner plaisanteries et anecdotes, coquineries ou paillardises, des imitations de la verve comique de Shakespeare, du commérage et de la moquerie, et beaucoup de nonsense.
De retour à Well Walk au début de juin, il n'en a pas fini avec la médecine, se rapproche encore de l'hôpital au 9 Dean Street et reprend son activité d'assistant médecin parmi les sombres ruelles, ce qui lui permet de survivre avant que sa majorité à vingt-et-un ans ne lui ouvre le plein exercice de sa science.

#### Nouvelles publications
La fin de l'année 1816 et le début de 1817 sont riches en publications plus ou moins réussies. Après le premier succès du sonnet consacré à la traduction d'Homère, paraît un recueil comprenant I stood tip-toe (« Je me tenais sur la pointe des pieds ») et Sleep and Poetry (« Sommeil et poésie »), tous les deux portant l'influence de Leigh Hunt. Lors des séjours de Keats à son cottage, un petit lit est ouvert pour lui dans la bibliothèque et c'est là que les sonnets sont écrits. John Hamilton Reynolds est le seul à leur consacrer un compte rendu favorable dans The Champion, mais Charles Cowden Clarke déclare que, vu son succès, « à la rigueur, le livre aurait eu une chance à Tombouctou ». Les éditeurs de Keats, Charles et James Ollier, ont honte de cet échec et, d'après Andrew Motion, prient le poète de s'en aller. Ils se voient aussitôt remplacés par Taylor et Hessey de Fleet Street qui, eux, s'enthousiasment pour cette poésie. Aussitôt, ils prévoient un nouveau volume payé d'avance et Hessey se lie d'amitié avec Keats. D'ailleurs, leur maison d'édition réserve des pièces où les jeunes écrivains peuvent se rencontrer et travailler. Peu à peu, leur liste d'auteurs finit par comprendre Coleridge, William Hazlitt, John Clare, Thomas Jefferson Hogg, Thomas Carlyle et Charles Lamb.
John Taylor et Hessey présentent John Keats à leur conseiller, l'ancien étonien Richard Woodhouse, qui s'avère être un excellent guide littéraire et précieux en affaires juridiques. Fort admiratif des Poèmes récemment publiés, il ne manque pas, cependant, de remarquer chez l'auteur « l'instabilité, les tremblements, la tendance à facilement se décourager », mais se persuade de son génie qui en fera, prédit-il, un maître de la littérature anglaise. Peu après se scelle entre les deux jeunes gens une amitié indéfectible. Woodhouse entreprend de collectionner tous les écrits de Keats et les documents relatifs à sa poésie (Keatseriana). Cette archive reste l'une des principales sources d'information sur son art. Andrew Motion compare Woodhouse à James Boswell au service d'un nouveau Samuel Johnson, n'ayant de cesse de promouvoir les œuvres du maître et de prendre sa défense lorsque des plumes malfaisantes se lèvent pour l'attaquer.
Peu importe les piques de la critique lors de la parution du recueil Poems, Leigh Hunt publie un essai intitulé Trois jeunes poètes (Three Young Poets), Shelley, John Keats et John Hamilton Reynolds. Il y ajoute le sonnet Après avoir ouvert pour la première fois l'Homère de Chapman (On First Looking into Chapman's Homer) et conclut que l'avenir poétique est gros de promesses. Il présente Keats à nombre de personnalités de l'intelligentzia, le rédacteur-en-chef du Times, le journaliste Thomas Barnes, l'écrivain Charles Lamb, le chef d'orchestre Vincent Novello et le poète John Hamilton Reynolds. John Keats fréquente aussi William Hazlitt, l'un des régents des lettres de l'époque. Désormais, il est perçu par le public éclairé comme faisant partie de la « nouvelle école de poésie » (new school of poetry), comme l'appelle Hunt. C'est l'époque où, le 22 novembre 1817, il écrit à son ami Benjamin Bailey : « Je ne suis sûr de rien sinon du caractère sacré des affections du cœur et de la vérité de l'imagination. La beauté que capte l'imagination est à coup sûr la vérité », passage qui annonce la fin de l'Ode sur une urne grecque.

#### Abandon de la médecine
Au début de décembre 1816, poussé de façon pressante par ses amis, Keats annonce à Richard Abbey qu'il abandonne la médecine pour se consacrer à la poésie. Abbey est furieux, d'autant que de longues années d'apprentissage et d'études ont fait du jeune homme un bon praticien. De plus, il est en proie à d'énormes difficultés d'argent, endetté mais toujours généreux, prêtant de grosses sommes au peintre Benjamin Haydon, 700 £ à son frère George émigré en Amérique, au point qu'il n'est plus capable d'honorer les intérêts de ses propres emprunts. John Keats donne plus tard une explication à cette décision : elle ne serait pas seulement due à sa vocation de poète, mais aussi le résultat de son dégoût pour la chirurgie.
En avril 1817, l'hôpital n'est plus qu'un souvenir ; John Keats, qui souffre de rhumes incessants, quitte l'appartement humide de Londres et s'installe avec ses frères au 1 Well Walk à Hampstead village, un quartier cossu du nord de Londres. Tom est malade et ses deux frères prennent soin de lui. La maison est proche de celle de Leigh Hunt et de celles des poètes qu'il protège. Coleridge, aîné des romantiques de la première génération, ne réside pas loin, à Highgate, et le 11 avril 1818, Keats et lui font une longue promenade sur la lande. Dans une lettre à George, Keats raconte qu'ils ont parlé de « mille choses, […] des rossignols, de la poésie, de la sensation poétique, de métaphysique ». À cette époque, il est aussi présenté à Charles Wentworth Dilke, écrivain et critique de tendance libérale, et son épouse Maria, et James Rice pour lequel il compose un sonnet.

#### Au Pays des lacs

Vue panoramique sur la ville de Keswick, nichée entre le fell de Skiddaw et le lac Derwentwater, depuis les pentes du Walla Crag. Parc national du Lake District, Cumbrie (Royaume-Uni).

En juin 1818, John Keats laisse Tom, qui va mieux, aux bons soins de la logeuse Mrs Bentley et entreprend une grande randonnée à pied dans le Pays des lacs et en Écosse en compagnie de Brown. Son frère George et sa toute jeune femme Georgina les accompagnent jusqu'à Lancaster puis poursuivent leur route en diligence jusqu'à Liverpool d'où ils s'embarquent pour l'Amérique. De fait, ils ont décidé de s'expatrier pour devenir fermiers à Louiseville dans le Kentucky. George y devient peu à peu une personnalité respectée, d'abord à la tête d'une scierie, puis d'une entreprise de bâtiments. Ruiné pour s'être porté garant d'emprunts contractés par des amis, il meurt sans le sou, de la phtisie comme ses deux frères selon certains critiques,, ou, selon d'autres, d'une affection gastro-intestinale. Quant à Georgina, elle épouse, deux ans après la mort de George, un certain Mr John Jeffrey en 1843, chez qui elle emménage à Cincinnati, Ohio, puis à Lexington, Kentucky, où elle meurt.

#### Mort de Tom

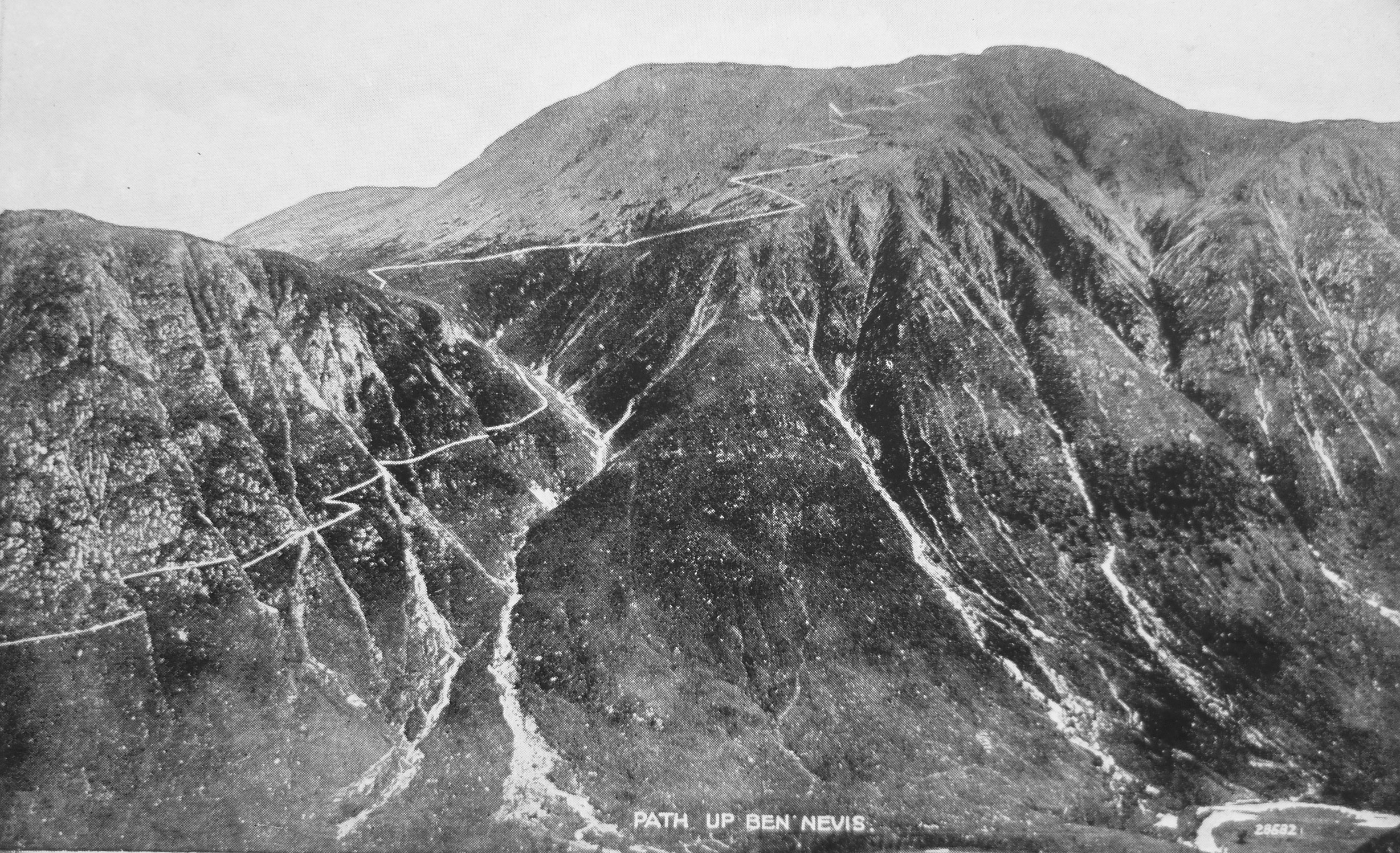
Sentier conduisant au sommet du Ben Nevis, 1344 mètres.

En juillet 1818, sur l'île de Mull, Keats prend froid et souffre d'un mal de gorge persistant. « Trop maigre et trop fiévreux, il ne peut poursuivre le voyage ». « C'est sur l'île de Mull, écrit Andrew Motion, que commence la fin de sa brève vie et que débute sa lente mort ». Le 2 août au matin, il gravit les pentes du Ben Nevis et écrit un sonnet sur sa cime. Peu après qu'il a quitté Inverness, arrive une lettre de Dilke : Tom est au plus mal. John Keats rentre seul à Londres et ce qu'il trouve chez lui l'horrifie : son petit frère alité, émacié, sans force, fiévreux, comme vieilli, et avec une douleur intolérable aux côtés et dans les épaules. Il entreprend aussitôt de le soigner, s'exposant à la contagion de manière d'autant plus risquée qu'il est lui-même affaibli : la consomption est la malédiction de cette famille,, et cette maladie, qui ne recevra le nom de tuberculose qu'en 1839, demeure stigmatisée, supposée trahir une faiblesse de constitution congénitale, des désirs sexuels refoulés, l'habitude de la masturbation. D'ailleurs, Keats ne la nomme jamais,. Tom meurt le 1er décembre 1818.

### Wentworth Place

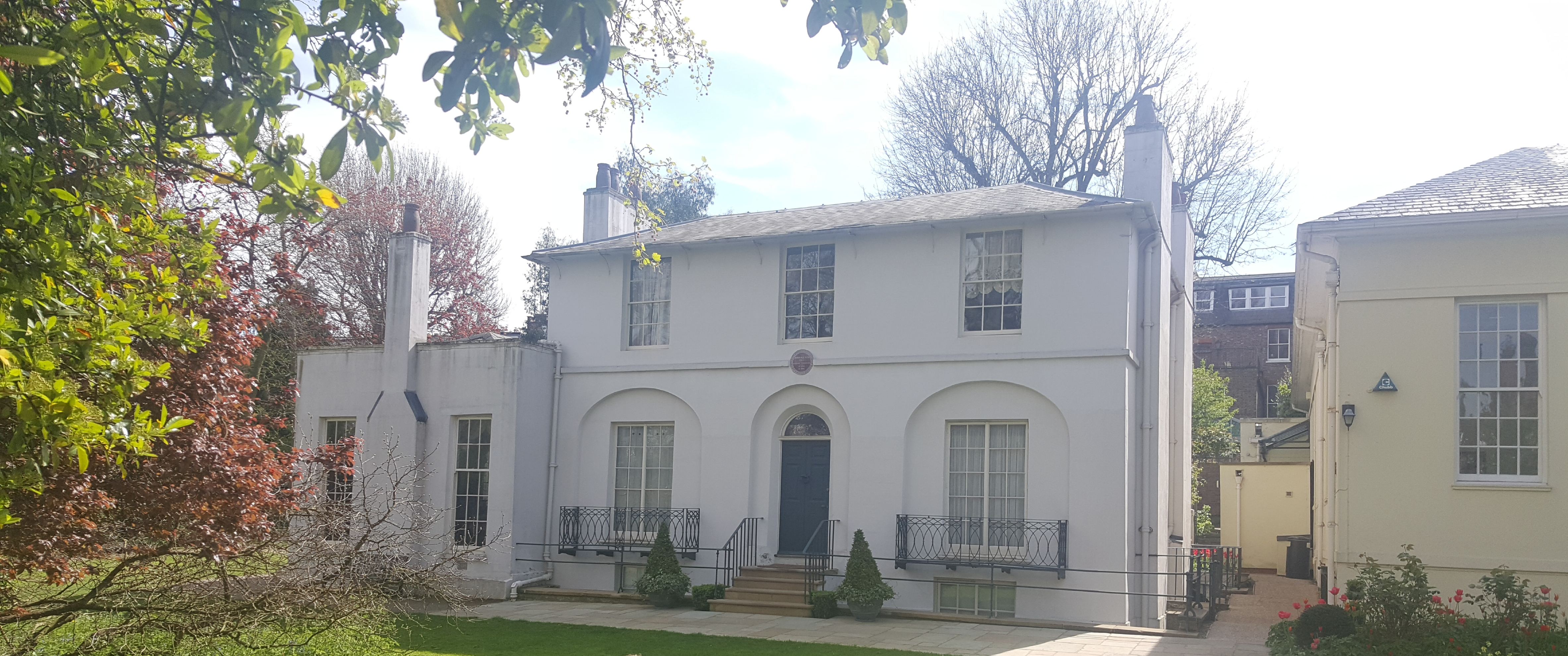
Wentworth Place, désormais le Keats House Museum (à gauche), Ten Keats Grove (à droite).

En octobre 1818, John Keats a fait la connaissance de Fanny Brawne, fille d'une ancienne locataire estivale de son ami Charles Armitage Brown qui, comme beaucoup de Londoniens, loue sa maison pendant ses absences à la belle saison. Conquise par Hampstead, Mrs Brawne s'y est installée et est devenue une voisine.
Depuis le mois de février 1819, il a rejoint sur son invitation Charles Brown dans sa demeure flambant neuve de Wentworth Place, une villa de style georgien située au bord de la lande de Hampstead (Hampstead Heath), à quinze minutes de marche de son ancienne maison de Well Walk. C'est une construction double dont les Dilke occupent l'autre moitié ; le loyer annuel s'élève à 5 £ et comprend le partage des factures de boisson. De toute façon, c'est Brown qui entretient quasi complètement le jeune poète, lui consent des prêts et veille également à ses manuscrits. Les deux amis entreprennent d'écrire à deux mains une tragédie, Otho le Grand (Otho the Great). Ils espèrent qu'elle sera jouée par le célèbre Kean et tiendra suffisamment l'affiche pour rapporter quelque argent.

#### 1819:annus mirabilis
Pendant l'hiver 1818–1819, Keats commence à écrire ses œuvres les plus mûres, inspiré par une série de conférences données par William Hazlitt sur les poètes anglais et l'identité poétique, et par sa fréquentation plus régulière de William Wordsworth. Déjà auteur de très grands poèmes, comme Isabella, adaptation de Pot de Basile du Décaméron (IV, V) de Boccace, il entreprend de terminer Endymion dont il reste peu satisfait et que rosse la critique. Pour autant, c'est au cours de l'année 1819, et singulièrement au printemps, que sa plus grande poésie est composée ou terminée, Lamia, les deux versions de Hyperion, commencée en septembre 1818, La Vigile de la sainte Agnès et surtout les six grandes odes, Ode à Psyché, Ode sur une urne grecque, Ode sur l'indolence, Ode sur la mélancolie, Ode à un rossignol et Ode à l'automne, cette dernière par une belle soirée de septembre : toutes sont transcrites par Charles Armitage Brown, puis présentées à l'éditeur Richard Woodhouse. La date exacte de composition reste inconnue : seule la mention « mai 1819 » figure sur les cinq premières. Si l'ensemble partage la même structure formelle et la même thématique, rien au sein de cette unité ne laisse transpirer l'ordre dans lequel elles ont été accomplies. L'Ode à Psyché ouvre peut-être la série. L'Ode à un rossignol donne lieu à une polémique posthume entre voisins qui diffèrent quant au lieu où le poème voit le jour. Charles Brown, qui loge Keats, déclare que l'épisode se passe à Wentworth Place, sa maison de Hampstead, sous un prunier du jardin. Il ajoute que le poète rédige le poème en une seule matinée : 
« In the spring of 1819 a nightingale had built her nest near my house. Keats felt a tranquil and continual joy in her song; and one morning he took his chair from the breakfast-table to the grass-plot under a plum-tree, where he sat for two or three hours. When he came into the house, I perceived he had some scraps of paper in his hand, and these he was quietly thrusting behind the books. On inquiry, I found those scraps, four or five in number, contained his poetic feelings on the song of the nightingale. »
« Au printemps 1819, un rossignol a établi son nid près de ma maison. Keats éprouvait à son chant une joie tranquille et continuelle ; et une matinée, il prit sa chaise de la table à déjeuner, et l'emporta sur un carré de pelouse situé sous un prunier où il resta assis deux ou trois heures. Quand il revint à la maison, je m'aperçus qu'il avait quelques feuillets à la main qu'il rangea brusquement derrière des livres. En cherchant, je trouvai ces brouillons, au nombre de quatre ou cinq, contenant ses sentiments poétiques sur le chant du rossignol. »
 Brown s'enorgueillit de ce que le poème n'ait été préservé que par ses soins et se soit trouvé directement influencé par sa demeure ; mais selon Andrew Motion, ceci demeure subjectif, Keats ayant plutôt compté sur sa propre imagination — et nombre de sources littéraires — pour méditer sur le chant du rossignol. Quant au voisin, Charles Wentworth Dilke, il dément les dires et l'anecdote de Brown, rapportés dans la biographie de Richard Monckton Milnes publiée en 1848 ; pour lui, il s'agit là de « pure délusion » (pure delusion), ce qui implique, en anglais comme en français, une illusion des sens.

#### Fanny Brawne

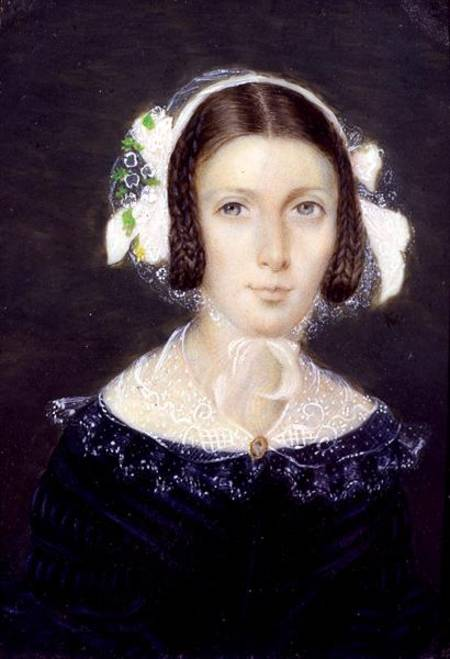
Fanny Brawne, aquarelle miniature, 1833 (elle a 33 ans).

C'est par l'intermédiaire des Dilke que John Keats rencontre en novembre 1818 Fanny Brawne, jeune fille de dix-huit ans (née le 9 août 1800). Sa mère, Mrs Brawne, veuve depuis 1810, apprécie le poète et en parle souvent en bien à ses connaissances. Fanny, la langue bien pendue, avec de l'entrain, parlant français et allemand, grande admiratrice de Shakespeare et Byron, avec une prédilection pour les romans à deux sous (trumpery novels), spirituelle et vive, se plaît à discuter de politique ou de littérature avec lui, comme elle le fait avec ses voisins anglais et aussi les exilés français qui, après la Révolution, se sont installés à Hampstead. Plus tard, elle souligne l'allant et la bonne humeur de son interlocuteur, seulement assombris lorsque la santé de Tom le préoccupe. Après la mort de ce frère aimé, pour soulager sa souffrance — « l'amour fraternel est plus fort que celui qu'on porte à une femme, avait-il écrit » —, elle l'encourage à se détourner du passé et de l'introspection, et sa vivacité lui redonne l'amour de la vie : « bientôt, il retrouva sa gaieté ». Sans tarder, il s'éprend passionnément de la jeune fille ; d'après Richardson, il l'idéalise jusqu'à la profonde souffrance et son imagination la métamorphose en princesse de légende. John Keats lui demande sa main le 18 octobre ; Fanny la lui accorde, et les fiancés gardent le secret.
Fanny se rend souvent à Wentworth Place. Le poète danse mal et, de toute façon, se sent trop fatigué pour la sortir. Aussi, elle se laisse parfois inviter par des officiers, amis de sa mère et des Dilke, ce qui plonge Keats dans l'angoisse. Pourtant, il juge que sa présence, agréable et quasi constante, le distrait de sa vocation de poète. Mai a vu naître sous sa plume une succession de chefs-d'œuvre, mais juillet — il faut laisser la place aux locations saisonnières — l'envoie à l'île de Wight, et pendant plusieurs mois, avec quelques interruptions, les deux jeunes gens échangent une correspondance riche d'émotions, de réflexions (sur l'amour et la mort), et parfois de piques de jalousie. Las de l'île, Charles Armitage Brown et lui marchent jusqu'à Winchester où ils terminent leur tragédie (Otho the Great), et en février 1820, après un voyage à Londres pour discuter avec Abbey des difficultés rencontrées par George et Georgiana, Keats s'en revient épuisé, transi, fiévreux, titubant au point que Brown le croit ivre.
Alors qu'il se met au lit, il a un léger accès de toux et, à la vue d'une goutte de sang sur le drap, effectue immédiatement sur lui-même, en tant que médecin, son propre diagnostic avec le pronostic fatal qui l'accompagne, déclarant à Brown : « Je connais la couleur de ce sang ; cela vient d'une artère […] Cette goutte de sang est un arrêt de mort ». Plus tard dans la nuit survient une abondante hémorragie pulmonaire qui le fait suffoquer. Fanny raréfie ses visites par crainte de le fatiguer, mais passe parfois devant sa fenêtre en revenant de promenade, et tous deux échangent de fréquents petits mots.

### Derniers mois, dernières amours, la fin
Le 3 février 1820, alors que s'accentue la fréquence des crachements de sang, Keats offre à Fanny de lui rendre sa parole, ce qu'elle refuse. En mai, alors que Brown voyage en Écosse, il demeure à Kentish Town près de Leigh Hunt, puis chez Hunt même. De plus en plus, les médecins recommandent un climat clément, par exemple celui de l'Italie. Shelley, qui se trouve à Pise, invite le malade à le rejoindre, mais il répond sans enthousiasme. En août, Mrs Brawne le fait revenir à Hampstead et, aidée par Fanny, s'occupe de lui. Le 10 août, il est de retour à Wentworth Place pour la dernière fois.

#### Les adieux du 13 septembre
Mrs Brawne ne consent toujours pas au mariage, même si elle promet qu'« au retour de John Keats d'Italie, il épousera Fanny et vivra avec eux ». Le 13 septembre, Fanny transcrit l'adieu que John Keats dicte pour sa sœur, puis brûle les lettres d'amour qu'elle lui a adressées. Ils échangent des cadeaux : Keats offre son exemplaire de The Cenci, la tragédie en vers de Shelley publiée en 1819, son folio de Shakespeare annoté, sa lampe étrusque et sa propre miniature ; Fanny présente un carnet neuf, un coupe-papier, une boucle de cheveux, et en prélève une en échange ; elle double la casquette de Keats de soie et garde un morceau de tissu en souvenir ; enfin, dernière offrande, elle lui confie une cornaline. Selon Plumly, ces adieux marquent pour le poète son entrée dans ce qu'il appelle « son existence posthume » (posthumous existence).

#### L'Italie

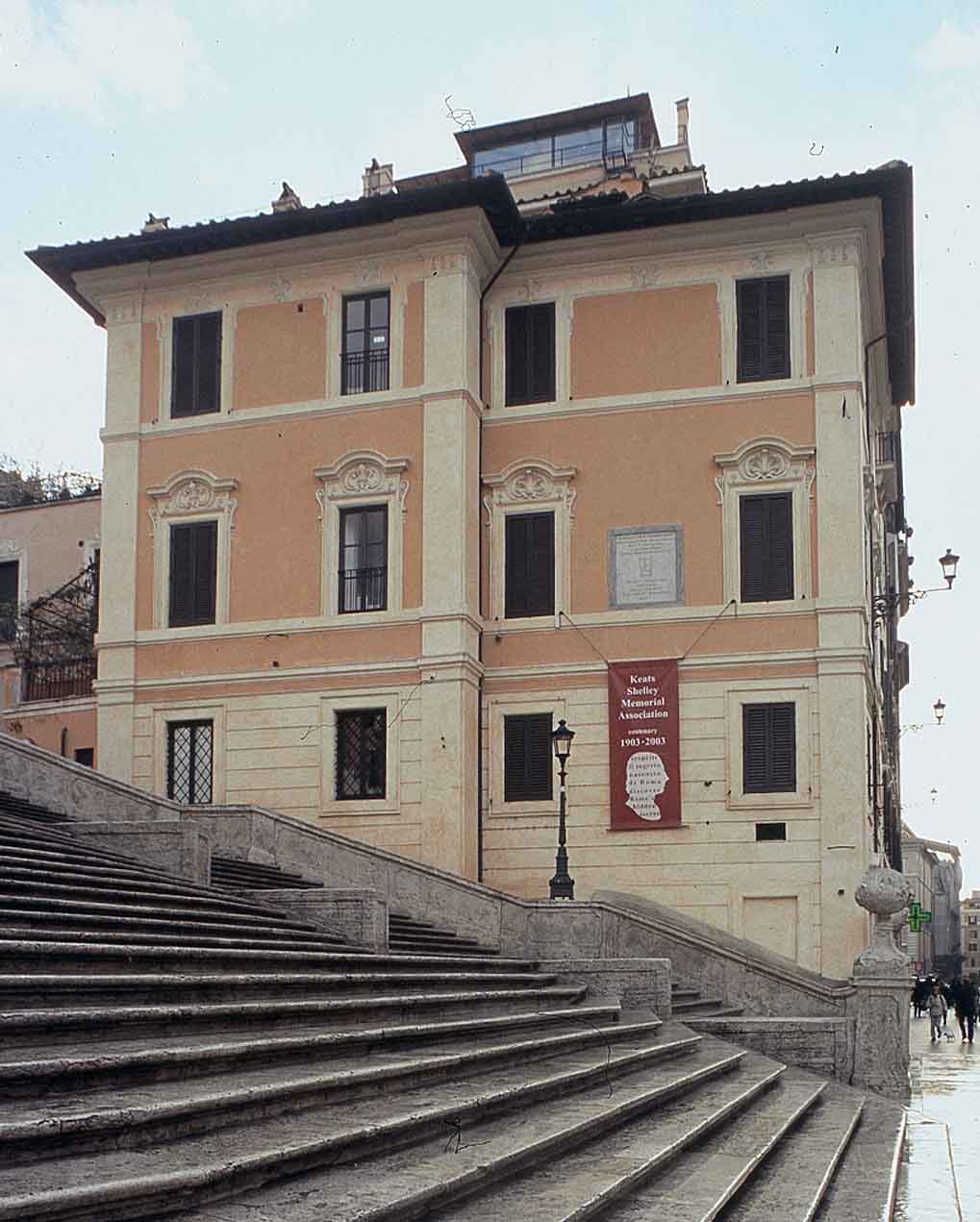
Maison de John Keats à Rome, vue des escaliers de la Trinité des Monts.

Charles Armitage Brown est en vacances, Leigh Hunt indisponible, et c'est Joseph Severn, peut-être le moins proche des amis mais, en définitive, le plus dévoué, qui, contre la volonté de son père, l'accompagne le 17 septembre sur la Maria Crowther à destination de l'Italie. Des vents contraires retiennent le navire dans la Manche pendant une semaine et les passagers débarquent à nouveau à Portsmouth. John Keats et Severn en profitent pour aller voir des connaissances. Nouvel appareillage et mêmes bourrasques, et cette fois, c'est Lulworth Cove qui accueille le voilier. Keats y recopie son sonnet Étincelante étoile (Bright Star). Naples est en vue le 21 octobre, mais le navire est retenu en quarantaine pendant six semaines en raison d'une flambée de typhus à Londres. Ce n'est que le 4 ou le 5 novembre que commence l'ultime étape vers Rome dans une petite voiture de louage. Severn passe son temps à distraire au mieux son compagnon de voyage ; il attire son attention sur les buffles, les villages tout blancs, les vignobles ; parfois, il saute de la calèche et court, ramasse des fleurs des champs et les jette à l'intérieur. Arrivés le 17 novembre, les deux voyageurs consultent le médecin de la colonie anglaise, le Dr James Clark, et s'installent au 26 Place d'Espagne, au pied des escaliers de la Trinité des Monts dans un appartement donnant sur la Fontaine Barcaccia. Les semaines qui suivent se ressemblent : Keats crache le sang, surtout le matin ; mais il termine les romans de Maria Edgeworth, écrit à ses amis et se préoccupe du moral de Joseph Severn, cloué dans son rôle de garde-malade. Le médecin passe quatre ou cinq fois par jour. Noël est « des plus étranges et tristes » (strangest and saddest), écrit Severn. L'argent vient à manquer et une souscription est lancée à Londres. Le malade s'affaiblit, devient morose et parfois coléreux.

#### «Les pâquerettes poussent sur moi» (John Keats)

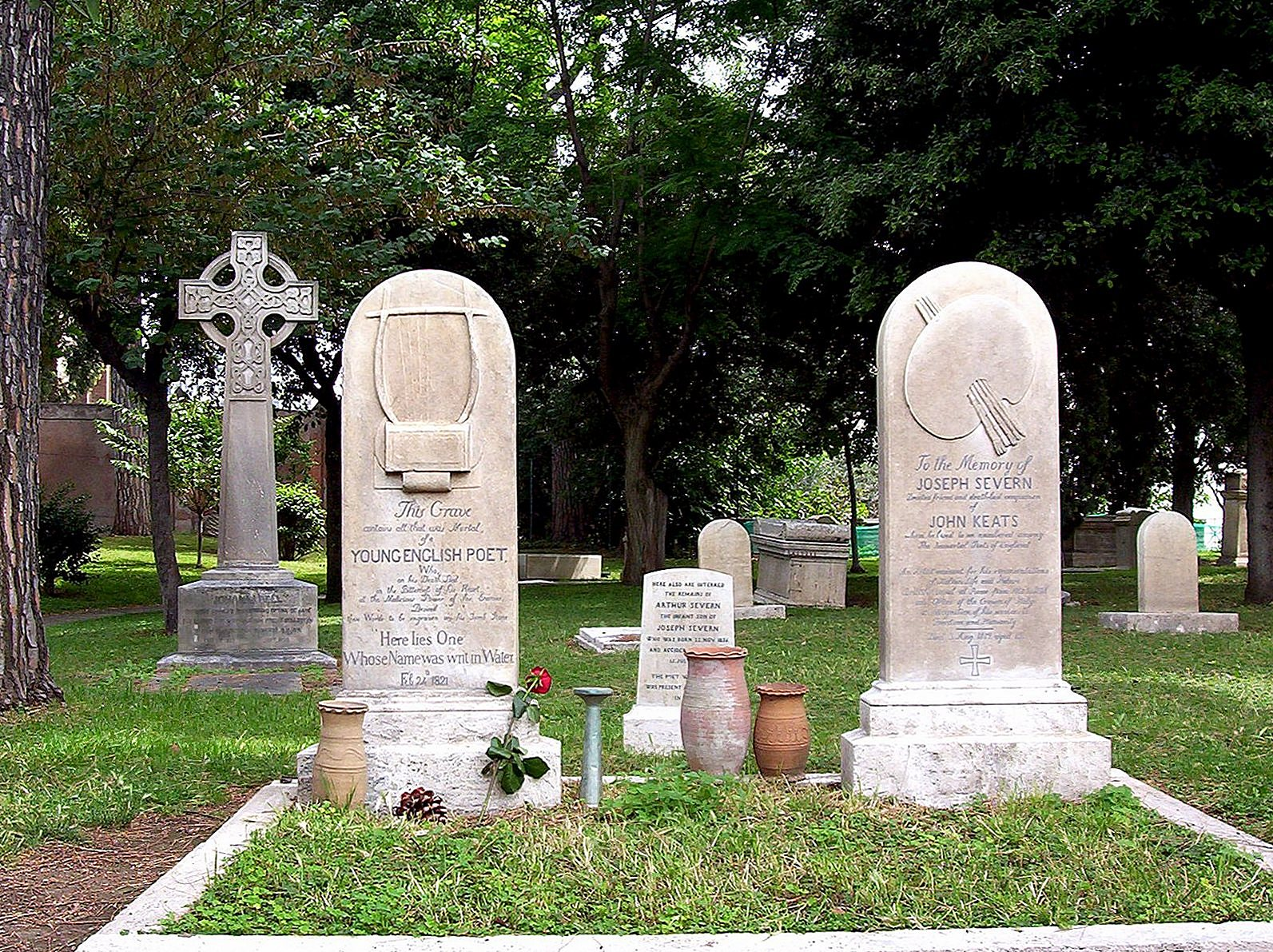
Tombe de John Keats (à droite, celle de Joseph Severn).

Severn s'occupe de tout, fait la cuisine, essuie les lèvres souillées, éponge le front en feu. Au début de février 1821, Keats déclare que les « pâquerettes poussent au-dessus de lui » (the daisies are growing over me) et donne ses instructions. Le 23 vers seize heures, il murmure : « Severn – relève-moi – je – je meurs – je vais mourir en douceur ; n'aie pas peur – sois fort, remercie Dieu qu'elle soit là » ; à onze heures, le bouillonnement du mucus ralentit, et Keats sombre dans la mort, si doucement que Severn, qui le tient dans ses bras, le croit toujours endormi,. Comme l'écrit Alain Suied, son plus récent traducteur en français, « il n'aura pas vu les fleurs du printemps, ni entendu le rossignol ».
Ses dernières volontés sont à peu près respectées. Keats repose au cimetière protestant de Rome (Cimitero Acattolico di Roma). Comme il l'a demandé, aucun nom ne figure sur sa tombe et y est gravée l'épitaphe « Ici repose celui dont le nom était écrit sur l'eau », phrase sibylline rappelant le poète latin Catulle (LXX) : « Qui ne sait que les serments des belles sont écrits sur l'aile des papillons et le cristal des ondes ». Alain Suied interprète le mot name différemment, non pas « nom » mais « réputation » ; aussi traduit-il : « Ci-gît un dont la gloire fut écrite sur l'eau ».

Joseph Severn — qui hésite — et Charles Brown — qui le regrette plus tard, « une sorte de profanation », écrit-il — font inscrire au-dessus de l'épitaphe : 
« This Grave contains all that was Mortal of a YOUNG ENGLISH POET, Who on his Death Bed in the Bitterness of his Heart at the Malicious Power of his Enemies, Desired these Words to be engraven on his Tomb Stone. »
« Cette tombe contient tout ce qui a été mortel d'un jeune poète anglais, qui, sur son lit de mort, dans l'amertume de son cœur et soumis à la puissance malveillante de ses ennemis, a désiré que ces mots soient gravés sur sa pierre tombale. »
Par cet ajout, Severn et Brown entendent lancer au monde une protestation contre les critiques que Keats a dû endurer, en particulier lors de la publication d'Endymion, sous la plume de John Gibson Lockhart dans le Blackwood's Edinburgh Magazine : Johnny, Johnny Keats, Mr John, Mr John Keats, de l'école cockney (efféminée et sans éducation, politiquement infréquentable), un impudent valet des lettres, un apothicaire spécialisé dans la poésie diurétique et soporifique. Leigh Hunt rend même le magazine responsable de cette mort prématurée, ce qui conduit à un passage d'une méchante ironie à propos (snuffed out : « mouché comme une chandelle ») dans le Don Juan de Lord Byron (chant 11, strophe 60, vers 480) :
| Tis strange the mind, that very fiery particle Should let itself be snuffed out by an article. | Il est étrange que l'intelligence, cette parcelle de feu, Se laisse éteindre par un article.— Aurélien Digeon (traduction). |

Dans l'indignation de la souffrance, Brown et Severn ont peut-être surinterprété les malheurs éditoriaux de Keats. En réalité, il ne raille que peu les attaques dont il est l'objet et son épitaphe n'est pas le fruit de l'amertume. Il adapte la traduction d'un proverbe grec et reste volontairement ambigu : c'est « dans » et non « sur » l'eau que s'inscrit son nom, ce qui le voue à une dissolution immédiate, mais par sa réintégration au sein de la nature, lui confère l'éternité. Comme l'écrit Andrew Motion, « [s]a poésie lui est venue comme « viennent les feuilles à l'arbre » ; désormais, elle appartient à la nature et au courant de l'histoire ».
Sept semaines après les funérailles, en juillet, Shelley écrit Adonais (æ'doʊ'neɪᵻs), élégie à la mémoire de Keats. C'est un long poème de 495 vers et de 55 strophes spensériennes, à la manière pastorale de Milton dans Lycidas ('lɪsɪdəs), qui pleurent la tragédie, à la fois publique et personnelle, d'une mort si prématurée :
| The loveliest and the last, The bloom, whose petals nipped before they blew Died on the promise of the fruit,. | Le plus beau et le dernier, L'épanoui, aux pétales fripés avant que ne s'envolent, Mort sur la promesse de son fruit. |

Charles Cowden Clarke fait semer des pâquerettes sur la tombe, ce que John Keats, assure-t-il, aurait apprécié. Pour des raisons de santé publique, les autorités italiennes brûlent le mobilier du malade, changent les fenêtres, les portes et le parquet, décapent les mûrs, et envoient la facture à ses amis.
Stefanie Marsh décrit le site tel qu'il se présente au visiteur : « Dans le vieux cimetière, à peine plus qu'un terrain vague lorsque John Keats y fut inhumé, il y a aujourd'hui des pins-parasols, des massifs de myrte, des roses et des tapis de violettes sauvages ».
En 1828, les Réminiscences de Leigh Hunt accentuent la légende d'un Keats fragile et terrassé par le sort, mais dans une lettre à Brown écrite en 1829, Fanny Brawne s'insurge et explique que si faiblesse il y a pu avoir, elle ne saurait être imputée qu'à la maladie. Il serait temps, ajoute-t-elle, que la personnalité du poète fût présentée au grand jour telle qu'elle avait vraiment été. Elle forme aussi le vœu, à l'occasion de l'imminente publication d'un recueil réunissant des œuvres de Keats, de Coleridge et de Shelley, « [que ces écrits] le sauvent de l'obscurité et de l'image fausse qu'on en donne ».

### Fanny Brawne, après
Charles Armitage Brown redoute d'annoncer la triste nouvelle à Fanny. La lettre de Joseph Severn met trois semaines pour atteindre Londres. Fanny tombe malade, perd beaucoup de poids, coupe ses cheveux et prend le deuil, comme si elle était l'épouse du défunt. Elle passe des heures seule à relire ses lettres et erre sur la lande, souvent tard dans la nuit. Elle entretient une correspondance affectueuse avec Fanny Keats, la petite sœur du poète. Ce n'est qu'au bout de trois années qu'elle sort officiellement de son deuil. Deux malheurs l'accablent presque simultanément : son frère Sam meurt de la phtisie en 1828 et sa mère trouve la mort l'année suivante, brûlée vive.
Peu à peu, son entrain revient et en 1833, elle épouse Louis Lindo, juif séfarade — ce qui déplaît à Fanny Keats qui dès lors ne lui donne plus de signe de vie — qui change ensuite son nom en « Lindon », et lui donne deux enfants. La famille passe de nombreuses années en Europe, puis revient à Londres en 1859. Fanny meurt en 1865 et repose au cimetière de Brompton. Toute sa vie, elle garde le souvenir de Keats vivant en elle, mais n'en fait pas état. Ce n'est qu'en 1878 que les lettres qu'elle a reçues de Keats sont publiées et curieusement, elles déclenchent un scandale : si John Keats est traité de « mal élevé », de « pleurnicheur », etc., Fanny se voit vilipendée pour son inconstance et surtout sa froideur. Cette rumeur, quoique atténuée, persiste lors d'une réédition de 1936. La discrétion de Fanny Brawne demeure donc incomprise : non pas de l'indifférence — elle est persuadée du génie du poète —, mais la crainte, comme elle l'a exprimée en 1829, qu'il ne se voie exposé à encore plus de ridicule ; « [i]l lui est insoutenable, écrit Motion, qu'il puisse être aussi grotesquement incompris en son « existence posthume » qu'il l'avait été de son vivant ».

## Keats et la poésie anglaise

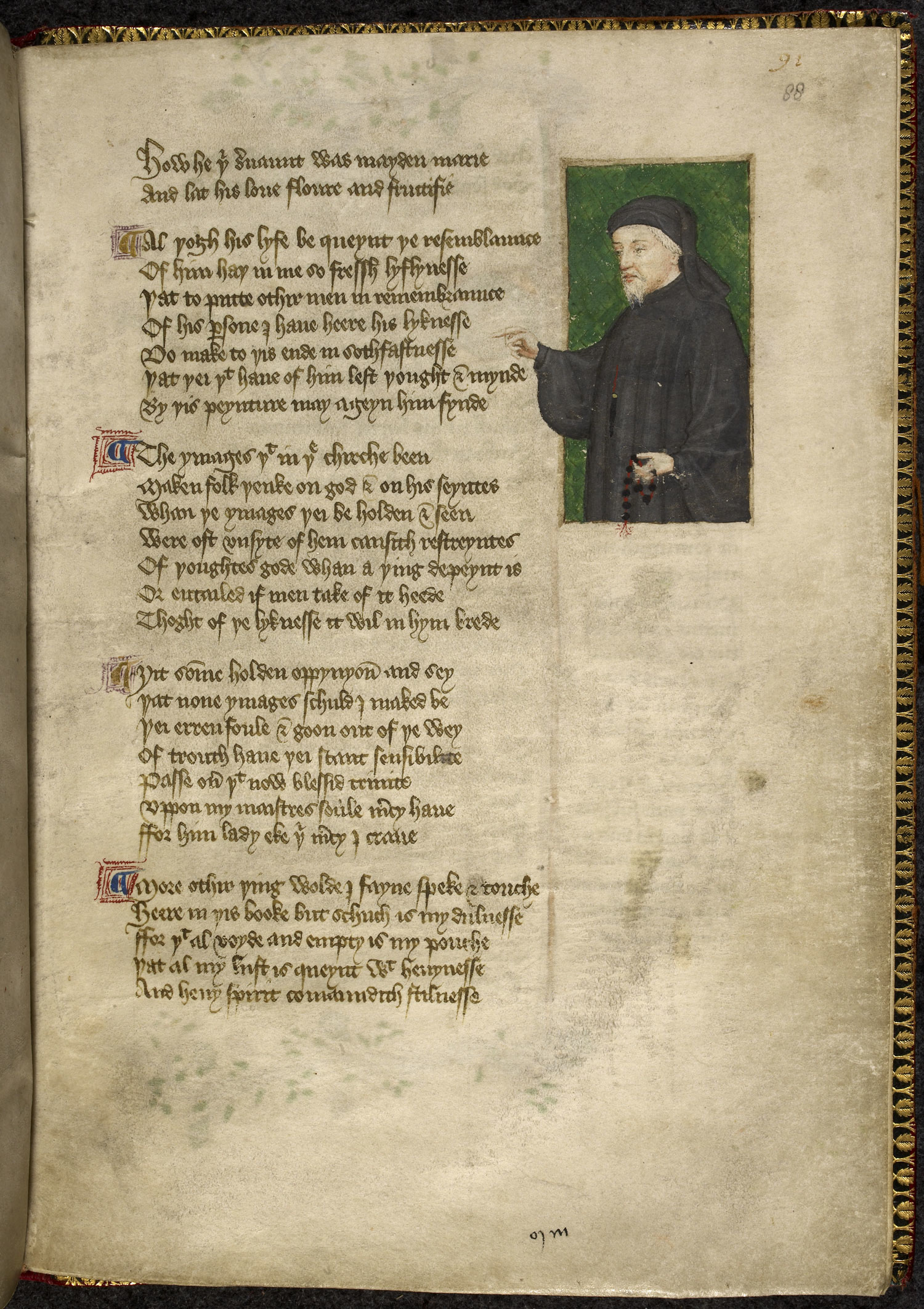
Geoffrey Chaucer, par Thomas Occleve.
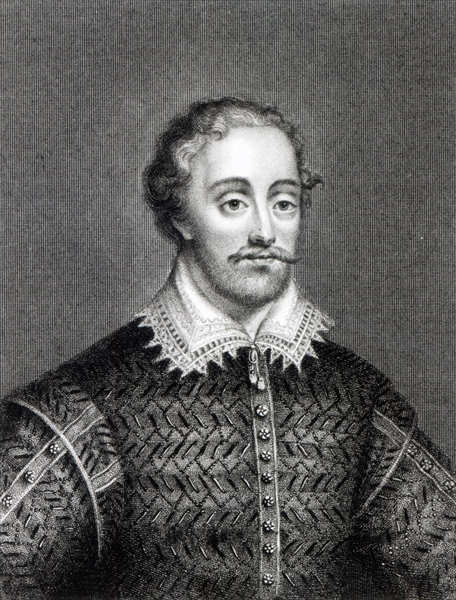
Edmund Spenser, estampe de Burnet Reading, d'après George Vertue.
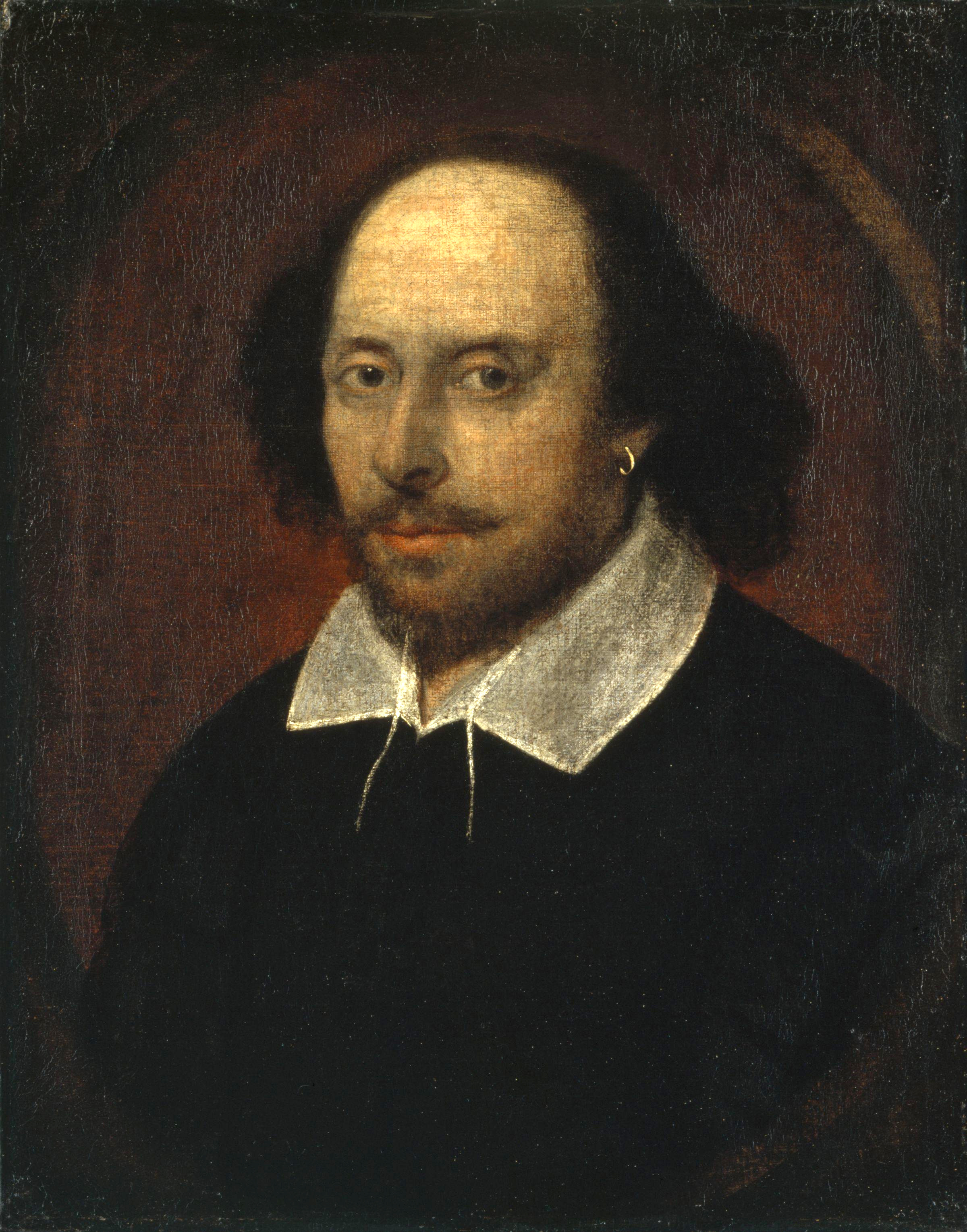
Le Portrait Chandos de William Shakespeare, par John Taylor (1610).
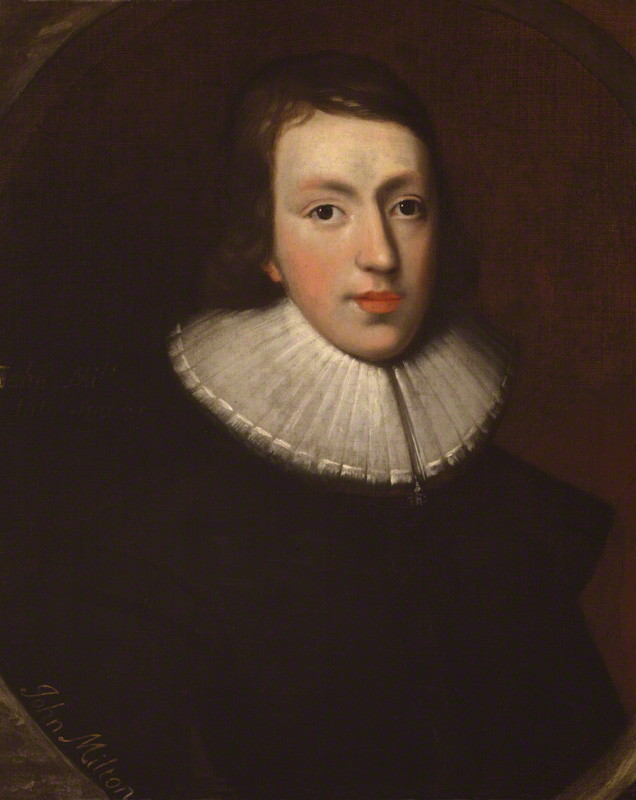
John Milton, vers 1629 (artiste inconnu).
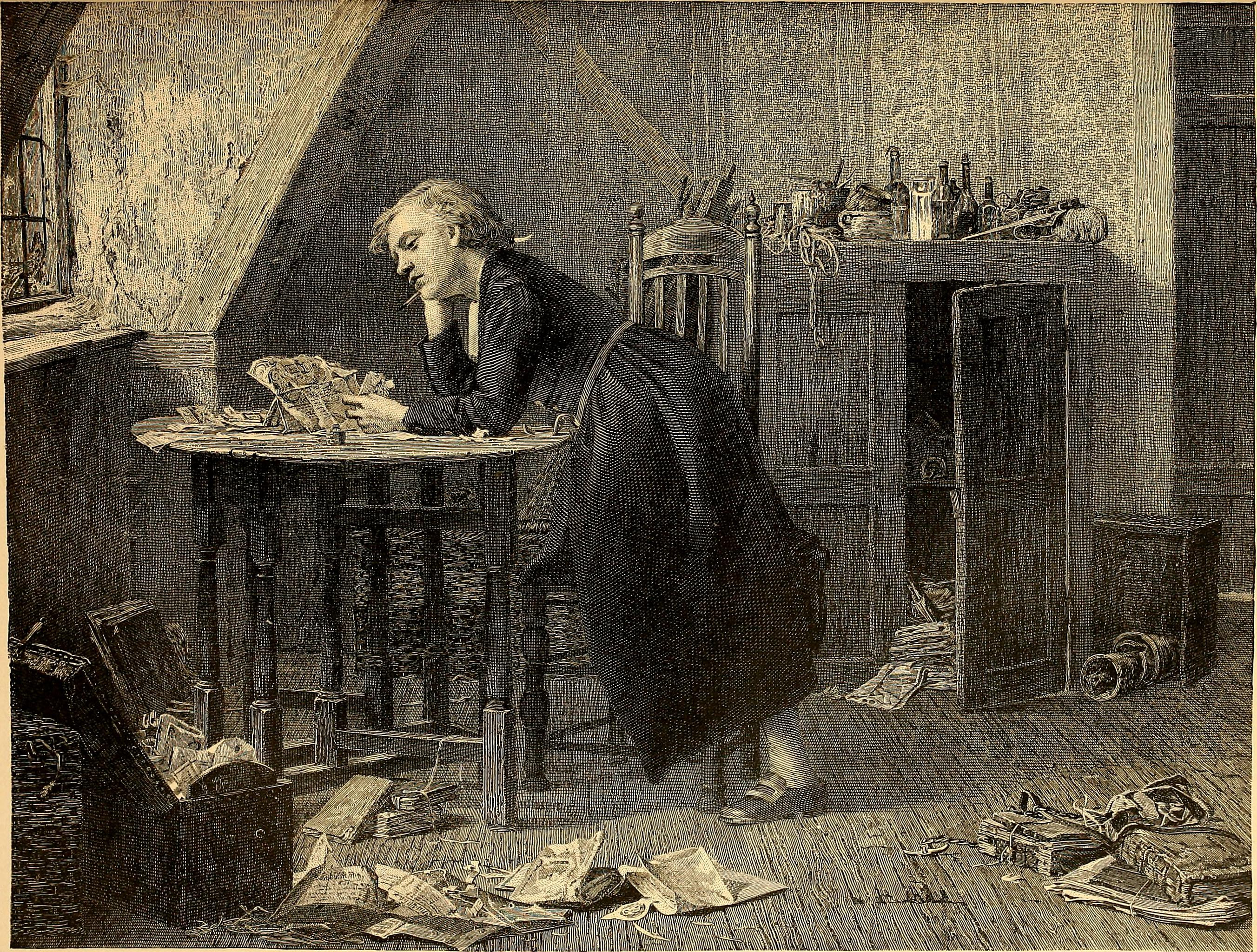
Thomas Chatterton.

John Keats lit les grands poètes qui l'ont précédé avec une « exquise voracité » (voracious delight'). Les extraits qu'il copie fourmillent d'annotations à la fois enthousiastes et critiques. C'est là une véritable manne poétique évoquée avant de noircir une page, rituel de bienvenue aux « foules de bardes » (How many Bards), ou refuge lors des périodes de désespoir, ou encore inspiration pour traiter un nouveau thème. Ces interactions lui paraissent relever d'une fraternité, une « immortelle franc-maçonnerie » (immortal freemasonry), comme il l'écrit dans son compte rendu sur l'acteur Edmund Kean.

### Geoffrey Chaucer
Keats lit Geoffrey Chaucer dès 1817 et y revient plus tard, surtout lors de sa rencontre avec Fanny Brawne, qui lui donne l'occasion de s'identifier au Troïlus de Troïlus et Criseyde. Le décor de La Vigile de la sainte Agnès doit beaucoup aux splendeurs gothiques de Geoffrey Chaucer et sa Vigile de la saint Marc a pour sous-titre An Imitation of the Authors in Chaucer's Time (« Imitation des auteurs du temps de Chaucer »). Cet emballement pour les histoires de chevalerie médiévale se voit encore accentué par la lecture de L'Histoire de Rimini de Leigh Hunt de 1816, inspirée par l'épisode tragique de Francesca da Rimini raconté dans l'Enfer, première partie de la Divine Comédie de Dante. La préférence de Hunt va résolument au style des vers de Chaucer, adapté à l'anglais moderne par John Dryden, en opposition au couplet épigrammatique d'Alexander Pope qui l'avait remplacé.

### Edmund Spenser
Autre grand inspirateur, Edmund Spenser, particulièrement dans La Reine des fées, pousse John Keats à embrasser la poésie. Ses manuscrits révèlent qu'au cours de ses lectures, il marque la césure de certains vers, ou les sonorités de berceuse dans les passages rythmés, les cadences et les passages euphoniques. Dans une lettre en vers à Charles Cowden Clarke de septembre 1816, il évoque
| Spenserian vowels that elope with ease spɛnˈsɪərɪən ˈvaʊəlz ðæt ɪˈləʊp wɪð iːz, And float along like birds over summer seas. ænd 'fləʊt əˈlɒŋ Iaik 'bɜːdz ˈəʊə ˈsʌmə 'siːz. | Les voyelles de Spenser qui s'enfuient avec aise Et flottent tels des oiseaux sur les mers d'été. |

De fait, c'est à Edmund Spenser qu'il doit en partie son style sensuel, dense et mélodieux, plus encore lorsqu'il écrit en la strophe de son modèle, comme dans La Vigile de la sainte Agnès. Spenser est une passion dans le cercle de Leigh Hunt et de William Hazlitt, mais si l'enthousiasme pour son esthétique est total, l'allégorie morale intéresse peu. Certains lieux emblématiques de la Reine des fées, comme le « Bosquet des délices » (The Bower of Bliss), se retrouvent dans la poésie de John Keats, de Calidore, poème homonyme du chevalier de Spenser (Sir Calidore, the knight of Courtesie) à Endymion et l'Ode à un rossignol. Keats vante la proverbiale gentillesse d'Edmund Spenser et ne se prive pas de le parodier, par exemple dans The Cap and Bells; or, the Jealousies, a Faery Tale, décembre 1819.

### William Shakespeare
John Keats a une profonde affinité avec William Shakespeare. Dans l'une de ses lettres, il l'appelle Presider, celui qui préside à la table des convives, et il trouve en son œuvre une mine de trésors poétiques, parmi lesquels des leçons de psychologie humaine et aussi de politique. Pendant longtemps, Shakespeare lui paraît « suffire à ses desseins » (enough for us), et écrire quelques belles pièces (a few fine plays) devient sa « plus grande ambition » (greatest ambition).

La diction théâtrale d'Edmund Kean, l'acteur shakespearien le plus en vue, dont Keats rend compte lors d'un compte rendu publié le 21 décembre 1817 dans le Champion, le fascine. De son court écrit, Mr Kean, se détache une phrase impliquant qu'à qui sait les déchiffrer, des signes secrets se dévoilent lors d'une telle déclamation : 
« A melodious passage in poetry is full of pleasures both sensual and spiritual. The spiritual is felt when the very letters and points of charactered language show like the hieroglyphics of beauty:- the mysterious signs of an immortal freemasonry! »
« Un passage mélodieux en poésie est plein de plaisirs à la fois sensuels et spirituels. Le spirituel se fait sentir lorsque les lettres et les aspects d'une langue caractérisée deviennent des hiéroglyphes de la beauté : — les signes mystérieux d'une immortelle franc-maçonnerie. »
Un fragment de pièce, King Stephen, tragédie historique, demeure, mais ce qui compte, c'est l'ardeur que met Keats à lire et relire et annoter Shakespeare, pièces et sonnets, dans son édition en sept volumes de 1814, emportée en Italie lors de son ultime voyage. Saturées de phrasé, d'allusions et de jeux de mots shakespeariens, ses lettres et ses poèmes engagent un véritable dialogue à distance : Endymion regorge d'expressions redevables au barde de Stratford-upon-Avon, Broad-fronted Caesar (Cleopatra, I, 5, 29), milk-livered man (King Lear, IV, 2, 50), etc., bref tous les « hiéroglyphes de beauté » (hieroglyphics of beauty) ci-dessus mentionnés.
De Shakespeare, John Keats retient aussi l'idée de l'inévitabilité de la souffrance inhérente à la condition humaine. Il s'en entretient dans sa lettre en vers à John Hamilton Reynolds en mai 1818, alors que son frère Tom est malade. Un an plus tard, en mai 1819, il explique s'être réconcilié avec cet état de fait, convaincu désormais qu'à l'instar des enseignements de King Lear, l'homme a besoin de la souffrance pour « se forger une intelligence et s'en faire une âme » (school an Intelligence and make it a soul) (II, 101, 2).

### John Milton
Si Edmund Spenser lui paraît bienveillant, John Milton impressionne John Keats par sa force d'expression, intimidante, presque menaçante, non pas dans les poèmes courts tel Lycidas ou L'Allegro et Il Penseroso, mais dans Le Paradis perdu. Avec Milton, Keats reste sur ses gardes : « La vie pour lui serait la mort pour moi » (Life to him would be death to me), écrit-il. Cette sainte terreur est largement partagée par tous les aspirants poètes épiques qui, d'une manière ou d'une autre (imitation, suppléments, parodies, révision) s'obligent à se confronter à l'inaccessible présence juchée au faîte de la tradition poétique anglaise. Keats entreprend le défi de réécrire la cosmologie miltonienne en la sécularisant. Ses premières approches restent prudentes, des allusions, lofty strain (« noble chant ») et tuneful thunders (« tonnerres mélodieux ») dans l'Ode à Apollon, Old scholar of the spheres (« Vieil érudit des sphères ») dans À la vue d'une boucle de cheveux de Milton. Bientôt, son ambition se durcit, sous l'influence de William Wordsworth, le « nouveau génie et guide », qui a défini un mode épique différent, « la passion épique » (epic passion), non plus consacré au grand dessein de la Providence, mais réservé aux « tortures du cœur humain, source principale de son chant » (Martyr himself to the human heart, the main region of his song).
Telle est la gestation de la seconde version d'Hypérion, le plus miltonien des poèmes de Keats, structuré en calque des trois premiers livres du Paradis perdu, avec un vers blanc musclé de trochées (– u), des inversions empreintes de latinismes (Rumbles reluctant (« gronde avec réticence ») au vers 61, par exemple, qui rappelle les flammes réticentes accompagnant la colère de Dieu (with reluctant Flames, the sign / Of wrath awaked ([Traduction littérale] « Avec des flammes réticentes, se réveilla le signal de sa colère »). D'ailleurs, dès le premier vers, l'imitation, consciente ou non, se fait sentir : avec ses trois assonances et l'adjectif destiné au vallon (concret) reporté sur la tristesse (abstrait), Deep in the shady sadness of a Vale (« Au plus profond des ombres d'une triste vallée »).

### Thomas Chatterton
John Keats dédie son Endymion à Chatterton. Ce n'est pas seulement la mort tragique de ce jeune poète qu'il honore, mais aussi sa langue, comparable, selon lui, à celle de Shakespeare (The most English of poets except Shakespeare). L'influence de Chatterton se décèle dans La Vigile de la saint Marc et, immédiatement après avoir composé son Ode à l'automne, Keats écrit à Reynolds « En quelque sorte, j'associe toujours Chatterton à l'automne » (I somehow always associate Chatterton with autumn),,.
La conversation que Keats a toute sa jeune vie menée avec les poètes porte surtout sur sa passion pour une langue complexe et somptueuse, sa fascination pour les contrastes, l'intense souci d'être inclus parmi la confrérie de la poésie anglaise. Au-delà des aspects formels de son art, prévaut en permanence la faculté qu'a la poésie d'exprimer le pathétique de l'expérience. À défaut de pouvoir écrire au terme de son existence, il choisit de beaux passages dans La Reine des fées d'Edmund Spenser pour signaler leur pertinence à Fanny Brawne, et l'un des derniers qu'il lui adresse concerne Marinell, au cœur brisé d'avoir rejeté Florinell (IV, 12, 10), dont la description rappelle ce que lui-même est devenu, rongé par la maladie, frustré dans son ambition et meurtri par le déni d'amour :
| That in short space his wonted chearful Hue Gan fade, and lively Spirits deaded quite: His Cheek-bones raw, and Eye-pits hollow grew, And brawny Arms had lost their knowen Might, That nothing like himself he seem'd in sight. E'er long, so weak of Limb, and sick of Love He woxe, that lenger he n'ote stand upright, But to his Bed was brought, and laid above, Like rueful Ghost, unable once to stir or move | [Traduction libre] Qu'en un si court espace son teint d'habitude réjouissant Ait pu se faner et sa joyeuse humeur le quitter, Ses pommettes se décharner et ses orbites se creuser, Ses bras musclés perdre leur force renommée, Que plus rien en lui ne rappelle ce à quoi il ressemblait, Avant peu, faible de jambes et malade d'amour, Il se dressa, fatigué de ne se tenir debout, Mais à son lit on le ramena et l'y étendit, Tel un fantôme chagrin, incapable de se bouger. |

## Œuvre poétique

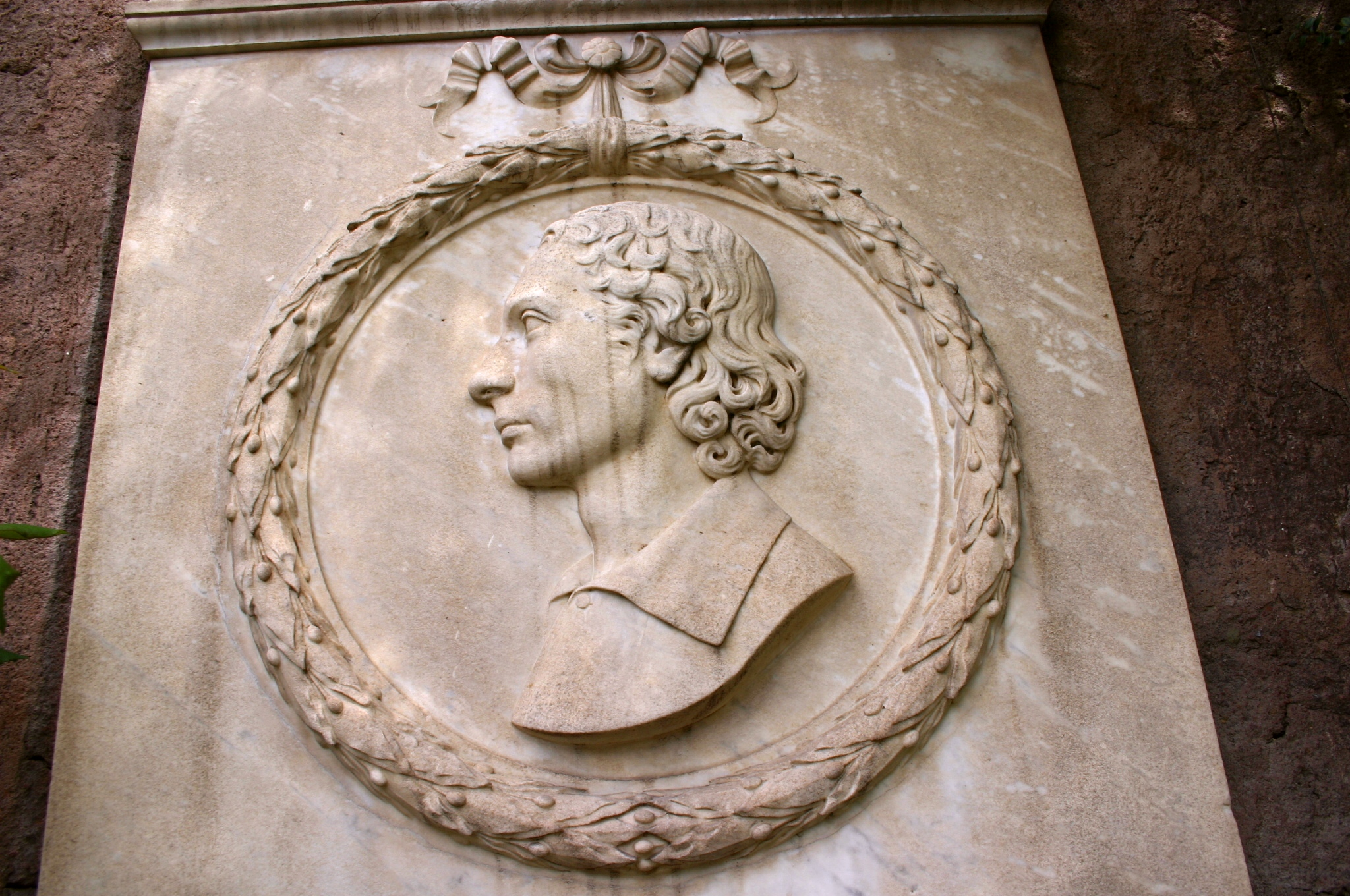
Médaillon en relief sur le mur près de la tombe de Keats à Rome.

À sa mort à vingt-cinq ans, Keats n'a que six années de pratique poétique sérieuse, de 1814 à 1820, et quatre publications. Selon Andrew Motion, la vente des trois volumes de ses œuvres ne dépasse pas deux cents exemplaires.

### Un fonds plutôt mince
Alain Suied, le plus récent traducteur de Keats en français, écrit que « [s]a vie de poète fulgurant n'aura été que de cinq ans, de 1816 à 1821. Cinq années intenses, flamboyantes, pendant lesquelles il tente tous les chemins, toutes les quêtes ferventes, tous les styles de l'ode au sonnet, de l'intime à l'épopée. Seul il a retrouvé la vérité et la beauté, le mythe et le simple ».
De fait, son premier poème, O Solitude, paraît dans l'Examiner de Leigh Hunt en mai 1816, et son recueil Lamia, Isabella, The Eve of St. Agnes and other poems est publié en juillet 1820, peu avant son départ pour Rome. Que sa maturité poétique ait pu se compresser en un laps de temps si bref est en soi un phénomène. Dans cette courte carrière, se dessinent des périodes, une évolution et des progrès : « de l'Épître à Mathew à l'Ode à l'automne, écrit Albert Laffay, la différence est prodigieuse ». Ainsi, la réputation de l'un des poètes les plus étudiés et admirés de la littérature britannique repose sur un fonds plutôt mince. D'Endymion, écrit en 1817, avec des promesses mais qui demeure flou, en passant par Isabella, adaptée du Décaméron (IV-V) et datée du printemps 1818, déjà un chef-d'œuvre mais où le poète, selon Laffay, « n'a pas engagé l'essentiel de son âme » et Hyperion, grande parenthèse miltonienne qui tourne court, le Keats suprême se révèle en un espace de quelques mois, de janvier 1819 à septembre de la même année, de la Vigile de la sainte Agnès à l'Ode à l'automne.
Ce n'est donc que dans ses toutes dernières années que l'intensité qui l'habite donne sa pleine mesure. Le poète, quant à lui, reste convaincu qu'il n'a laissé aucune marque dans l'histoire littéraire : « Je n'ai rien laissé d'immortel, écrit-il à Fanny Brawne, — rien qui puisse rendre mes amis fiers de m'avoir connus — mais j'ai aimé le principe de beauté en toutes choses, et si j'en avais eu le temps, j'aurais composé quelque œuvre digne qu'on se souvînt de moi. »

### Les sonnets
John Keats cherche une forme poétique susceptible d'exprimer l'instant. C'est ainsi qu'il se tourne vers le sonnet qui, comme l'écrit Dante Gabriel Rossetti, « est le monument d'un instant […] consacré à la mort d'une heure immortelle ». Le genre, tombé en désuétude pendant la Restauration, connaît un renouveau au début du XIXe siècle et les poètes romantiques cèdent tous à son attrait. Le sonnet demande une discipline stricte, quatorze vers, dix syllabes par vers, un rythme iambique, une rime bien marquée. Keats consacre au genre beaucoup de soin et d'énergie et l'illustre par soixante-quatre compositions, dont trente-cinq sur trente-sept répondent au modèle pétrarquien (octave + sizain), de décembre 1814 à avril 1817, ensuite, de janvier à octobre 1818, puis de novembre jusqu'à sa mort, en suivant la forme shakespearienne (12 + 2). Les premiers relèvent d'une humeur clairement exprimée dans une lettre du 22 novembre à son ami Benjamin Bailey : « O pour une vie de sensations plutôt que de pensées !. » De fait, la pensée en cette période se convertit en symboles, la logique en images et sentiments. En contraste, les sonnets dits shakespeariens reflètent une intense réflexion comme annoncée dans la lettre du 4 avril 1818 à John Taylor : « J'ai l'intention de suivre les recommandations de Salomon : acquérir la sagesse, acquérir la compréhension. Il me semble que les jours du laisser-aller sont derrière moi. »
Cela dit, Keats n'est vraiment satisfait ni d'une structure, ni de l'autre : la forme italienne l'oblige, pense t-il, à des rimes trop « avides de se placer » (pouncing), et la forme shakespearienne demeure trop élégiaque, sans compter que le distique final n'est jamais parfait, pas même chez Shakespeare. Aussi fait-il des expériences, tente une forme en ABC ABD CAB CDE DE, écrit Ce que m'a dit la grive (What the thrush said) (19 février 1818) en vers blancs, c'est-à-dire en décasyllabes non rimés, à l'exception du distique final, ici avec une rime assez fantaisiste (ˈaɪdl / əˈsliːp) :
| O Thou whose face hath felt the Winter's wind, Whose eye has seen the snow-clouds hung in mist, And the black elm tops 'mong the freezing stars, To thee the spring will be a harvest-time. O thou, whose only book has been the light Of supreme darkness which thou feddest on Night after night when Phœbus was away, To thee the Spring shall be a triple morn. O fret not after knowledge—I have none, And yet my song comes native with the warmth. O fret not after knowledge—I have none, And yet the Evening listens. He who saddens At the thought of idleness cannot be idle, And he's awake who thinks himself asleep. | O toi qui as senti la bise de l'Hiver, Dont l'œil a vu les nuages chargés de neige flotter dans la brume Et la pire cime des ormes paroles constellations glacées, Le renouveau, pour toi, sera le temps de la moisson. O toi dont l'unique livre a été la lumière De l'obscurité suprême dont tu t'es nourri Pendant des nuits et des nuits en l'absence de Phébus, Le renouveau, pour toi, sera triple matin Ne te consume à désirer savoir : je ne sais rien Et pourtant ma chanson naît comme d'elle-même avec les beaux jours. Ne te consume pas à désirer savoir : je ne sais rien Et pourtant les soir est attentif. Qui s'attriste À la pensée du temps perdu ne saurait vraiment le perdre, Et celui-là est bien éveillé qui se juge endormi |

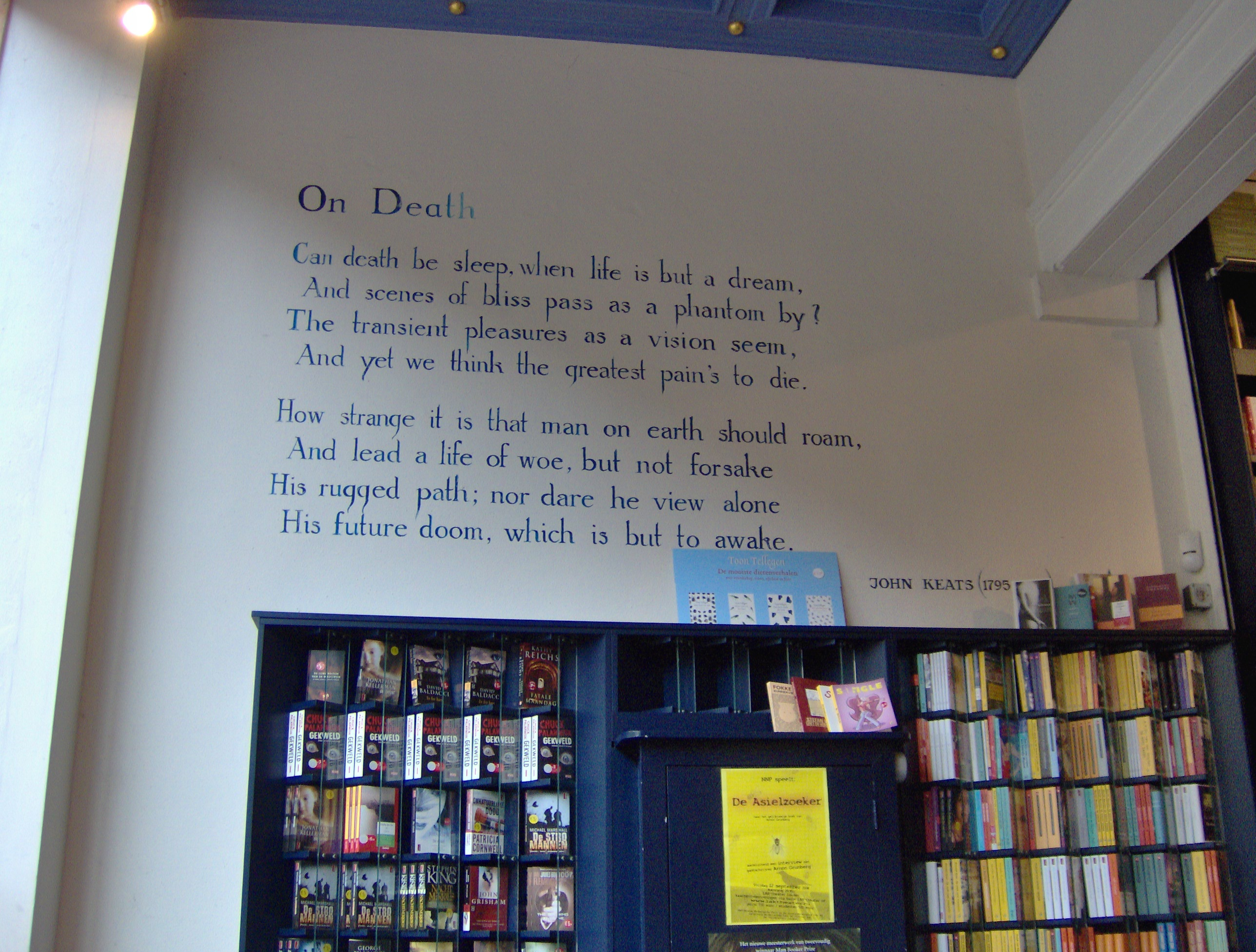
Sur un mur au 13 Beestraat à Leyde (Hollande), le sonnet Sur la mort.

Parmi les sonnets de John Keats, certains sont consacrés à des amis, comme Benjamin Haydon, Leigh Hunt, esq., ses frères, George en particulier, des poètes admirés (Lord Byron, Thomas Chatterton, Edmund Spenser), l'un au chat de Mrs Reynolds, d'autres au Nil, au sommeil, à la mort, au dégoût de la superstition, et d'autres encore à des questions littéraires, philosophiques ou événementielles, la renommée, les frises du Parthénon, le Roi Lear de Shakespeare, la paix, la solitude, l'Angleterre, le sonnet lui-même, etc. Figurent aussi la traduction d'un sonnet de Ronsard et un sonnet écrit au bas d'une page contenant un conte de Chaucer.
Le sonnet qui a révélé John Keats d'abord à lui-même, ensuite au monde littéraire, est Après avoir ouvert pour la première fois l'Homère de Chapman (On First Looking into Chapman's Homer), brièvement analysé supra (L'influence de Leigh Hunt). D'autres ont célébré divers enthousiasmes, par exemple la découverte des « marbres d'Elgin », comme en témoigne ce sonnet ekphrastique de 1817 de style pétrarquien, où la rencontre avec la grandeur grecque induit le sentiment de la mort. Les vastes étendues de l'histoire conduisent au vertige et à un conflit entre l'esprit et le cœur, le premier anticipant une mort prochaine et le second reculant avec horreur à cette perspective. C'est le cœur qui l'emporte, et les derniers vers s'abîment dans le désespoir, le désordre de la syntaxe reflétant la confusion de l'être.
| On Seeing the Elgin Marbles My spirit is too weak—mortality Weighs heavily on me like unwilling sleep, And each imagined pinnacle and steep Of godlike hardship tells me I must die Like a sick eagle looking at the sky. Yet 'tis a gentle luxury to weep That I have not the cloudy winds to keep Fresh for the opening of the morning's eye. Such dim-conceived glories of the brain Bring round the heart an undescribable feud; So do these wonders a most dizzy pain, That mingles Grecian grandeur with the rude Wasting of old time—with a billowy main— A sun—a shadow of a magnitude. | Devant les marbres d'Elgin Mon esprit est trop faible. L'idée de la mort Pèse lourdement sur moi comme un sommeil qu'on repousse, Et chaque cime et falaise chimérique De privations pieuses me disent qu'il me faut mourir, Comme un aigle malade levant son regard vers le ciel. Pourtant, il m'est un doux réconfort de comprendre, en pleurant, Que je n'ai pas à garder les vents brumeux, Frais lorsque s'ouvre les yeux de l'aurore. De telles gloires vaguement conçues par l'esprit Apportent au cœur un trouble indescriptible ; Ainsi ces prodiges causent une douleur vertigineuse Qui mélange la splendeur grecque avec l'outrageante flétrissure des Temps anciens -- dans un grand tourbillon, Un soleil, l'ombre d'une Gloire. |

Un exemple de sonnet de type shakespearien, dont se remarque le distique final avec la rime en ɛθ (breath / death), est le célèbre Étincelante étoile (Bright Star) :
| Bright Star Bright star, would I were stedfast as thou art— Not in lone splendour hung aloft the night And watching, with eternal lids apart, Like nature's patient, sleepless Eremite, The moving waters at their priestlike task Of pure ablution round earth's human shores, Or gazing on the new soft-fallen mask Of snow upon the mountains and the moors— No—yet still stedfast, still unchangeable, Pillow'd upon my fair love's ripening breast, To feel for ever its soft fall and swell, Awake for ever in a sweet unrest, Still, still to hear her tender-taken breath, And so live ever—or else swoon to death. | Étincelante étoile Étincelante étoile, constant puissè-je à ton instar Non pas naviguer seul dans la splendeur du haut de la nuit À surveiller de mes paupières pour l'éternité désunies, Comme de la nature l'ermite insomnieux et patient, Les eaux mouvantes dans le rituel de leur tâche D'ablution purifiante des rivages humains de la terre, Ni contempler le satin du masque frais tombé De la neige sur les montagnes et sur les landes - Non, mais toujours constant, toujours inaltérable, Avoir pour oreiller le sein mûr de mon bel amour, Afin de sentir à jamais la douceur berçante de sa houle, Éveillé à jamais d'un trouble délicieux, Toujours, toujours ouïr de sa respiration le rythme tendre, Et vivre ainsi toujours - ou bien m'évanouir dans la mort. |

D'après Joseph Severn, il s'agit là du dernier poème écrit par Keats, mais la critique ne s'accorde pas sur ce point, non plus que sur sa destinataire, généralement considérée comme étant Fanny Brawne. Quoi qu'il en soit, ce qui ressort du texte est la virtuosité de l'écriture, ses images lumineuses et surtout une seule phrase qui serpente en liant tour à tour le cosmique et le domestique, l'amour et la mort, le désir et le temps. Fait rarissime pour un poème si court, Étincelante étoile a inspiré le film de Jane Campion qui porte son titre anglais (2009), et il s'en trouve des échos dans Christmas Tree, le dernier opus de James Merrill.

### Les grands poèmes narratifs
Pour qu'un auteur soit consacré au début du XIXe siècle, il lui faut composer un poème d'une longueur certaine. Les pensions gouvernementales se raréfient, le titre de Poète lauréat paraît discrédité, mais la poésie nourrit son homme pour qui réussit. Keats, qui entend voler de ses propres ailes, aspire à un tel succès apportant à la fois l'aisance matérielle et la confirmation morale.

#### Endymion

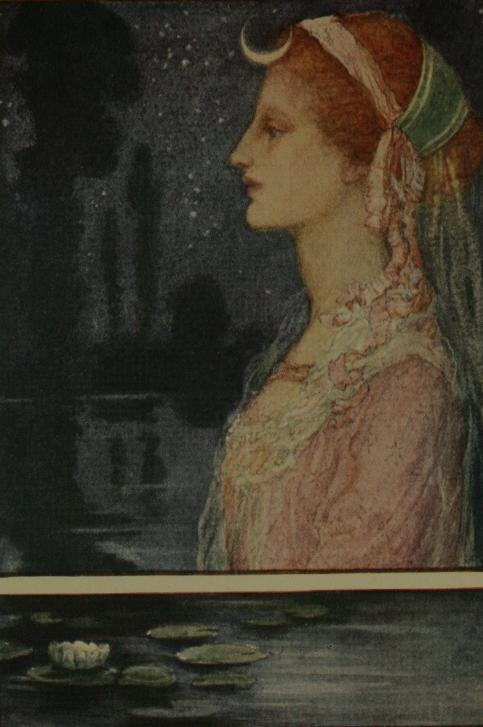
Endymion, Séléné, la lune, par William James Neatby dans Un jour avec Keats.

Endymion a pour sous-titre « romance en vers » (a poetic romance), ce qui laisse entendre qu'il s'agit d'une histoire d'amour. De fait, comme l'indique le livre I, l'un de ses thèmes principaux concerne la nature du bonheur : d'ailleurs, le 30 janvier 1818, Keats écrit à son éditeur John Taylor que le rôle de Peona, sœur du héros alors désemparé, consiste « à en établir la hiérarchie, comme une sorte de thermomètre du plaisir » (the gradations of Happiness even like a kind of Pleasure Thermometer). Au bas de l'échelle, la relation entre l'homme et la nature, ensuite l'amour de l'humanité en général et le sentiment éprouvé pour un être particulier, enfin la passion pour un immortel, dieu ou déesse. Ainsi, l'amour du héros pour Psyché représente le summum de l'extase, ce qui donne du sens à sa vie et dévalue de facto son rôle de berger qui en est désormais dénué.
La légende d'Endymion intéresse Keats depuis toujours, et il s'en est déjà servi dans le sonnet Sleep and Poetry. Le mythe fait florès dans la poésie anglaise depuis la fin du XVIe siècle, chez John Lily, Endimion, Shakespeare, Le Marchand de Venise, V, I, 19, Fletcher, La Bergère fidèle, Drummond, des sonnets d'amour, Michael Drayton, L'Homme dans la Lune. Pourtant, d'après Laffay, « rien de moins grec que l'Endymion de Keats ». Œuvre de 4 050 vers, le récit se présente comme une déambulation sinueuse et luxuriante dans ce que Keats appelle « une petite région » (a little Region) où les amoureux de la poésie se promènent librement. S'y mêlent les aventures de Vénus et Adonis, Pan, Cybèle, Neptune, le cortège de Bacchus. L'ouverture, qui contient le plus célèbre vers du poème, « Tout objet de beauté est une joie éternelle » (A thing of beauty is a joy for ever) donne la conception de la beauté que Keats s'est alors forgée, une réalité qui, malgré le mal inhérent à l'ordre des choses, lie l'homme à la terre et lui permet de « supporter et même de désirer la vie ».

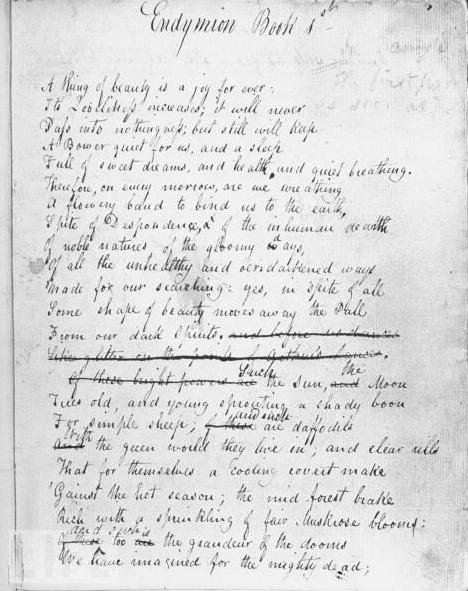
Endymion, première page du manuscrit.

Comme son héros qui, au bout de son périple, rencontre le succès, Keats arrive après plus de 4000 vers au but qu'il s'est fixé, ce « chant premier-né » (first-born song). Son personnage l'a aidé (hast thou not aided me? (vers 775). D'après Ramadier, la conclusion du poème préfigure son esthétique à venir, certains passages de Hyperion, l'Ode à Psyché et « la forme parfaite des odes dans lesquelles le contemplateur se fond dans l'objet contemplé et où chaque instant est si précieux que la langue poétique vise à le pétrifier pour en conserver la dynamique potentielle ».
Endymion échoue : les attaques du Blackwood's Magazine et de la Quarterly Review sont féroces et Keats lui-même juge sévèrement son œuvre. Selon Laffay, « il l'avait condamnée avant de l'avoir achevée », trouvant son style diffus et sans attrait. Sans regretter de l'avoir écrite, car ce « saut dans l'océan » lui a permis d'aguerrir sa plume, il déplore de l'avoir livrée au public.

#### Hyperion
Hyperion existe en deux versions, la seconde, révisée, avec un long prologue. Commencé à l'automne de 1818, le premier manuscrit s'achève en avril 1819. John Keats écrit à Reynolds qu'il l'a abandonné, mais il le reprend sous une autre forme, délaissée à son tour, selon une lettre du 22 à Bailey, en septembre : c'est le second Hyperion, devenu La Chute d'Hypérion (The Fall of Hyperion). Mis en chantier alors que Keats est au chevet de son frère Tom, les deux premiers livres ont été composés durant sa longue agonie.
Le poème se veut une épopée en vers, contrairement à Endymion, présenté comme une « romance ». Ici encore, Keats emprunte beaucoup aux auteurs élisabéthains, en particulier aux traductions d'Ovide de George Sandys, sans compter celle d'Hésiode par George Chapman. La Reine des fées de Spenser, qui contient des allusions à la guerre des Titans, se trouve mentionnée en marge d'un feuillet, et s'ajoute à cette liste l'Ode à Michel de l'Hospital de Pierre de Ronsard,. La plupart des noms des Titans cités viennent directement de l'ouvrage Recherches Celtiques d'Edward Davies. Enfin, Le Paradis perdu de Milton prête au moins un épisode au poème de Keats, celui du grand « Conseil de l'Enfer » (II, 5, 110sq).

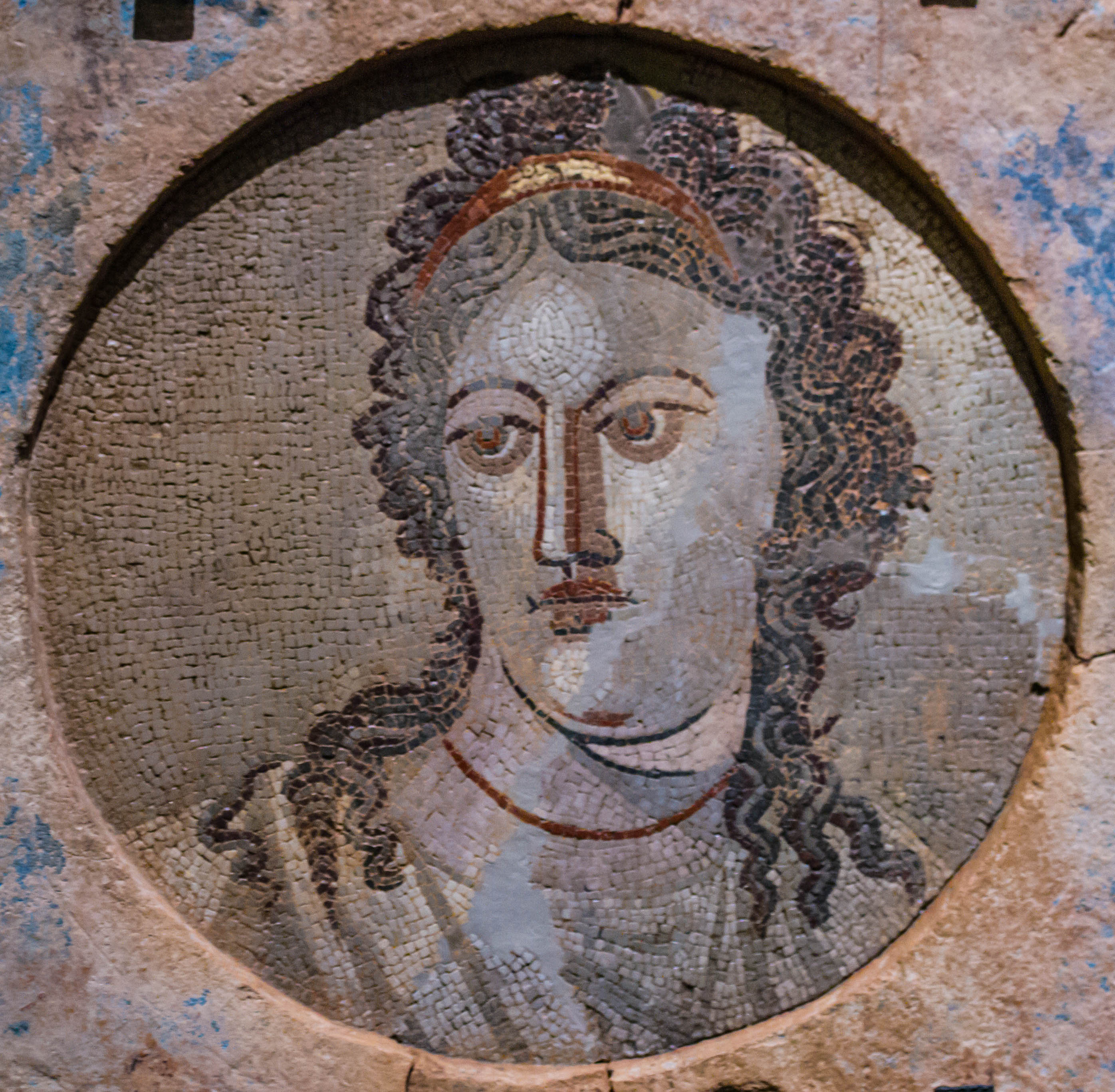
Mnémosyne (?) sur une mosaïque murale du IIe siècle, musée national archéologique de Tarragone.

Apollon, c'est-à-dire le poète, accède à la divinité, grâce à Mnémosyne, la Mémoire. Dans la mythologie, Mnémosyne, fille d'Ouranos (le Ciel) et de Gaïa (la Terre), appartient d'abord à l'ordre ancien, mais elle abandonne les Titans pour veiller sur Apollon et la beauté qu'il incarne. Lui, rêve d'elle avant de la connaître, ce qui en fait aussitôt un poète — à son réveil, une lyre l'attend à son côté. Torturé de ne pas « savoir » (aching ignorance), la science qu'il voit passer dans les yeux de Mémoire recèle tous les malheurs de l'histoire, ceux des dieux et ceux des hommes, tous les événements terrestres passés et futurs. Keats appelle cette connaissance « l'amour du bien et du mal », autrement dit l'accession à la sagesse.
Diverses thèses concernant le poème se trouvent rappelées dans l'analyse d'Albert Laffay à son propos : réfutation, avec Ernest de Sélincourt, des déclarations de William Wordsworth et d'éditeurs, ces derniers par une note jointe à l'édition de 1820, prétendant que l'ouvrage est à l'origine destiné à couvrir dix chants ; affirmation par John Middleton Murry que le premier Hypérion est un ouvrage achevé — ce que conteste Laffay —, que le véritable héros en est Apollon, dieu de la musique et de la poésie, John Keats lui-même en somme — ce qu'il approuve ; révélation par le même Murry de « la face cachée du poème » et du rôle joué par les « abstractions miltoniennes »,.
Le jeune poète veille son frère mourant ; de plus, s'il n'a encore jamais aimé, il connaît les emportements de son âge. Nonobstant sa méfiance envers les femmes, il est tiraillé pour une certaine Miss Cox, rencontre fugitive mais révélatrice du désir et de la peur d'aimer : « Le pauvre Tom – cette femme – la poésie se combinaient en mon âme comme un carillon », écrit-il à John Hamilton Reynolds. Ainsi, par l'imitation de Milton, langue noble, syntaxe elliptique, latinismes et inversions — normalement peu utilisées par Keats —, réminiscences directes, Keats « s'enveloppe dans Hypérion comme dans un manteau » ; déguisement protecteur donc, mais, selon Laffay (qui se contredit sur ce point juste après : voir ci-dessous), dès que Fanny Brawne apparaît, « les miltonismes s'évanouissent d'eux-mêmes ».

#### Lamia
Nouvel ouvrage narratif, Lamia, fable elle aussi mythologique, écrite en 1819 entre les cinq odes du printemps et l'Ode à l'automne de septembre, raconte l'histoire du dieu Hermès en quête d'une nymphe surpassant toutes ses sœurs en beauté. Il rencontre Lamia, métamorphosée en serpent, qui lui révèle la nymphe tant convoitée et à laquelle, en retour, il prête une forme humaine. Aussitôt, elle part rejoindre Lycius, jeune homme de Corinthe, tandis d'Hermès et sa nymphe s'enfoncent dans la forêt. L'amour trop vite partagé de Lycius et de Lamia s'effondre lorsque, à la célébration de leur mariage, est révélée la véritable identité de la fiancée (c'est une « lamie ») qui disparaît aussitôt et laisse Lycius mourir du chagrin de l'avoir perdue.
À la fin du poème (vers 354), John Keats laisse entendre quelles sont ses sources, l'Anatomie de la mélancolie de Robert Burton.
Commencé à Hampstead, le premier livre de Lamia est terminé le 11 juin 1819 à Shanklin dans l'île de Wight et ce n'est qu'à la fin du mois d'août, à Winchester, que John Keats le complète. Il ajoute aux données de Burton (voir note ci-dessus), Appolonius, maître du héros, l'épisode d'Hermès et de la nymphe, la mort de Lycius, etc. Les sources classiques sont les mêmes que pour les précédents poèmes mythologiques, Sandys, Spenser, avec en plus le traité de John Potter Archaeologia Greca. Les Fables (1698) de Dryden servent de modèle pour la versification, alexandrin, triple rime et distiques. À vrai dire, écrit Laffay, « style romantique et style classique se mêlent ». Keats a toujours dit sa préférence pour ce poème par rapport aux œuvres telles que La Vigile de la sainte Agnès.

### Chants de «romance» (exemples)
Parmi les poèmes les plus gothiques de Keats figurent, entre autres, La Vigile de la sainte Agnès et La Belle Dame sans Merci.

#### La Vigile de la sainte Agnès
The Eve of St Agnes connaît des variantes de titres en français : « Veille de / de la sainte / Sainte Agnès /Agnes », « Veillée de / de la sainte / Sainte Agnès / Agnes », « Vigile de / de la de / de la sainte / Sainte Agnès /Agnes ». Sans doute inspirée par un épisode de Il Filocolo de Boccace, connu de Keats dans sa version française, Le Philosophe, datant de 1542, c'est un poème de quatre-vingt deux strophes de neuf vers, huit pentamètres iambiques et un alexandrin final (hexamètre iambique), selon un schéma de rimes croisées ABAB BCBC C, écrit très vite, sans doute du 23 janvier au 14 février 1819 et revu dans le courant de septembre.
L'attention de John Keats se trouve vraisemblablement sollicitée, lors d'une visite à Londres, par son amie Isabella Jones qui lui rappelle que le 20 janvier est la veille de sainte Agnès et lui prête un livre de colportage évoquant la légende de cette nuit, Le Placard de la Mère Bunch de nouveau forcé à votre attention. De plus, l'Anatomie de la mélancolie en contient une esquisse : « C'est leur unique plaisir, si l'art peut les satisfaire, de voir en un miroir l'image de leur époux ; elles donneraient n'importe quoi pour savoir quand elles se marieront et combien époux elles auront, grâce à la Crommyomantie, méthode divinatoire qui consiste à déposer des oignons sur l'autel la veille de Noël ou à jeûner durant la nuit de la sainte Agnès pour savoir qui sera leur premier mari. »
Keats commence par bâtir un décor de Moyen Âge dont il peut vérifier l'authenticité alors qu'il déambule avec Charles Wentworth Dilke dans les rues étroites de briques rouges de Chichester. Quelques réminiscences de Chatterton et des romans gothiques lui fournissent lune pleine, corridors ténébreux, nourrice transie de peur mais fidèle, et le plan dramatique requis, digne de Mrs Radcliffe. Dans la grande lettre-journal à son frère George, datée du 14 février–3 mai 1819, il écrit : « Je vais vous envoyer […] La Vigile de la sainte Agnès […] vous verrez les beaux noms dignes de Maman Radcliff [sic] dont je me sers. » C'est dans cet esprit qu'il met en place l'histoire de « la pensive Madeline » (thoughtful Madeline).

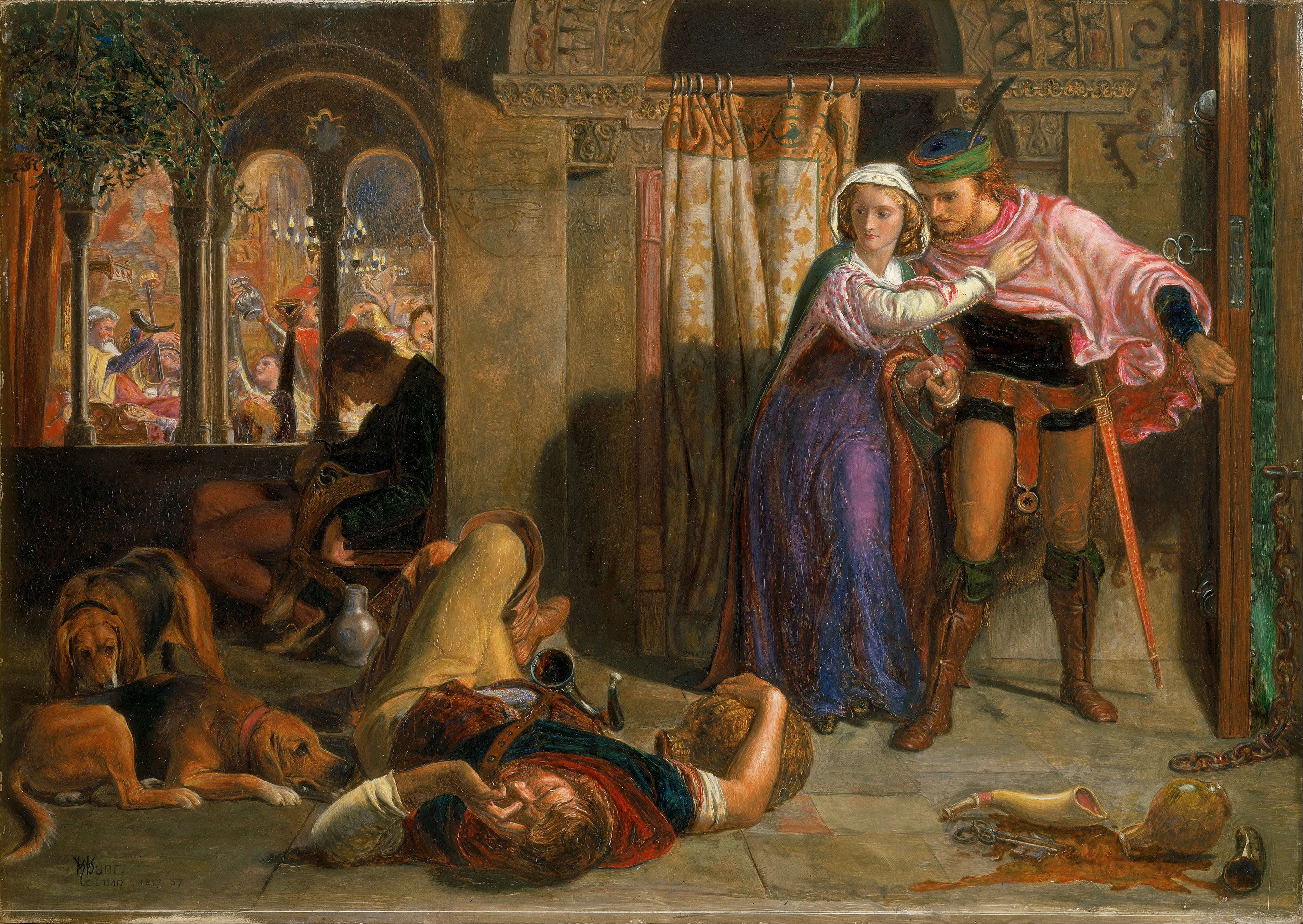
Fuite de Madeline et Porphyro pendant la beuverie des convives, par William Holman Hunt.

Lors de sa parution, le poème fait scandale, trop de sensualité affichée par le couple des jeunes gens. En fait, une seule scène passionnée est décrite, entourée d'épisodes glacés. Le bedeau au rosaire demeure ambigu, inspirant le respect ou — a contrario — le ridicule. En contraste, les hôtes du château affichent de riches parures (rich array) (vers 37-38) et s'adonnent à de grossières frivolités ; nouveau contraste, la piété de Madeleline qui jeûne, prie à genoux, une sainte, un ange du ciel, toute de pureté (vers 219-225), et enfin, contraste suprême, le cœur en feu (heart on fire) (vers 75) de Porphyro, celui qui veut parler, s'agenouiller, toucher et embrasser (speak, kneel, touch, [and] kiss (vers 81). La pureté de Madeline cède dès lors que son rêve se confronte à la réalité et la fuite des deux amants laisse le monde ancien à son luxe ou son ascèse, et finalement à la mort.
Si La Vigile de la sainte Agnès emprunte aux Mystères d'Udolpho, à Roméo et Juliette (par la nourrice), au Lai du dernier ménestrel (The Lay of the Last Minstrel) de Walter Scott, s'il partage l'atmosphère romantique de l'époque, c'est encore à Edmund Spenser qu'il est sans doute le plus redevable, ne serait-ce que par sa strophe spensérienne : la dextérité de Keats à user des possibilités de pentamètres iambiques scellés par l'ampleur de l'alexandrin final déroule un récit à tableaux, chacun indépendant mais relié à l'ensemble, qui bâtit sur le contraste, froid (gel, vieillesse, mort) – chaleur (passion, couleurs, vitrail, richesse gustative), nuancé délicatement tout au long, « [une] sorte de memento mori pour la jeunesse et l'amour ».

#### La Belle Dame sans Merci

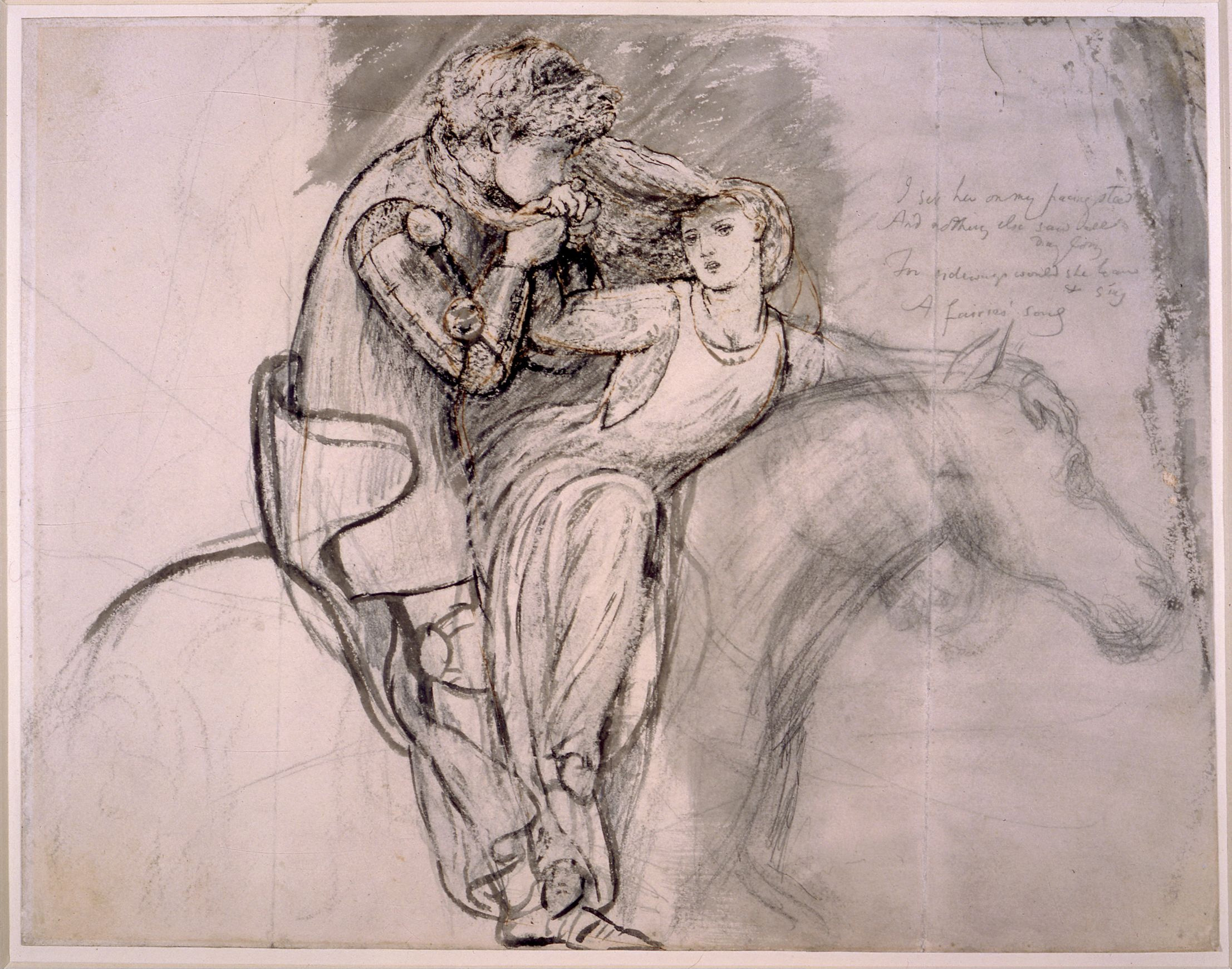
Illustration inspirée du poème par Rosseti (encre et crayon), 1855.

Dans un paysage aride et froid, un chevalier inconnu rencontre une mystérieuse jeune femme aux « yeux sauvages » (wild eyes) qui se dit « fille d'une fée ». Il la prend sur son cheval et elle l'entraîne au galop jusqu'au gouffre Elfe où « elle pleurait, et soupirait ». Il s'endort et a une vision de chevaliers qui le narguent en criant « La Belle Dame sans merci t'a envoûté ! ». Il se réveille enfin, mais se retrouve sur le flanc de la même « colline froide » (cold Hill). La jeune dame sans merci a disparu et il poursuit son errance.
La Belle Dame sans merci compte parmi les œuvres les plus célèbres de la langue anglaise. L'école préraphaélite s'en réclame. Pourtant, le poème n'est pas retenu pour l'édition de 1820 et c'est Leigh Hunt qui le publie en mai dans son journal l'Indicator. Le titre est dû à un poème d'Alain Chartier composé en 1424, et il se trouve mentionné à la strophe XXXIII de La Vigile de la sainte Agnès. John Keats l'écrit sans doute directement dans sa lettre-journal de février-mai à George et Georgina. L'influence de Coleridge s'y retrouve, une sorte de « magie concentrée et primitive » héritée de l'école allemande. Sa cadence s'inspire en partie d'un pastiche de John Hamilton Reynolds du Peter Bell de Wordsworth, conte éponyme en vers avec pour protagoniste un piètre héros que les circonstances amènent à faire la différence entre le bien et le mal, et connaître la compassion :
| Wordsworth : Peter Bell (conclusion) And now is Peter taught to feel That man's heart is a holy thing; And Nature, through a world of death, Breathes into him a second breath, More searching than the breath of spring. | Wordsworth : Peter Bell (conclusion) Et voici que Peter apprend à ressentir Que le cœur humain est chose sacrée ; Et la nature, à travers ce monde de mort, Lui insuffle un second souffle Plus exigeant que celui du printemps. |

à quoi s'ajoute le rythme des vieilles ballades anglaises.
Dans La Belle Dame sans Merci, divers procédés visent à suggérer une impression d'inquiétude et aussi d'envoûtement : choix du vers, trois tétramères suivis d'un dimètre, répétitions de mots et reprise de strophe en strophe d'expressions similaires, usage d'un spondée [– –] pour terminer chacune, parfois remplacé par un anapeste [u u –], un iambe augmenté, qui prolonge l'effet.
| O what can ail thee, knight-at-arms, əʊ wɒt kæn eɪl ðiː, naɪt-æt-ɑːmz Alone and palely loitering? əˈləʊn ænd ˈpeɪli ˈlɔɪtərɪŋ The sedge is withered from the lake ðə sɛdʒ ɪz ˈwɪðəd frɒm ðə leɪk And no birds sing. ænd nəʊ bɜːdz sɪŋ O what can ail thee, knight-at-arms, əʊ wɒt kæn eɪl ðiː, naɪt-æt-ɑːmz So haggard and so woe-begone? səʊ ˈhægəd ænd səʊ wəʊ-bɪˈgɒn The squirrel's granary is full, ðə ˈskwɪrəlz ˈgrænəri ɪz fʊl And the harvest's done. ænd ðə ˈhɑːvɪsts dʌn | Oh ! de quoi souffres-tu chevalier, Errant solitaire et pâle ? La laîche de l'étang est flétrie, Et aucun oiseau ne chante. Oh ! de quoi te plains-tu chevalier, Si hagard et si accablé ? Le grenier de l'écureuil est plein, Et la moisson est rentrée. |

 (strophes 1 et 2 sur 12)
La Belle Dame sans merci est l'un des poèmes les plus musicaux de Keats. Dans la description initiale du chevalier « qui erre solitaire et pâle » (alone and palely loitering), la consonance du l, chantante et répétée trois fois, sans compter le transfert de la pâleur sur l'errance, et l'adresse ail thee, rimant en interne avec palely (vers 2), ajoutent, par accrétions successives, à la langueur. La pâleur, qui revient cinq fois, et l'adjectif wild (« sauvage ») qualifiant les yeux de la belle créature (vers 16 et 31) augurent d'une félicité tragique, ce que souligne encore le silence des oiseaux. La phrase du début se répète de strophe en strophe, d'où un rythme de berceuse propre à la ballade.

### Les grandes odes de 1819
Pour beaucoup de commentateurs, les textes les plus achevés sont les odes écrites en 1819 : Ode sur l'indolence, Ode sur la mélancolie, Ode sur une urne grecque, Ode à un rossignol, Ode à Psyché, Ode à l'automne. Toutes — à l'exception de l'Ode sur l'indolence, parue en 1848 — sont publiées en 1820, mais nul ne sait dans quel ordre elles ont été composées. Pour l'essentiel, leurs thèmes sont éminemment romantiques : beauté de la nature, relation entre imagination et créativité, réaction à la passion de la beauté et de la souffrance, passage de la vie à travers le temps.
Prises ensemble, les odes ne racontent pas vraiment une histoire. Elles n'ont ni intrigue, ni personnages ; et rien ne laisse à penser que John Keats désirait qu'elles fussent un ensemble cohérent, encore que les multiples interrelations qui les relient rendent l'interprétation délicate. Peu ou prou, les mêmes thèmes s'y retrouvent, les images se ressemblent et, de l'une à l'autre, prise dans n'importe quel ordre, se détecte une évolution psychologique. La critique s'interroge sur les voix narratives : qui parle dans ces odes, le même narrateur de bout en bout, ou différent à chacune d'entre elles ? La conscience qui conçoit, écrit et parle, reste évidemment celle de l'auteur, Keats lui-même, mais l'ensemble n'est pas forcément autobiographique, certains des événements mentionnés n'ayant jamais été vécus.
Pourtant, l'Ode sur l'indolence, l'Ode sur la mélancolie, l'Ode à un rossignol et l'Ode sur une urne grecque partagent un décor naturel, esquissé dans l'Ode à Pyché, qui semble plaire à Keats. Gittings parle même d'un sentiment de « retour aux sources » : les jardins luxuriants de Wentworth Place — c'est son premier été chez Charles Armitage Brown —, leurs pelouses, fleurs, fruits, les sous-bois, le chant des oiseaux, rappellent les sites de sa prime jeunesse, ceux d'Enfield et d'Edmonton. À cet enchantement s'ajoutent la présence aimée de Fanny Brawne et le confort quelque peu maniaque qu'offre le maître de maison, si bien que sourd de leurs vers comme une nouvelle « joie de vivre » (cheerfulness), ce que Gittings appelle une « réconciliation des lumières et des ombres de sa vie ».
Walter Jackson Bate parle de « perfection » à leur propos. C'est ainsi qu'il range l'Ode à l'automne au sommet de la hiérarchie et ajoute qu'« il n'est pas indécent de considérer que l'Ode à un rossignol est « moins parfaite » que la précédente, tout en étant un meilleur poème ». Charles Patterson poursuit dans la veine des jugements de valeur et conclut qu'à considérer la complexité de la sagesse humaine, c'est l'Ode sur une urne grecque qui mérite la palme. Plus tard, Ayumi Mizukoshi déclare que les contemporains de John Keats ont eu du mal à accepter l'Ode à Psyché parce que « son intériorité réflexive l'empêche d'être savourée comme un tableau mythologique ». Quant à Herbert Grierson, il place l'Ode à un rossignol au plus haut niveau en raison d'une « argumentation logique supérieure ».
Indépendamment de leur valeur intrinsèque, les odes doivent beaucoup aux connaissances médicales de Keats qui utilise souvent des termes — qu'ils soient précis ou imagés — fondés sur des bases scientifiques. L'exemple le plus frappant est celui de l'Ode à Psyché où sont explorés les passages obscurs de l'esprit, ses régions inviolées (untrodden regions of my mind). Keats les habille d'abeilles, d'oiseaux, de Dryades et de fleurs surnaturelles, et passe ainsi de la science au mythe avec des topoi poétiques traditionnels. Le titre du poème, Ode à Psyché, contient en soi, par l'ambivalence du nom propre, l'essence du problème : Psyché, c'est la déesse attardée de l'Olympe, mais aussi la « psyché », l'esprit non désincarné, autrement dit le cerveau. Ce refus de la séparation entre l'esprit et le corps se retrouve dans nombre des œuvres de Keats, dans les « fronts rougis » (flushed brows), le « pouls palpitant » (throbbing lovers) des amants en feu, les références aux effets des substances délétères, le vin, l'opium, la ciguë (voir les premiers vers de l'Ode à un rossignol). Aussi, une grande partie du pouvoir poétique des odes se fonde-t-elle sur l'aptitude du poète-médecin à exprimer les impressions du corps en une « heureuse combinaison d'audace lexicale et de tact prosodique ».
Après les avoir composées, John Keats se désintéresse quelque peu de ses odes et revient à un style narratif plus dramatique. Pourtant, chacune de façon différente, elles explorent la nature et la valeur du processus de la création ainsi que le rôle joué par la « capacité négative ». Elles concernent les forces de la conscience et celles de l'inconscient, les rapports entre l'art et la vie. Elles mettent en parallèle la sexualité et l'activité mentale, s'efforcent de transcender le temps, tout en sachant qu'elles lui sont rivées. À contempler Psyché, scruter les détails de l'urne grecque, écouter le chant du rossignol, analyser la mélancolie et l'indolence, elles permettent à Keats de se définir en tant que « moi », tout en prenant compte de sa dépendance du monde extérieur. Sa quête de vérité et de beauté (Ode sur une urne grecque#La mise au point d'Albert Laffay (1952, 1968)) est à la fois, comme l'exprime Andrew Motion, « une lamentation sur les idéaux perdus et une célébration de leur permanence transfigurée ».

## La correspondance de John Keats
Trois cent-vingt lettres de Keats survivent et quarante-deux sont connues bien qu'elles aient disparu. La dernière à avoir été écrite, à Rome, est destinée à Charles Armitage Brown et date du 20 novembre 1820, moins de trois mois avant sa mort.
Cette correspondance, publiée en 1848 et en 1878, demeure négligée par le XIXe siècle et ne suscite un réel intérêt qu'au siècle suivant, qui la considère comme un modèle du genre. C'est elle la source principale des données factuelles de la vie de Keats et, surtout, de ses conceptions philosophiques, esthétiques et poétiques. Les lettres les plus riches sont destinées aux frères du poète, plus particulièrement à George et sa femme Georgiana — Tom, mort trop jeune, n'a pu longtemps en bénéficier —, à l'occasion aussi à sa sœur Fanny et à sa fiancée Fanny Brawne. Ces missives deviennent alors un véritable journal intime et servent de brouillon, voire de laboratoire d'idées pour les poèmes en gestation.
Dans ces milliers de feuillets cependant, pas un mot sur ses parents, à peine quelques aperçus de son enfance, une gêne palpable à discuter de ses embarras financiers. En la dernière année de sa vie, alors que sa santé l'abandonne, John Keats cède parfois au désespoir et à la morbidité. La publication en 1870 de ses lettres à Fanny Brawne se focalise sur cette période dramatique, ce qui, en son temps, déclenche une vive polémique.

### Une œuvre littéraire à part entière
Beaucoup vont à des amis proches, anciens camarades de l'école de John Clarke ou poètes établis. Chaque jour, ces intellectuels échangent au moins une lettre pour relayer les nouvelles, se livrer à la parodie ou commenter l'actualité sociale. Brillantes, étincelantes d'humour, intelligentes et critiques, elles nourrissent les projets et entretiennent l'émulation. Celles de John Keats, spontanées, impulsives, se déroulent selon le flux des pensées, lucides sur lui-même, ses faiblesses y compris, reflétant l'évolution de sa pensée et de ses conceptions, tout en préservant une liberté de ton originale, faite de vive spontanéité — comme une conversation, écrit John Barnard, les mots remplaçant les gestes et Keats réussissant à gommer l'obstacle du « maintenant » —, de légèreté souvent (parler populaire, jeux de mots, vulgarités, poèmes sans queue ni tête pour sa sœur Fanny), ce qui les range, comme le remarque T. S. Eliot, parmi les meilleures jamais écrites par un poète anglais,. C'est pourquoi cette correspondance mérite en soi d'être considérée comme une œuvre littéraire à part entière. Selon John Barnard, ces lettres peuvent être comparées au Prélude de William Wordsworth et, comme ce poème, correspondent à son sous-titre : Growth of a Poet's Mind (« Croissance de l'esprit d'un poète »).
La qualité littéraire de la correspondance de Keats se révèle dans un petit poème (ou fragment) où le correspondant imagine sa mort et exige celle de son lecteur pour que son sang puisse le réanimer. Grotesque dans son argument, mais adroite dans son agencement et sa pseudo-démonstration, elle fait office de parabole, la réciprocité étant de mise lorsque passe le message de l'un à l'autre, ce qu'exprime, toute bienséance oubliée, l'image de la circulation sanguine partagée :
| This living hand, now warm and capable Of earnest grasping, would, if it were cold And in the icy silence of the tomb, So haunt thy days and chill thy dreaming nights That thou would wish thine own heart dry of blood So in my veins red life might stream again, And thou be conscience-calm'd–see here it is– I hold it towards you. | [Traduction libre] Cette main chaude de vie, capable De saisir avec fermeté, fût-elle froide Dans le silence glacial de la tombe, Hanterait tes jours et glacerait des nuits, À te faire souhaiter que ton cœur se vide de son sang Pour qu'à nouveau dans mes veines coule rouge la vie, Et que la conscience apaisée, tu la voies, Vers toi s'approcher, la voici et je te la tends. |

### Un laboratoire d'idées
Le sujet principal de la correspondance tourne autour du concept de poésie, alors que la plupart des interlocuteurs de Keats se passionnent plus volontiers pour la science, la politique, la métaphysique ou encore la mode. La justesse de ses analyses est soulignée par T. S. Eliot qui relève aussi leur maturité,,. De février à mai 1819, c'est une avalanche d'idées qui assaille John Keats : ainsi, le dimanche 14 février, il expose à son frère George sa conception de la « vallée où se forge l'âme » (the vale of Soul-making) qui contient en germe les grandes odes de mai.
Bien des lettres, en effet, rendent compte des concepts dont s'arme Keats pour étayer sa création poétique. C'est ainsi qu'à John Hamilton Reynolds, le dimanche 3 mai 1818, il expose sa théorie du « manoir aux multiples chambres » (Mansion of Many Appartements), et à Richard Woodhouse le 27 octobre de la même année, celle du « poète caméléon » (Chameleon Poet), autant d'idées mentionnées une seule fois, mais qui, par leur pertinence et leur originalité, font mouche auprès des critiques et du public.

#### Le manoir à plusieurs appartements
Le « manoir à plusieurs appartements » (a large Mansion of Many Apartments) est une métaphore de la vie humaine, passant de l'innocence à l'expérience, qui n'est pas sans rappeler la vision de William Blake et de William Wordsworth  : « Eh bien, je vois la vie humaine comme un manoir comportant de nombreuses chambres, dont je peux seulement décrire deux, les autres m'étant encore fermées. Celle où nous pénétrons en premier, nous l'appellerons la chambre de l'innocence enfantine, où nous demeurons tant que nous ne savons penser. Nous y demeurons longtemps et peu importe que les portes de la deuxième chambre soient grandes-ouvertes sur la pleine lumière, nous ne témoignons d'aucune hâte à nous y aventurer ; mais nous voici imperceptiblement poussés par l'éveil en notre être profond de la faculté de penser, et aussitôt rendus dans la seconde chambre, celle que j'appellerai la chambre de la pensée vierge, nous goûtons jusqu'à l'ivresse de la lumière et de cette nouvelle atmosphère, où nous ne voyons qu'émerveillement, si attirant que nous nous attarderions volontiers à tant de délices. Cependant, cette respiration a ses effets, celui surtout d'affûter notre perception de la nature et du cœur de l'homme — de nous persuader que le monde n'est que frustration et crève-cœur, souffrance, maladie et oppression, si bien que la chambre de la pensée vierge s'obscurcit peu à peu alors que toutes les portes restent ouvertes, mais plongées dans le noir, conduisant à des couloirs obscurs. Nous ne distinguons pas l'équilibre du bien et du mal. Nous sommes en plein brouillard. Oui, voici l'état dans lequel nous sommes et de ce mystère nous ressentons le poids. »

#### Le poète-caméléon
Le « poète-caméléon » est une éponge ; sans ego, il est tout ou rien, qu'il pleuve ou qu'il neige, dans la lumière ou à l'ombre, qu'il soit riche ou misérable, etc., il prend un plaisir égal à dépeindre le méchant ou la vierge, Iago (Othello) le fourbe ou Imogène la vertueuse (Cymbeline) ; ce que choque le philosophe vertueux l'enchante ; il se régale du côté sombre des choses comme de leur face solaire. Il est l'être le moins poétique qui soit, car dépourvu d'identité, sa mission consiste à habiter d'autres corps, le soleil, la lune, la mer, et des hommes et des femmes, des dieux aussi, Saturne ou Ops (Rhéa).

#### La capacité négative
Dans son ouvrage sur Keats, Albert Laffay explicite le cheminement du concept de la « capacité négative » dans l'esprit du jeune poète. Il rappelle l'importance, après celle à Bailey du 22 novembre 1817, de la lettre-journal du 21 décembre 1817 à son frère George et sa belle-sœur Georgiana. De ce « poème en prose », comme il l'appelle, il cite la conversation tenue entre Keats et son voisin Dilke où l'expression « capacité négative » est pour la première — et la dernière — fois employée. De cet échange, Keats garde l'impression que des « raccords » se sont opérés dans son esprit (dove-tailed) et qu'il est parvenu à la certitude qu'un « Homme de Réalisation », Shakespeare au premier plan en littérature, doit sa suprématie à la faculté qu'il a « de rester au milieu des incertitudes, des mystères, des doutes, sans être obligé d'arriver à des faits et au raisonnable […] ». Autrement dit, ajoute Laffay, « Shakespeare […] est celui qui ne succombe pas à la tentation de la mise en ordre logique des choses, mais qui […] réussit à transfigurer le mal par la médiation du beau, à faire "faire évaporer" les éléments désagréables en les mettant en relation intime avec la beauté et la vérité ». Le pouvoir d'inspiration de la beauté transcende la recherche de l'objectivité : comme l'exprime l'Ode sur une urne grecque dans sa conclusion, Beauty is truth, truth beauty—that is all / Ye know on earth, and all ye need to know.

## Thématique
Les thèmes constituant la substance de la poésie de John Keats sont nombreux, mais la plupart relèvent de quelques grands concepts ou perceptions dans lesquels mythe et symbolisme se mêlent : la mort, la beauté et, plus accessoirement l'Antiquité gréco-latine qui se présente comme un thème en soi, mais aussi un fonds dans lequel puiser pour des décors et des personnages.

### La mort
Même avant que ne se déclare sa maladie, Keats est hanté par l'inévitabilité de la mort. Pour lui, dans l'ordinaire des jours, de petites morts se produisent constamment, qu'il enregistre avec soin : la fin d'un baiser aimant, l'image d'une urne antique, la moisson des grains à l'automne, non pas des signes ou des symboles de la mort, mais autant de morts accumulées. Que s'offrent au poète des objets d'une grande beauté artistique, et la mort se présente pour accompagner sa pensée ; ainsi, dans À la vue des marbres d'Elgin (1817), la méditation conduit d'emblée à l'idée de disparition :
| My spirit is too weak — mortality Weighs heavily on me like unwilling sleep, And each imagined pinnacle and steep Of godlike hardship tells me I must die ɒv ˈgɒdlaɪk ˈhɑːdʃɪp tɛlz miː aɪ mʌst daɪ Like a sick eagle looking at the sky. laɪk ə sɪkˈ iːglˈ lʊkɪŋ æt ðə skaɪ | Mon esprit est trop faible. L'idée de la mort Pèse lourdement sur moi comme un sommeil qu'on repousse, Et chaque cime et falaise chimérique De privations pieuses me disent qu'il me faut mourir, Comme un aigle malade levant son regard vers le ciel. |

La seconde partie du sonnet apporte quelque réconfort par le spectacle de tant de prodiges accumulés, mais c'est pour aussitôt l'entacher de l'inévitable flétrissure du temps.
Sur le plan personnel, Keats espère vivre assez longtemps pour émuler la gloire de William Shakespeare et de John Milton, comme il l'exprime dans Sommeil et poésie (Sleep and Poetry) où il se donne une décennie pour lire, apprendre, comprendre et surpasser ses prédécesseurs. Le poème (dix-huit strophes de différentes longueurs) contient entre autres une feuille de route poétique très précise : trois étapes, d'abord dépasser le stade de Flora, c'est-à-dire de la romance pastorale, puis celui de Pan, soit du récit épique, pour parvenir enfin à la maturité qui sonde les reins et les cœurs :
| First the realm I'll pass Of Flora, and old Pan... I must pass them for a nobler life, Where I may find the agonies, the strife Of human hearts (101-102 ; 123-125). | [Traduction libre] Je passerai d'abord les royaumes De Flora et du vieux Pan… Je les passerai pour une vie plus noble, Celle des luttes et des souffrances Des cœurs humains. |

Cohabitant avec ce rêve initiatique, rôde l'impression que la mort peut mettre un terme à ces projets, prémonition que Keats rend plus explicite encore dans son sonnet de 1818, Quand j'ai peur, parfois, de cesser d'être (When I have fears that I may cease to be) :
| When I have fears that I may cease to be Before my pen has glean'd my teeming brain, Before high-piled books, in charact'ry, Hold like rich garners the full-ripen'd grain; When I behold, upon the night's starr'd face, Huge cloudy symbols of a high romance, And think that I may never live to trace Their shadows, with the magic hand of chance; And when I feel, fair creature of an hour, That I shall never look upon thee more, Never have relish in the faery power Of unreflecting love!—then on the shore ðɛn ɒn ðə ʃɔː Of the wide world I stand alone, and think ɒv ðə waɪd wɜːld aɪ stænd əˈləʊn, ænd θɪŋk Till Love and Fame to nothingness do sink. tɪl lʌv ænd feɪm tuːˈnʌθɪŋnɪs duː sɪŋk | Quand j'ai peur, parfois, de cesser d'être Avant que ma plume de poète n'ait glané la moisson de mon cerveau fertile, Avant que les volumes hautement étagés n'enserrent en leur texte, Comme en riches greniers, la moisson bien mûrie ; Quand je contemple sur la face étoilée de la nuit D'énormes symboles nuageux d'une merveilleuse légende Et songe que je ne vivrai peut-être pas assez longtemps Pour en retracer les ombres, d'une main guidée par la magie des hasards Et quand je sens, ô exquise créature d'une heure, Je ne te regarderai jamais à nouveau, Que jamais je ne savourerai le pourvoir exorcisant De l'amour insouciant – alors, sur le rivage Du vaste monde, seul et debout, je médite Et l'amour et la gloire s'abîment au néant,. |

L‘Ode à un rossignol reprend certaines notions entrevues dans Sommeil et poésie, par exemple le simple plaisir de vivre et, de façon générale, l'humeur optimiste qu'apporte la création poétique, mais c'est pour mieux les rejeter : impression de perte du monde physique, conscience d'entrer dans un état de mort et, en particulier, la métaphore finale de la « motte de terre », sod, mot qui connote aussi la bêtise et la vilénie. Ainsi, c'est perché sur ce petit tas de cendres — ou de médiocrité, voire de méchanceté — que chante le bel et invisible oiseau.
Semblable démarche se retrouve dans l‘Ode sur la mélancolie, où le vocabulaire, focalisé sur l'idée de la mort et des ténèbres, évoque sans les nommer les Enfers, avec le Léthé et Proserpine, dans un décor réduit à un simple if, l'arbre qui assure le lien entre les vivants et les morts, et comme accessoires de scène, pléthore de poisons délétères ou d'insectes porteurs d'obscurité et de trépas.
Ainsi la mort, même élevée à la hauteur d'une volupté suprême, « porte en elle l'impossibilité d'en jouir ». Se retrouve ici l'argument d'Épicure : « Le plus effrayant des maux, la mort ne nous est rien, disais-je : quand nous sommes, la mort n'est pas là, et quand la mort est là, c'est nous qui ne sommes pas ».
Quoi qu'il en soit, mort et douleur, « son succédané », les deux fascinent : chute irréparable de la durée, comme dans J'ai peur parfois de cesser d'être (voir ci-dessus), certes plaisir reconnu, mais aussi redouté car voué à la corruption, qui se dérobe ou s'adultère. Ainsi, dans l'Ode à un rossignol, « J'ai été à demi amoureux de la mort secourable », ou encore dans Pourquoi ai-je ri cette nuit, « La mort est la grande récompense de la vie ».
Il est certain que Keats qui à un moment charnière de sa vie, perd presque tous les gens qu'il aime, ses parents, son frère en particulier, s'est laissé habiter par l'obsession de la mort — mourir et être mort — et a souvent fait partager à ses lecteurs les pensées positives ou négatives qui l'assaillent sur le sujet. Dans l'ensemble, il lui paraît anormal qu'un individu se complaise dans « la vallée des larmes » (the valley of tears) et ne chemine que sur « le sentier du malheur » (the path of woe).

### La contemplation de la beauté
La contemplation de la beauté se propose, non pas de retarder l'ultime étape, mais de valoriser la vie par la jouissance esthétique. Objets d'art, paysages de la nature, le narrateur se pâme devant une urne post-hellénique (Ode sur une urne grecque), s'enfièvre à la lecture d'un recueil traduit d'Homère par George Chapman (1816) (À la première lecture de l'Homère de Chapman), s'exalte une fois encore devant le King Lear de Shakespeare (S'asseoir pour lire King Lear une nouvelle fois), ou rend grâce à la brillance de l'Étoile du berger (Étincelante étoile), ou encore aux mélopées de l'oiseau chanteur (Ode à un rossignol). À la différence des mortels qui, comme le narrateur, sont condamnés aux blessures et au naufrage du temps, ces beautés appartiennent à l'éternité. Le narrateur de l'Ode sur une urne grecque envie les arbres qui jamais ne perdront leurs feuilles ou les joueurs de pipeau dont les accents transcendent les âges. Leur chant exacerbe l'imagination au point que leurs mélodies se font encore plus douces du fait qu'elles sont figées dans le silence. Si l'amant ne rejoint jamais son amante, du moins reçoit-il l'assurance qu'elle est toujours aussi séduisante, tout comme l'urne vouée à l'éternelle beauté et à l'admiration générale.
Il arrive que le sentiment esthétique exerce un effet si profond sur le narrateur qu'il quitte le monde réel pour gagner le royaume de la transcendance et du mythe, et qu'à la fin du poème, il s'en revienne armé d'un nouveau pouvoir de compréhension. Si l'absence n'est matérielle, du moins prend-elle la forme d'une rêverie portant la conscience hors de la sphère rationnelle pour gagner l'imaginaire. Ainsi, dans Étincelante Étoile, se crée un état de « délicieuse inquiétude » (sweet unrest) (vers 12) qui le maintient à jamais bercé par la houle de la respiration de la beauté qu'il aime.
L'aphorisme concluant l'Ode sur une urne grecque cristallise en deux vers la conception que Keats a de la beauté :
| Beauty is truth, truth beauty,—that is all bjuːti ɪz truːθ, truːθ ˈbjuːti,—ðæt ɪz ɔːl Ye know on earth, and all ye need to know. jiː nəʊ ɒn ɜːθ, ænd ɔːl jiː niːd tuː nəʊ | Le beau est vrai, le vrai est beau – et c'est là tout Ce qu'ici-bas tu sais, c'est tout ce qu'il te faut savoir. |

C'est bien l'urne qui parle, autrement John Keats aurait utilisé le pronom personnel we au lieu de ye. L'aphorisme « la Vérité est la Beauté » ne se comprend qu'en relation avec cette « capacité négative » imaginée par Keats. Rien ne s'atteint par une chaine de raisonnement et, de toute façon, « la vie du sentir est préférable à la vie de la pensée » (O for a life of sensations rather than thoughts!). Ainsi, l'Ode sur une urne grecque est une tentative pour capturer un instant dans une forme d'art. Quant à la vérité, « entrevue, perdue, retrouvée, elle est la vie secrète de la poésie de Keats, sans qu'elle ne soit jamais assurée une fois pour toutes ». John Keats, en effet, fuit les dogmes, les définitions et les prises de position définitives : la « capacité négative » l'aide à accepter le monde tel qu'il est, lumineux ou obscur, joyeux ou douloureux.

### La nature
Tout comme ses confrères romantiques, John Keats voue à la nature un véritable culte et y trouve d'infinies sources d'inspiration. À la différence de William Wordsworth, il ne discerne pas en elle la présence d'un Dieu immanent, mais y voit simplement une source de beauté qu'il transforme en poésie sans passer par la mémoire, ce que son aîné appelle recollection in tranquillity. Lui préfère l'imagination qui rehausse la beauté de toute chose, comme ces accents émanant de l'urne grecque d'autant plus suaves qu'on ne les entend pas.
Outre les sentiments que la nature suscite, amour, indifférence, haine parfois, s'établit entre le poète et le monde qui l'entoure un dialogue, toujours anthropomorphique — la nature, par définition, ne parle pas le langage des hommes —, la grande question concernant sa réaction aux élans ou affres du poète : sympathie, amour, indifférence, impassibilité ? La même inquiétude habite William Wordsworth (Tintern Abbey), Coleridge (Gel à minuit), Shelley (Ode au vent d'ouest) en Angleterre et Lamartine (Le Lac), Hugo (Tristesse d'Olympio), Musset (La Nuit de décembre) et Vigny (La Maison du berger) en France.
Chez Keats, la fréquentation de la nature appelle invariablement des comparaisons avec l'art et/ou la condition humaine. Dans l'Ode à l'automne, une fois les fruits de la saison engrangés, autant de petites morts effectives, l'automne frissonne déjà de l'hiver annoncé ; et l'Ode à un rossignol, par le chant de l'oiseau, induit une méditation sur l'immortalité de l'art et la mortalité du poète ; l'Ode sur la mélancolie, évoque la maladie du spleen au vers 12 par l'image du « nuage en pleurs » (weeping cloud), puis énumère les fleurs traditionnellement liées à la tristesse. De même, c'est à la nature que l'Ode à Psyché emprunte la double métaphore rendant compte de l'adoration du poète, lorsque l'étincelante étoile se métamorphose en un ver luisant dans la nuit.
| Fairer than Phoebe's sapphire-region'd star, ˈfeərə ðæn ˈfiːbizˈsæfaɪə-ˈriːdʒənd stɑː Or Vesper, amorous glow-worm of the sky; ɔːˈvɛspə, ˈæmərəsˈgləʊwɜːm ɒv ðə skaɪ | Plus belle que l'étoile de Phœbé entourée de saphirs Ou que Vesper, l'amoureux ver luisant du ciel ; |

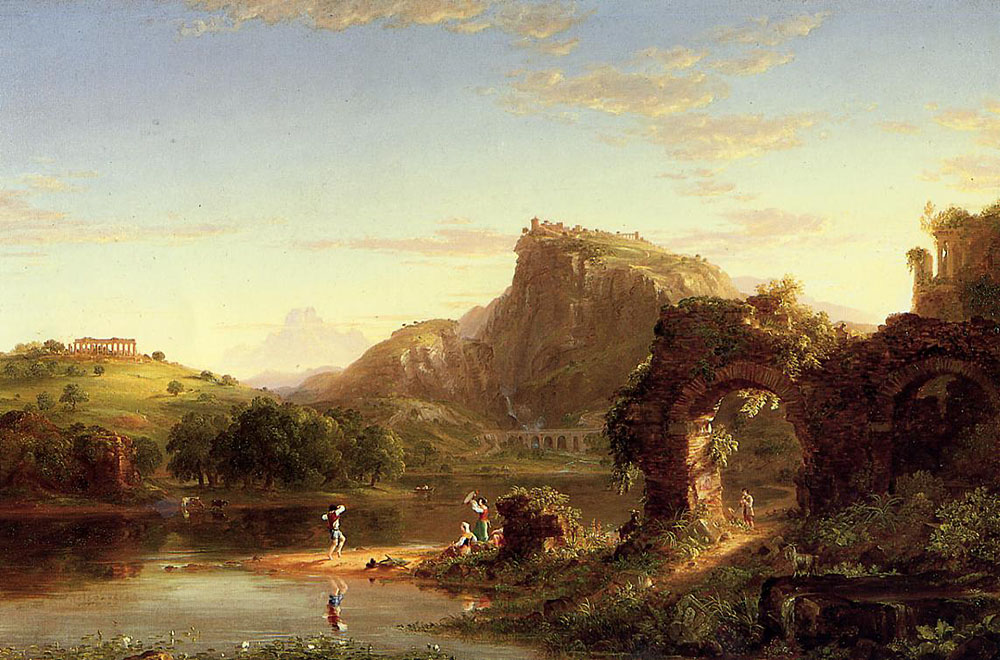
L'Allegro de Milton, illustration de Thomas Cole, 1845.

Souvent, les décors naturels surgissent de la seule imagination. Fancy (Imagination) en offre un exemple éloquent. Composé juste après les fiançailles secrètes du poète avec Fanny Brawne, le poème s'intitule Fancy et non Imagination, ce qui renvoie à la distinction établie par Coleridge : « l'imagination est le pouvoir de représenter le réel en son absence, dans son unité organique […] ; la fantaisie concerne au contraire la faculté d'inventer des objets irréels, mais neufs, par recombinaison des éléments de la réalité ». Divergeant quelque peu de la conception de Coleridge, Fancy met l'accent sur le détachement par rapport à ce qui est : consommation imaginaire de l'amour, fuite devant la vie. Ici encore, l'influence de John Milton se fait sentir, dans un bonheur mesuré rappelant le bucolique L'Allegro, avec un rythme allant mais calme, « des syllabes en majorité brèves qui soulèvent le vers, alors que le martèlement de quatre toniques le rivent au sol ».
De plus, John Keats y décline un à un les détails des « délices » propres à chaque saison, les fleurs de mai, la claire chanson des moissonneurs, l'alouette des premiers jours d'avril, la pâquerette et le souci, les lys, primevères, jacinthes, etc. S'adressant à « eux » (them), sans doute les poètes, il exhorte à laisser libre cours à la « Douce imagination ! Donnez-lui liberté ! […] Que l'Imagination ailée te retrouve donc… » Cependant, l'imagination ne se nourrissant que de perceptions vécues, il y a là un processus de reviviscence semblable à celui de saint Augustin qui, dans ses Confessions, convoque à volonté ses souvenirs dans les immenses chambres à trésor de sa mémoire :

« Et j'arrive aux vastes palais de la mémoire, là où se trouvent les trésors d'images innombrables […]. Quand je suis là, je fais comparaître tous les souvenirs que je veux. Certains s'avancent aussitôt […]. Je les éloigne avec la main de l'esprit du visage de ma mémoire, jusqu'à ce que celui que je veux écarte les nuages et du fond de son réduit paraisse à mes yeux […]. J'ai beau être dans les ténèbres et le silence, je peux, à mon gré, me représenter les couleurs par la mémoire, distinguer le blanc du noir, et toutes les autres couleurs les unes des autres ; mes images auditives ne viennent pas troubler mes images visuelles : elles sont là aussi, cependant, comme tapies dans leur retraite isolée […]. Je discerne le parfum des lis de celui des violettes, sans humer aucune fleur ; je peux préférer le miel au vin cuit, le poli au rugueux, sans rien goûter ni rien toucher, seulement par le souvenir […]. C'est en moi-même que se fait tout cela, dans l'immense palais de mon souvenir. C'est là que j'ai à mes ordres le ciel, la terre, la mer et toutes les sensations […]. C'est là que je me rencontre moi-même […]. Grande est cette puissance de la mémoire, prodigieusement grande, ô mon Dieu ! C'est un sanctuaire d'une ampleur infinie […]. Les hommes s'en vont admirer la cime des montagnes, les vagues énormes de la mer, le large cours des fleuves, les côtes de l'océan, les révolutions et les astres, et ils se détournent d'eux-mêmes. »

### L'Antiquité gréco-latine
Dès son enfance, passion encore confirmée lors des années passées dans l'école de John Clarke, John Keats vit en imagination dans les splendeurs et misères de la mythologie et de la littérature de l'Antiquité. C'est surtout, par la force des choses puisqu'il n'a pas étudié le grec, à la partie romaine qu'il s'intéresse. Ovide, Virgile sont ses préférés, et pour la partie grecque, il trouve nombre de renseignements dans Archaelogia Graeca de John Potter. Le fonds classique sert de décor ou de sujet à de nombreux poèmes, sonnets et épopées. Ses plus longs poèmes, La Chute d'Hypéron et Lamia, par exemple, se déroulent dans un espace historique mythique proche de celui de Virgile, et la mythologie n'est jamais loin lorsqu'il évoque Psyché ou l'urne grecque. De fait, si l'urne peut encore parler à des observateurs deux millénaires après sa création, il est à espérer qu'un beau poème ou quelque œuvre d'art réussie franchissent les limites de la postérité. Dans une lettre à son frère George, datée du 14 ou 15 octobre 1818, il prophétise qu'il sera « parmi les poètes anglais les plus reconnus de son temps ».

## Forme dans l'œuvre poétique
« Pour Keats, les voyelles sont une passion, les consonnes l'extase, la syntaxe est une force de vie ». L'oralité domine chez lui et, écrit Marc Porée, « porter la richesse et la sensualité du monde à la bouche, pour la mâcher, la goûter, l'écraser contre le palais, l'ingérer, la digérer, voire la re-digérer, tel est le souverain bien. « Emprisonne sa douce main, et laisse la extravaguer / Et rassasie-toi, pleinement, de ses incomparables regards », est-il dit dans l'Ode sur la mélancolie .

### L'anatomiste de la langue
Anatomiste intuitif de la langue, de son squelette si finement articulé, de ses ligaments et ses fibres, de ses tensions musculaires et ses relâchements, des couloirs du souffle rythmique, Keats est aussi un spécialiste inné des origines du vocabulaire et de ses mutations. Avec sa plume — comme avec son stéthoscope de médecin —, il prend le pouls de chaque vocable, l'écoute et pose un diagnostic.
Keats cultive son don du verbe avec minutie, mettant les tours de phrases à l'épreuve, jaugeant le pouvoir de suggestion des images. Chez lui, les mots se rendent inévitables au sein de l'immense espace de liberté qu'est son imagination. D'après Stewart, cela vaut pour ses lettres comme pour sa poésie : les manuscrits abondent en commentaires marginaux, sa verve s'exerçant surtout à propos de Shakespeare et Milton, à moins qu'elle ne se focalise sur lui-même.

#### Prédilection pour la sonorité

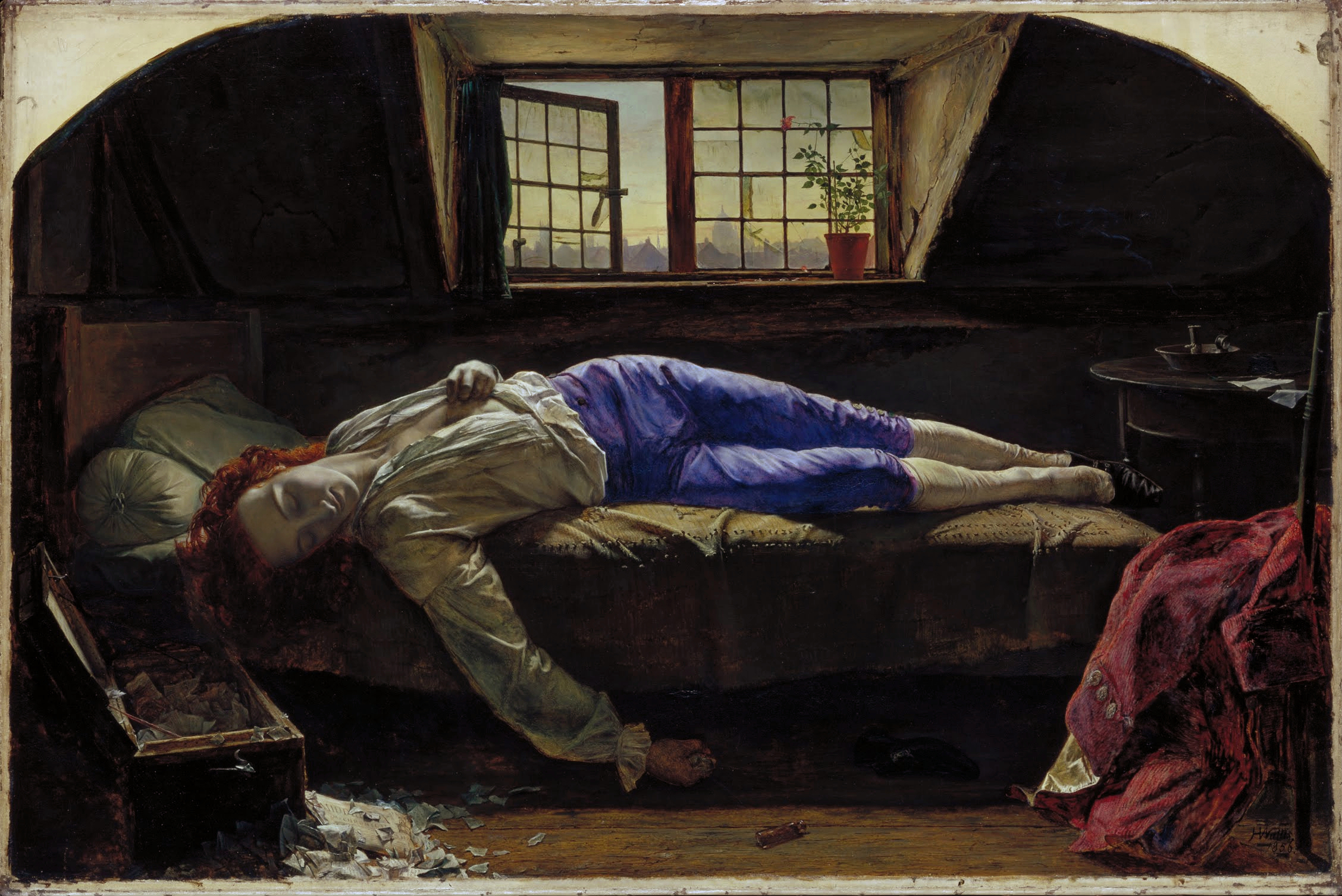
Thomas Chatterton, par Henry Wallis.

De toujours, John Keats place la sonorité au centre de ses préoccupations, mais — du moins au cours de son apprentissage — jamais au détriment de la tradition anglaise. Depuis son Imitations of Spenser, ses poèmes reste disciplinés, malgré quelques ruades parfois. Ainsi, O Chatterton, sonnet dédié à un poète suicidé à dix-huit ans, sonne comme un cri, un hymne à la pureté d'une langue sans emprunts étrangers, ni latin, ni grec ne polluant la belle séquence anglo-saxonne. Voilà qui autorise de subtils raccourcis phonétiques, comme dans la phrase O how nigh / Was night to thy fair morning (« O combien proche / Était la nuit de ton beau matin ») (vers 6-7), où nigh et night (« proche / nuit »), voisins, s'entremêlent par leur sonorité (naɪt / naɪ), fusion qu'accuse tragiquement la liaison nigh[tt]o.

#### Le mot comme théâtre du monde
Chez Keats, écrit Stewart, « les mots sont le théâtre d'un monde prégnant d'affects ». Le poème Lamia en donne un exemple éloquent par ses légers glissements de mots qui soulève aussitôt de nouvelles implications, cela par la métaphore et ses approximations, ses inversions et suspensions syntaxiques, ses rimes internes, ses étymologies ironiques, son excentricité prosodique, ses enjambements. À quelques vers de l'extrême fin, sous les yeux du philosophe Apollonius, parodie d'Apollon, meurt Lycius, après l'évanescence de Lamia. Les limites de l'émotion sont atteintes grâce à un zeugma stylistique, associant les registres abstrait et concret en une même construction :
| Ane Lycius arms were empty of delight, As were his limbs of Life, from that same night. (2. 307-308) | Les bras de Lycius n'entourent plus qu'une absence de délices, Et la vie, en cette nuit, déserte ses membres. |

De fait, l'expression empty of, littéralement « vide de », désigne l'objet des étreintes et, appliqué aux membres, signifie « vidé de la vie ». Ainsi, la mort biologique est instantanée, mais c'est la grammaire qui la rend concomitante de la perte subie.

### Le poète du silence
Empty of (« vide de ») ici, silent space (« espace silencieux ») dans Sommeil et poésie, silence a priori de la poésie conventionnelle du XVIIIe siècle, mais surtout réflexion sur l'art du poète. Keats a l'intuition d'un vide (void) au cœur d'un texte poétique ou de l'expérience qui y conduit, lorsqu'il prend conscience que les visions fuient pour laisser la place au néant (nothingness) de la réalité (II, 155-159). La poésie sert à remplir les vides de l'âme par l'émerveillement, comme dans le sonnet sur l'Homère de Chapman, dans Bright Star, À la vue des marbres d'Elgin, certains passages d'Endymion.
Dans chacun, cependant, Keats dit le choc ressenti à la vue d'un objet de beauté (a thing of Beauty) capable à la fois de dispenser le plaisir et de submerger l'être par ce que Keats appelle un « étonnement en suspens » (suspended amazement), un état de stupéfaction né de l'ambivalence à laquelle l'observateur se voit confronté. L'urne grecque relève du sublime, mais reste un vase funéraire ; et dans l'Ode à un rossignol, le bonheur envahit le narrateur au chant de l'oiseau, mais un bonheur trop intense (too happy) au regard de la souffrance d'appartenir à un monde si imparfait (strophe 3 et 4). En fin de compte naît le désir ambigu de « cesser d'exister à minuit sans douleur », de « regarde[r] la mort de biais », comme l'écrit Laffay.
L'Ode sur l'indolence fait montre d'une résolution plus affirmée : au lieu de se rendre à l'imaginaire discours des fantômes sans voix (speechless Shadows), Keats met fin à son poème par une véhémente rétractation. Que les tentations de l'imagination disparaissent : Vanish, ye Phantoms! / From my idle sprite, Into the cloud, and never more return (I. 59-60)(« Disparaissez, vous les fantômes ! / Quitter mon esprit oisif, Dans le ce nuage et ne revenez plus ! «). L'agréable des élans imaginaires n'est que leurre, leurs visions restent superficielles : mieux vaut le silence, celui du rossignol à la fin de l'ode, celui de l'urne alors que le poète, lui, ne cesse de s'extasier à haute voix.
Dans les derniers textes, l'Ode à l'automne par exemple, la splendeur de la vision est reléguée au second plan par la symphonie sonore qui remplit les espaces vides. C'est là, explique Fournier, une musique qui sait faire la part du silence, annonçant Mallarmé et Rimbaud en France, Swinburne en Angleterre, John Cage en Amérique. Cette poésie malmène la scansion, sans cesse disloquée : dans les grandes odes, l'agencement prosodique reste souvent indistinct, que ce soit par défaut ou excès. Incertitude au vers 21 de l'Ode à un rossignol : 'Fade far a'way ou Fade 'far a'way ? Débauche de syllabes accentuées du vers 25 : 'Where 'palsy 'shakes a 'few 'sad 'last 'grey 'hairs. Voilà qui relève d'une expérience poétique nouvelle, à donner le tournis, comme si, écrit Fournier, « l'esprit vacillait lui-même dans la brise ».

### Le poète de la lenteur
Charles Du Bos écrit à propos de Keats que son tempo laisse chaque terme, l'un après l'autre, « développer en nous sa vertu ». Laffay explique en effet que Keats est un poète d'une extrême lenteur. Comparé à Shelley, aérien, fulgurant, il peut paraître terrestre. Chez lui, les syllabes ont du poids et, selon Sidney Colvin, « [Keats] distille plus qu'il ne décrit ». Ainsi, dans cet extrait de la première strophe de l'Ode sur une urne grecque, vers 4 et 5 :
What 'leaf-fring'd 'legend 'haunts a'bout thy 'shape

wɒt 'liːf-frɪndʒd ˈlɛdʒənd 'hɔːnts a'bout ðaɪ 'ʃeɪp

Of 'deities or 'mortals or of 'both

ɒv ˈdiːɪtiz ɔː 'mɔːtlz ɔːr ɒv 'bəʊθ
, les iambes [u —], de par leur pesanteur pourtant non innée, se distinguent mal des spondées [– –], ce qui conduit à une érosion du rythme prosodique, alors que le trochée (– u), plus habituel lors des substitutions, surtout en début de vers, le casse momentanément pour bientôt le restituer à son élan ïambique. De plus, la finale vocalique « -ed », comme dans leaf-fring'd (même si le « e » élidé ampute le mot de la syllabe « /id/ », que Keats utilise souvent à la différence des autres grands romantiques anglais), augmente le volume du mot et en prolonge la résonance. Ce procédé de substitution et d'augmentation est fréquent chez Keats, inspiré des Élisabéthains, surtout de Shakespeare, et se retrouve dans toutes les grandes odes, au premier vers de l'Ode à un rossignol par exemple (My heart aches and a drowsy numbness pains / My senses (maɪ hɑːt eɪks ən ə ˈdraʊziˈ nʌmnɪs peɪnz maɪˈsɛnsɪz), et, autre exemple dans l'Ode sur la mélancolie, l'ajout des longueurs des tight-rooted (taɪt-ˈruːtɪd), globed-peonies (ˈgləʊbd-ˈpɪəniz), etc..
Nouvelle caractéristique, mais reliquat des premières œuvres, l'abondance des phonèmes ɪ et iː, comme dans heavenly et deities, qui, combinés aux participes passés adjectivaux, se retrouvent dans beaucoup de poèmes. Il y a une explication historique à cela qu'a mise en lumière De Sélincourt : « la langue anglaise, écrit-il, depuis qu'elle a perdu ses finales, en particulier le « –e » inaccentué, se voit privée de nombreux effets prosodiques habituels chez Chaucer (XIVe siècle) […] Si cette finale réussit à moduler le vers, elle a aussi pour conséquence de produire une foule d'adjectifs pour ainsi dire succulents à l'excès, comme si pour passer du nom à l'épithète, on exprimait toute la saveur du substantif : c'est là encore une manière d'appuyer sur un nom et de le dilater ». À ce compte, renchérit Garrod, la poésie de Keats « ne chante pas » (does not sing).
La lenteur chez Keats n'est pas seulement affaire de rythme. La cadence mesurée se double d'une quasi-immobilité des images. Au début de l'Ode à un rossignol, l'accumulation d'assonances sourdes crée et soutient un état semi-hypnotique (numbness, drowsy, drink, full). Cette stase apparente recèle une dynamique en puissance. Ainsi, dans l'Ode à Psyché, le couple Cupidon et Psyché, figé dans une « immobilité frémissante », présente une virtualité de mouvement. De plus, les objets apparaissent comme gonflés de sensations, chargée d'une intensité que la poésie s'emploie à capter : dans le sonnet On a Dream (« À propos d'un rêve »), concernant un poète qui s'endort, c'est le monde qui perd le premier connaissance. Laffay résume cette interaction entre le sujet et l'objet extérieur : « il se perd dans les choses et […] elles se perdent en lui ».

### Le tressage des sens
Pour Keats, l'expérience sensorielle prime sur la pensée. La sensation, elle aussi, s'avère porteuse d'un sens philosophique nécessaire à la création poétique;

#### La vue
Comme pour la majeure partie des poètes, c'est d'abord la vue qui entretient une étroite relation avec l'imagination et la création. Il s'agit de former des images dans l'esprit, démarche contenue dans la locution anglaise the mind's eye (« l'œil de l'esprit »), apparue chez Chaucer vers 1390 et consacrée dans le Hamlet de William Shakespeare. Imaginer, c'est voir de l'intérieur, rapport illustré dans plusieurs écrits du poète, pour qui l'imagination a une fonction visuelle propre, liée de façon intime à la création. La vision poétique constitue ce que seul le poète peut percevoir et rendre apparent dans son art. Dans sa lettre-journal destinée à George et Georgiana du 17 au 27 septembre 1819, John Keats compare la façon d'écrire de Lord Byron à la sienne : « Il décrit ce qu'il voit – je décris ce que j'imagine – ce qui est bien plus ardu ».

#### L'ouïe
Ce rapport imagination-perception est étendu aux autres sens, l'ouïe que Keats appelle my fancy's ear (« l'oreille de mon imagination »). Dans How many bards guilde the lasses of time! (« Combien de poètes chantent les filles du temps »), le poète s'apprête à composer quand il est interrompu par les bardes d'antan qui murmurent à son oreille. Les bruits de la nature viennent jusqu'à lui et ses vers se portent vers le chant des oiseaux, le roulement des vagues, tous transformés en musique. La mélodie enveloppe son oreille qui, aussitôt, se met à l'œuvre et commence à créer.

#### Le toucher
Keats a déjà remarqué différentes formes de toucher dès 1816, au Guy's Hospital, qu'il met en relation avec les papilles (papillae), où qu'elles se trouvent, dans le palais, les doigts et les orteils. Aussi, quand il se réfère au « palais de mon esprit » (palate of my mind), au vers 13 de son poème Vers adressés à Fanny (Lines to Fanny), il dévoile une imagination de l'odorat et du toucher, et au vers 4, il ajoute que « le toucher a une mémoire »,. Ainsi, la poitrine, le souffle chaud, les lèvres, c'est le souvenir de ces sensations tactiles qui exalte sa création poétique.
Dans la première strophe de l'Ode à Psyché, le tableau de Cupidon et Psyché enlacés regorge de mots et d'expressions d'abord relatifs au toucher, puis accessoirement à l'ouïe et à l'odorat :
| Mid hush'd, cool-rooted flowers, fragrant-eyed, Blue, silver-white, and budded Tyrian, They lay calm-breathing, on the bedded grass; (15) Their arms embraced, and their pinions too; Their lips touch'd not, but had not bade adieu, As if disjoined by soft-handed slumber, And ready still past kisses to outnumber At tender eye-dawn of aurorean love: (20) The winged boy I knew; But who wast thou, O happy, happy dove? His Psyche true! | Parmi les silencieuses fleurs, aux fraîches racines, aux taches parfumées Bleu, blanc d'argent, aux boutons pourpres de Tyr, Elles reposent, la respiration calme, sur le jeune gazon ; Leurs bras et leurs ailes s'enlacent ; Leurs lèvres ne se touchaient pas, mais ne s'étaient jamais dit adieu, Comme si, disjointes par la caressante main du sommeil. Elles étaient prêtes encore à dépasser le nombre des baisers échangés Lorsque tendrement l'amour ouvre les yeux du matin : L'enfant ailé je le reconnus. Mais qui étais-tu, ô heureuse, heureuse colombe ? Sa Psyché ! elle-même ! |

#### La synesthésie
À vrai dire, ici tous les sens se voient sollicités et le tableau devient synesthésique. Le narrateur s'adresse à l'héroïne en décrivant son soft-conched ear (« oreille à la conque délicate »), puis il évoque subtilement sa couche partagée, les amants se trouvant « étendus côte côte », couched. Les sonorités des deux expressions se répondent, le second participe passé (kaʊtʃt) faisant écho au premier (kɒŋkt), un écho légèrement altéré comme par diffraction acoustique. En ce rapprochement, la vue et le toucher (ce dernier virtuel) s'entremêlent et s'unissent : il ne s'en faut que d'une substitution de lettre, « n » cédant la place à « u », pour que la fusion soit complète. Plus loin, dans cool-rooted flowers, fragrant-eyed (« les silencieuses fleurs, aux fraîches racines, aux taches parfumées »), l'association de deux adjectifs composés, que sépare le nom commun flowers (« fleurs »), convoque au moins trois sens, le toucher (le frais, la préhension), la vue (l'œil) et l'odorat (le parfum), si bien que l'œil devient la pseudo-métaphore d'une carpelle de fleur. De même en fin de strophe, tout semble être vu par un eye-dawn (un/e « aurore-œil »), que génère spontanément le mélange de l'aube (dawn), de l'aurore (aurorean), de l'amour (love), de la tendresse (tender) et de la vision (eye) : tender-eyed dawn of aurorean love (« tendrement l'amour ouvre les yeux du matin »).
Dans l'Ode à un rossignol, faute que la vue ne s'impose, l'imagination olfactive aide à comprendre le monde et créer le poème. S'ajoute à la panoplie des sens, la respiration, déclinée sous diverses formes, l'air, le soufffle, les vapeurs. Dans le sonnet Après que de noires vapeurs ont oppressé nos plaines (After Dark Vapours have Oppressed our Plains), le poète évoque le passage de l'hiver au printemps, mais plutôt que de peindre le chaud soleil et le bourgeonnement, il se concentre sur les effluves nauséabonds du reste de froidure qui oppressent et angoissent ; bientôt, le vent doux du sud, par son souffle apaisant, redonne à la nature et aux hommes la santé heureuse que symbolise la respiration douce d'un enfant. De fait, tout est souffle et respiration dans l'œuvre de John Keats, respiration apaisante des boudoirs végétaux dans Endymion (vers 5), de la poitrine de l'amante dans Étincelante étoile (vers 13), ou alors souffle de la mort dans Lamia quand se volatilise la créature et que meurt Lycius (vers 299).
Dans l'ensemble, l'expérience sensorielle se présente sous la forme d'entrelacs, de tressage, de guirlande. La racine wreath (« guirlande, couronne ») et le préfixe –inter reviennent à de multiples reprises, comme dans Endymion avec interkint, intertwin'd, interlace, interbreath'd (vers I, 813, II, 412, 604, 666). Enveloppement, enchevêtrement, l'expérience fait s'enlacer les sens, et la synesthésie apparaît comme un hypersens, « un tressage de sensations ». Dans Je me tenais sur la pointe des pieds au sommet d'une petite colline se trouve une charmille faisant office de boudoir végétal d'où le poète recueille un bouquet enchevêtré de rose de mai, de souci, de jacinthe des bois et de cytise, entourés d'une herbe parsemée de violettes, de pois de senteur, de chèvre-feuille et de mousse. Le trou de verdure s'illumine (bright), s'adoucit (milky), se colore (rosy), sollicitant quatre domaines sensoriels, la vue, le goût, le toucher, l'odorat : la barrière a disparu, et les sensations se mêlent à l'image de la végétation.
L'adjectif lush qui qualifie la cytise fait appel à la fois au toucher et au goût, mais Keats l'emploie aussi pour les couleurs vives. Il ne s'agit plus là de synesthésie, mais d'hyperesthésie selon John Barnard, un tout englobant l'ensemble des domaines sensitifs. À l'inverse, si un sens manque à l'appel, s'effectue un transfert, comme le montre Helen Vendler à propos de l'Ode à un rossignol, où le narrateur perd la vue et le toucher, peu à peu remplacés par l'ouïe (les mouches qui volètent) (The murmurous haunt of flies lon summer eves) (vers 50), puis l'odorat grâce auquel il « devine » (guess) le nom et la couleur des fleurs, églantines, aubépine, violettes et autres roses musquées.

### Prosodie
John Keats utilise divers schémas prosodiques au cours de sa carrière, ne serait-ce que dictés par les genres auxquels il s'intéresse.

#### Genres privilégiés
Du sonnet, il retient toutes les formes, d'abord l'italienne ou pétrarquienne ou encore pindarique, puis la shakespearienne, enfin la spensérienne proche de la précédente avec trois quatrains soudés et un distique, ce qui donne comme schéma de rimes ABAB, BCBC, CDCD, EE. On First Looking into Chapman's Homer est de facture pétrarquienne, avec un schéma de rimes en ABBA ABBA CDCDCD ; en revanche, If dull rhymes ou English must be chain'd, un nonce sonnet (« sonnet irrégulier »), présente ironiquement un agencement de rimes inusité, ABCADE CADC EFEF
Autres ensembles prestigieux, la strophe spensérienne, composée de huit pentamètres iambiques et d'un alexandrin final (un hexamètre iambique) selon un schéma de rimes croisées : ABAB BCBC C (La Vigile de la sainte Agnès). Parmi les configurations traditionnelles demeurent le pentamètre ïambique non rimé (Hypérion), le distique héroïque rimant par paire (Endymion) et la ballade (La Belle Dame sans Merci), une strophe en quatrain de deux tétramères ïambiques alternant avec deux trimètres, selon la séquence ABCD.

#### L'innovation dans les odes de 1819
En réalité, ce n'est que dans ses odes de 1819 que John Keats innove. En voici trois exemples :
Ode sur une urne grecque
Elle reflète au mieux l'évolution de son style poétique. Par exemple, alors que ses premières compositions en abondent, elle ne présente qu'un exemple d'inversion médiane, soit la substitution d'un iambe (u –) au milieu du vers, alors que trente trochées (– u) se voient incorporées dans l'ensemble des deux-cent cinquante pieds, et la césure ne tombe jamais avant la quatrième syllabe.
Ode à l'automne
Elle se compose de trois strophes comprenant chacune onze vers. En ce sens, elle suit le schéma de l'ode antique, une triade à la fois chantée et dansée, la « strophe » (un tour à gauche), l'« antistrophe » (un tour à droite) et l'« épode », chantée après coup (retour au point de départ). Cette strophe diffère de ses homologues en ceci qu'elle a un vers de plus qu'elles, ce qui permet d'insérer un distique (couplet), soit deux pentamètres iambiques rimés avant le dernier vers. De plus, n'ayant ni narrateur ni phases dramatiques, elle se focalise sur des objets concrets. Paradoxalement, elle progresse alors que les objets évoqués ne se modifient pas. Il y a là, selon Walter Jackson Bate, « une union du mouvement et de la stase », une concentration d'énergie au repos, effet que Keats appelle lui-même stationing, progression interne sans référence au temps chronologique. Au début de la troisième strophe, Keats emploie le processus dramatique dit ubi sunt, « où sont(-ils) », qu'il associe à un sentiment de mélancolie, pour interroger le sort sur le destin des choses disparues, en l'occurrence les chants du printemps.
John Keats privilégie les monosyllabes, tels que dans le vers : […] how to load and bless with fruit the vines that round the thatch-eves run (« […] pour dispenser tes bienfaits / Aux treilles qui courent au bord des toits de chaume »). D'autre part il peut y avoir appesantissement sur les mots du fait d'une insistance sur les consonnes bilabiales, par exemple dans […] for Summer has o'er brimm'ed their clammy cells (« […] Car l'Été a gorgé leurs alvéoles sirupeux »), où brimm'd fixe le vers en son milieu. Se trouvent également utilisées les voyelles longues qui règlent le flux rythmique du vers, le forçant à garder un tempo lent et mesuré : […] while barred clouds bloom the soft dying day (« Pendant que de longues nuées fleurissent le jour qui mollement se meurt »).
Comme pour les autres odes, le vers choisi est le pentamètre iambique, avec cinq accents toniques précédés par une syllabe inaccentuée [u –]. Keats varie ce schéma par l'inversion dite « augustienne », issue de la Poetic diction des siècles précédents, en substituant un spondée à un iambe ([– –], surtout en début de vers, comme dans 'Season of 'mists and 'mellow 'fruitfulness, qui se scande [– –/u –/u –/u –/– u], procédé répété pour chacune des questions posées, dont l'avantage est de retarder l'envolée iambique et de lester le sens dès l'ouverture du vers.
Ode sur la mélancolie
Reconnue comme l'un des plus beaux poèmes de Keats, compacte, dramatique, solide, les vers s'enchaînant avec une félicité rare. Cette déambulation poétique tient surtout à la régularité iambique des pentamètres, dont la pesanteur tient à deux procédés complémentaires : le iambe et le spondée ou le trochée, pourtant antagonistes, se ressemblent et il s'avère parfois difficile de faire la part de l'un et de l'autre, tant s'accentuent les syllabes supposées atones et vice-versa. Ainsi, dans le premier vers, les pieds du premier hémistiche sont tous accentués car monosyllabiques, accentuation ne pouvant qu'être mélodique : « NO, no! go not to Lethe, neither twist » [nəʊ — nəʊ — / gəʊ — nɒt — / tuː u / ˈliː — θi —], avec l'accent sur nɒt plutôt que gəʊ ; le second hémistiche, réduit à deux mots, comprend un trochée et une syllabe accentuée : [ˈnaɪ — ðə u / twɪst —]. Ainsi, le vers entier peut se lire avec chaque syllabe détachée, comme martelée au lecteur, poète potentiel à qui s'adresse le narrateur pour le mettre en garde. Le deuxième vers « Wolf's-bane, tight-rooted, for its poisonous wine; » affiche un rythme semblable, les mots doubles se comportant comme des assemblages de monosyllabes dans le premier hémistiche : [wʊlf — beɪn — / taɪt- — ˈruː — / tɪd —], tandis que dans le second, l'adjectif poisonous, qui se prononce en deux syllabes, le [ɔ] étant éludé, est suivi d'un nom commun : [fɔːr u ɪtsˈ — / 'pɔɪznəs — u / waɪn —], lui-même monosyllabique. Il y a là un tempo volontairement lent, un débit engourdi, comme si le poète désirait ardemment laisser chaque terme « développer en nous sa vertu ».
L'irruption de la négation frappe d'autant plus par sa soudaineté : répétée sur huit vers, elle plonge d'emblée le lecteur dans un univers de protestation enflammée qui s'amplifie au fil des exemples : évocation des Enfers et des poisons, elle-même corsée par la sémantique négative des adjectifs ou des adverbes (mournful, drowsily, etc. que répète en assonance le drown qui suit :
| Nor suffer thy pale forehead to be kist nɔːˈ sʌfə ðaɪ peɪl ˈfɒrid tuː biː kɪst By nightshade, ruby grape of Proserpine; baɪˈnaɪtʃəɪd, ruːbi greɪp ɒv prɔzəpain Make not your rosary of yew-berries, meɪk nɒt jɔːˈrəʊzəri ɒv juː-ˈbɛriz Nor let the beetle, nor the death-moth be nɔː lɛt ðə ˈbiːtl, nɔː ðə dɛθ-mɒθ biː Your mournful Psyche, nor the downy owl jɔːˈ mɔːnfʊl ˈsaɪki, nɔː.ðəˈdaʊni aʊl A partner in your sorrow's mysteries; əˈpɑːtnər ɪn jɔː ˈsɒrəʊz ˈmɪstəriz For shade to shade will come too drowsily, fɔː ʃeɪd tuː ʃeɪd wɪl kʌm tuːˈdraʊzɪli And drown the wakeful anguish of the soul. ænd draʊn ðə ˈweɪkfʊlˈ æŋgwɪʃ ɒv ðə səʊl | Ne souffre davantage sur ton front pâle le baiser De la belladone, raisin vermeil de Proserpine ; Ne fais pas ton rosaire avec les grains de l'if ; Que ni le scarabée ni la phalène tête-de-mort Ne soit ta lugubre Psyché, et ne partage pas avec le hiboux duveteux Le mystère de tes chagrins ; Car l'ombre gagnera l'ombre dans un excès de torpeur, Éteignant en ton âme la vigilante angoisse. |

Se relèvent également les sons en [ɪ] répétés, essentiellement sous leur forme brève : certains servent à la rime, les autres restent enchâssés dans le corps du vers, mais le plus souvent dans une position exposée, par exemple en fin d'hémistiche (rosary, beetle, Psyche, anguish). Comme dans l'Ode sur une urne grecque, il y a une explication historique à cette pléthore : d'après De Sélincourt, « la langue anglaise, depuis qu'elle a perdu ses finales, en particulier le « –e » inaccentué, se voit privée de nombreux effets prosodiques habituels chez Chaucer (XIVe siècle) […] Si cette finale réussit à moduler le vers, elle a aussi pour conséquence de produire une foule d'adjectifs pour ainsi dire succulents à l'excès, comme si pour passer du nom à l'épithète, on exprimait toute la saveur du substantif : c'est là encore une manière d'appuyer sur un nom et de le dilater ».
À ce compte, l'Ode sur la mélancolie ne diffère pas de ses consœurs qui, selon Garrod, « ne chantent pas » (do not sing), ni n'emboîte le pas à aucune des traditions de l'ode ; en contradiction avec par exemple l'œuvre de Shelley, ce n'est pas, léger, aérien, fugitif, un poème « lyrique » au sens premier du terme, destiné à être accompagné de la lyre. Elle se déclame et se déguste en même temps : voir l'hémistiche … while the bee-mouth sips, image d'une abeille aspirant le nectar de la fleur déjà porteur de la suavité gluante au palais. Dans son Études sur le genre humain, Georges Poulet compare cette technique d'écriture à celle de Proust qui dans À la recherche du temps perdu écrit : « J'étais enfermé dans le présent […] momentanément éclipsé, mon passé ne projetait plus devant moi cette ombre de lui-même que nous appelons notre avenir ; plaçant le but de ma vie non pas dans les rêves de ce passé, mais dans la félicité de la minute présente, je ne voyais pas plus loin qu'elle. J'étais collée à la sensation présente ». Comme Proust, Keats « est devenu ce qu'il sent ; il s'est exclu de lui-même […] au lieu de dépasser l'objet, il s'y est enfoncé ».

## Accueil
« La critique vaut-elle quelque chose » ? », écrit Keats en marge de son exemplaire de l'étude de Samuel Johnson sur Comme il vous plaira (As You Like It) de Shakespeare ; et dans une lettre à son éditeur John Taylor, il ajoute : « Il est plus facile de se faire une idée de ce que la poésie devrait être que de l'écrire ».

### La férocité des premières attaques
Comme le montre sa biographie, si le génie de John Keats est apprécié de plusieurs de ses contemporains, en particulier Shelley et Leigh Hunt qui admirent sa pensée impulsive et son style sensuel, voluptueux — en somme ce que Keats recommande à Shelley dans une lettre d'août 1820 : « bourrer chaque fente de votre sujet avec du minerai (d'or) » —, les critiques officiels ne sont pas tendres envers le jeune Keats. John Wison Croker vilipende en avril 1818 son premier volume de poèmes dans le Quarterly Review, mais il semble qu'il ne s'est guère donné la peine de le lire en entier (en particulier Endymion) et que sa cible était plutôt la poésie de Leigh Hunt. Dans la même veine, John Gibson Lockhart, du Blackwood's Edinburgh Magazine, s'il profère en août sous le pseudonyme « Z » nombre d'outrances langagières à l'égard de ses vers, attaque surtout le cercle de ses compagnons. Keats, cependant, garde la tête raisonnablement froide : dans une lettre à James Hessey, il dit en substance que la louange et le blâme ne sont rien au regard des critiques que l'amoureux de la beauté s'adresse à lui-même ; et en 1819, dans sa lettre-journal à George, il compare ces attaques à la « superstition » qui enfle en proportion de son inhérente inanité (increasing weakness).

### Un adolescent autodidacte
Si Keats écrit que « si la poésie ne vient pas aussi naturellement que les feuilles vont à l'arbre, mieux vaut qu'elle ne vienne pas du tout », son œuvre est le fruit d'une longue érudition autodidacte. Sa sensibilité innée est exceptionnelle, mais ses premiers poèmes sont clairement dus à un adolescent encore en apprentissage, qui cultive le vague, une sorte de langueur narcotique, et cela en conformité avec les conseils prodigués par son ami Charles Cowden Clarke qui l'a initié aux classiques. Les articles du journal, Explicator, de son autre ami Leigh Hunt, participent de cette manière d'écrire : en effet, Hunt méprise la poésie dite de l'« école française » et attaque les premiers romantiques comme Wordsworth et Coleridge, ce qui vaut à Keats un froid passager de la part de ces poètes et aussi de Lord Byron, autant d'armes fourbies pour les futures attaques du Blackwood's et du Quarterly.

### LaCockney School
À sa mort, l'œuvre de John Keats se trouve entachée par deux influences jugées irrecevables. D'abord, une obscurité présumée pour avoir lui aussi rompu avec la tradition d'Alexander Pope et rejeté le langage obligé, la poetic diction du siècle précédent, tout en se démarquant de la simplicité d'expression recherchée par la première vague romantique de Wordsworth, Coleridge et, dans une moindre mesure, Robert Southey ; ensuite, la tendance volontairement roturière de l'école dite Cockney (Cockney School) — en réalité, seul Keats, pur londonien des quartiers nord, est réellement cockney — cultivée par Leigh Hunt et son cercle, auquel se joint William Hazlitt.
De fait, comme la première, mais avec des différences, cette deuxième génération romantique se prétend elle aussi politiquement et esthétiquement révolutionnaire, remettant en cause le statu quo, de quoi, craint l'« établissement », promouvoir les classes dites inférieures (lower classes). D'où la création par des critiques conservateurs de l'épithète cockney, référence belliqueuse aux bas-fonds de Londres. Ironiquement, le terme est repris dans les années 1890 par des poètes issus de la classe ouvrière, mais, malgré cette vogue de la Belle Époque, il reste attaché à la génération des poètes dont John Keats fait alors partie. Rien d'étonnant, à ce compte, que sa réputation posthume se voie longtemps brocardée par la verve de caricaturistes le dépeignant en simpliste empoté que tue un surplus de sensibilité.

### Années 1830: enfin des éloges
Parmi les admirateurs inconditionnels de Keats figurent dans les années trente, les Apôtres de Cambridge (Cambridge Apostles). À leur tête, se trouve le jeune Tennyson qui imite sa manière et essuie les mêmes critiques que lui, mais qui, devenu plus tard un populaire Poète lauréat, le range parmi les plus grands poètes de son siècle. Constance Naden, grande admiratrice de son œuvre, pense que son génie repose sur son « exquise sensibilité à tout ce qui touche à la beauté ». En 1848, vingt-sept années après la mort de Keats, Richard Monckton Milnes publie sa biographie, ce qui contribue à le ranger dans les canons de la littérature anglaise. La confrérie préraphaélite, comprenant John Everett Millais et Dante Gabriel Rossetti, s'inspire de son œuvre et peint des tableaux illustrant La Vigile de la sainte Agnès, Isabella et La Belle dame sans Merci, luxuriants, voluptueux, en parfait accord avec la lettre et l'esprit du texte de l'auteur.

### Litanie de jugements de valeur
En 1882, Algernon Swinburne écrit dans l'Encyclopædia Britannica que l'Ode à un rossignol compte parmi les plus grands chefs-d'œuvre de tous les temps jamais écrits. Au XXe siècle, John Keats devient le poète-culte de Wilfred Owen, le poète-soldat, qui prend le deuil à chaque anniversaire de la mort de son idole, avant que lui-même ne soit tué au front deux jours avant l'armistice du 11 novembre 1918. Quant à William Butler Yeats et T. S. Eliot, ils n'ont de cesse d'exalter la beauté des odes de 1819. Dans la même veine, Helen Vendler juge que de tels poèmes incarnent la langue anglaise dans sa plus profonde plénitude, et Jonathan Bate de renchérir en faisant remarquer que « chaque génération a vu dans Ode à l'automne le poème le plus proche de la perfection de toute la littérature anglaise », ce que corrobore M. R. Ridley lorsqu'il ajoute à son propos : « [c'est le] poème le plus sereinement abouti jamais écrit dans notre langue ».

## Liste des principales œuvres

### Conservation des archives
La plupart des lettres, manuscrits et documents de John Keats sont conservés à la bibliothèque Houghton de l'Université Harvard. D'autres collections sont archivées à la bibliothèque britannique de la Maison Keats de Hampstead, à la Maison Keats-Shelley de Rome et aussi à la bibliothèque Pierpont Morgan de New-York.

### Texte

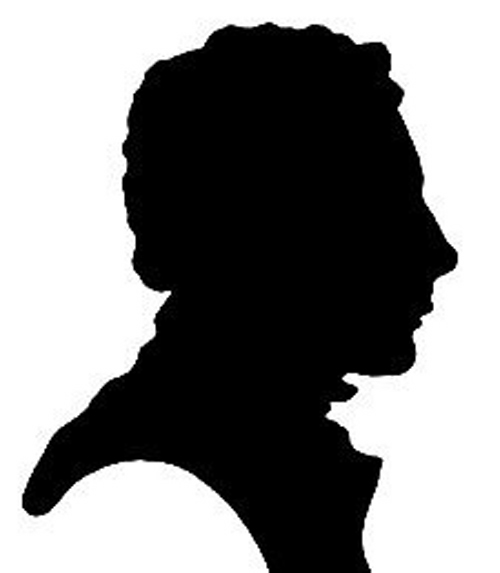
John Keats en 1819.

- Lines in Imitation of Spenser : Vers imités de Spenser
- Endymion
- Tales and Poems, contenant le poème Hyperion
- The Eve of St Agnes : La Vigile de la sainte Agnès
- Hymn to Solitude : Hymne à la solitude
- La Belle Dame sans merci
- Ode sur l'indolence
- Ode sur la mélancolie
- Ode à Psyché
- Ode sur une urne grecque
- Ode à un rossignol
- Ode à l'automne
- To one who has been long in city pent : « À celui qui depuis longtemps est confiné dans la ville »
- On first looking into Chapman's Homer : « Après avoir ouvert pour la première fois l'Homère de Chapman »
- A song about myself : Chant sur moi-même

### Traductions en français
- John Keats, traduit par Élisabeth de Clermont-Tonnerre, Paris, Émile-Paul frères éd., 1922 (1923?) (3e éd. ; nouv. éd.)
- Albert Laffay, Keats, Selected Poems, Poèmes choisis, collection bilingue Aubier, Paris, Aubier-Flammarion, traduction, préface et notes, 1968, 375 pages.
- John Keats, Seul dans la splendeur, traduit et préfacé par Robert Davreu, éd. bilingue, Éditions de la Différence, coll. « Orphée », Paris, 1990.
- John Keats, Poèmes et poésies, préface de Marc Porée, traduction de Paul Gallimard, Paris : Mercure de France, 1910 (lisible sur WIKISOURCE) ; réédition NRF. Poésie/Gallimard, 1996.
- John Keats, Ode à un rossignol et autres poèmes, édition bilingue, traduit par Fouad El-Etr, La Délirante, 2009.
- John Keats, Les Odes, édition bilingue, traduit par Alain Suied, Arfuyen, 2009.
- John Keats, La poésie de la terre ne meurt jamais, extraits de correspondances et florilège de poèmes, traduits par Thierry Gillybœuf et Cécile A.Holdban, Conception, choix des textes et avant-propos de Frédéric Brun, Poesis, 2021.

## Keats dans la culture
La vie et l'œuvre du jeune poète ont inspiré la trame des romans de l'auteur de science-fiction Dan Simmons, notamment dans les cycles Hypérion et Endymion, ainsi que certains passages du concept-album The Lamb Lies Down on Broadway du groupe de musique anglais Genesis.
Bright Star, le film de Jane Campion, sélectionné pour le festival de Cannes 2009, met en scène le poète, au moment de sa rencontre avec Fanny Brawne, qui avait déjà inspiré à Rudyard Kipling sa nouvelle Sans fil (1902).
Tim Powers a également intégré des éléments réels de la vie de John Keats, ainsi que d'autres auteurs comme Percy Shelley et Lord Byron, dans un roman de fiction Le Poids de son regard (The Stress of Her Regard (en)).
Il est possible que le nom du poète ait inspiré celui du professeur de littérature anglaise John Keating, incarné par Robin Williams, dans le film Le Cercle des poètes disparus.
De nombreuses citations ou allusions à des poèmes de Keats figurent dans différentes œuvres. À titre d'exemples :
- Endymion est cité par le protagoniste dans Monsieur Verdoux de Charlie Chaplin avant qu'il ne commette un meurtre par une pleine lune : Our feet were soft in flowers[187].
- Le premier vers d'Endymion (A thing of Beauty is a Joy for ever) est cité par Mary Poppins dans le film-homonyme des studios Disney en 1964, alors qu'elle tire une plante en pot de son sac. Il se retrouve aussi dans le film Willy Wonka et la Chocolaterie (Willy Wonka & the Chocolate Factory, 1971), lors de la présentation de la Wonkamobile[188], et dans le film américain de 1992 White Men Can't Jump, scénarisé et mis en scène par Ron Shelton[189].

## Keats dans l'enseignement
Le Curriculum national en Angleterre répertorie John Keats dans les listes des poètes et des écrivains importants d'avant 1914 dans le programme de l'enseignement de la langue anglaise des Key stages (en) 2, 3 et 4.
Aux États-Unis et au Canada, le College Board (en) a inclus John Keats dans les poètes représentatifs pour son Advanced Placement English Literature and Composition (en).
Le poème Bright star, would I were steadfast as thou art est étudié par les élèves néo-gallois de douzième année qui passent le Higher School Certificate (en) en anglais avancé.

## Recherche
La première biographie de Keats, due à Richard Monckton Milnes, est publiée en 1848 sous le titre de Life, Letters, and Literary Remains, of John Keats, à partir des documents fournis par l'ami du poète, Charles Armitage Brown. Cependant, d'après Robert Gittings, elle voit le « John Keats de la Régence [1811-1820] avec des lunettes victoriennes, ce qui a donné le ton à presque toutes les biographies qui ont suivi » : la raison en serait la brouille ayant sévi entre les amis du poète peu après sa mort et ayant retardé la mise en chantier d'un tel ouvrage.
Dans l'avant-propos à sa biographie de Keats (édition de 1968), le même Robert Gittings rend hommage à trois de ses prédécesseurs, tous Américains : C. L. Finney, W. J. Bate et Aileen Ward. Il explique que l'intérêt des critiques d'outre-Atlantique porté au poète tient à « un paradoxe de l'histoire littéraire » : en effet, la plus grande partie des manuscrits de Keats, poèmes, lettres, notes, est conservé aux États-Unis, alors que les éléments relatifs à sa vie restent dispersés en Angleterre dans diverses collections.
Le poète français Albert Erlande est l'auteur d'une biographie intitulée La vie de John Keats, traduite en anglais sous le titre The life of John Keat, préfacée par John Middleton Murry.
W. J. Bate a reçu en 1964 le prix Pulitzer de la biographie ou de l'autobiographie pour sa biographie de Keats.
La page du Poetry Network recense 91 articles concernant les diverses facettes de Keats : « John Keats » (consulté le 9 février 2019).
Le chapitre 17 du Cambridge Companion to John Keats, p. 261-266, présente sous la plume de Susan J. Wolfson une bibliographie sélective mais abondante, comprenant les éditions, les fac-similés, les principales biographies, les articles publiés du vivant du poète, les références bibliographiques et les études critiques recensés jusqu'en 2001, date de publication de l'ouvrage.
Une bibliographie critique de Keats, datant de 2008, est proposée par Caroline Bertonèche, John Keats : Bibliographie critique, Lyon, ENS de LYON/DGESCO, octobre 2008 (ISSN 2107-7029, lire en ligne).
Le site de Questia offre un panorama global de la recherche concernant Keats : « John Keats » (consulté le 9 janvier 2019).
À l'occasion du bicentenaire des odes datées de 1819, la Société des Anglicistes de l'Enseignement Supérieur (SAES), sous les auspices des universités de Caen-Normandie et de Grenoble-Alpes, a organisé le 1er février 2019 un colloque présidé par Stanley Plumly (Université du Maryland), auteur, entre autres, d'une Biographie personnelle de Keats (Keats, a Personal Biography) publiée chez Norton en 2019.

## Hommages
La Queen's Gold Medal for Poetry (en) contient une citation tirée de la conclusion de l'Ode sur une urne grecque : Beauty is truth and Truth Beauty.
Dans le roman de science fiction Hyperion de Dan Simmons, Keats est un des personages principaux de l'histoire et l'intrigue utilise la vie du poète.
La Royal Mail émet un timbre à l'effigie du poète à l'occasion du 150e anniversaire de sa mort en 1971.
Depuis 1998, l'Association britannique Keats-Shelley (Keats-Shelley British Society) organise chaque année un prix du meilleur poème romantique, et à l'initiative de l'Association royale pour l'encouragement des arts, une plaque bleue commémorant la mémoire de Keats est apposée en 1896 sur la façade de la maison où il a vécu.
Ont été baptisées de son nom :
- une rue à Palo Alto, CA. (Keats Court) ;
- une avenue à Stafford, Derby (Keats Avenue) ;
- la Ark John Keats Academy (en), école à Londres du réseau Ark (en).

#### Ouvrages et articles généraux
- (de) Müller, « Zur Pathogenie der Impetigines. Auszug aus einer brieflichen Mitteilung an den Herausgeber », Archiv für Anatomie, Physiologie und wissenschaftliche Medicin,‎ 1839, p. 82.
- (en) H. J. C. Grierson, Lyrical Poetry from Blake to Hardy, Londres, L. & Virginia Woolf, 1928.
- Gaston Bachelard, L'Air et les Songes : Essai sur l'imagination du mouvement, Librairie José Corti, 1943, 307 p. (lire en ligne).
- Charles Du Bos (Juliette-Charles Du Bos, éditeur scientifique), Journal, t. I 1921-1923, Paris, Éditions Corréa, 1946, 412 p., 19 cm. .
- Georges Poulet, Études sur le temps humain, Paris, Plon, 1949 (prix Sainte-Beuve, 1951)
- (en) Harold Bloom, The Visionary Company : A Reading of English Romantic Poetry [« La troupe visionnaire : lecture de la poésie romantique anglaise »], Ithaca, N. Y., Cornell University Press, 1971, 506 p., 23 cm (ISBN 978-0801491177, lire en ligne).
- (en) Michael Jones, « Twilight of the Gods: The Greeks in Schiller and Lukacs », Germanic Review, vol. 59, no 2,‎ 1984, p. 49–56 (DOI 10.1080/00168890.1984.9935401).
- (en) Susan J. Wolfson, The Questioning Presence : Wordsworth, Keats and the interrogative mode in Romantic poetry, Ithaca, New York, Cornell University Press, 1986, 392 p., 24 cm (ISBN 0801419093).
- (en) Alan Richardson (Alex Preminger, éditeur scientifique), « Cockney School », dans The New Princeton Encyclopedia of Poetry and Poetics, Princeton, NJ, Princeton University Press, 1993, 1440 p., 23 cm (ISBN 978-0691021232), p. 221-222.
- (en) Robert Burton, Anatomie de la Mélancolie, Corti (Éditions José), 2004, 2114 p., 21,4 cm (ISBN 2-7143-0862-7), p. III, II, I, 3.
- (en) Kelvin Everest, Oxford Dictionary of National Biography, Oxford University Press, 2004 (ISBN 9780198614128, lire en ligne).
- (en) James Chandler, The Oxford Encyclopedia of British Literature, Oxford University Press, 2006 (ISBN 9780195307443, lire en ligne).
- (en) D. Head et I. Ousby, The Cambridge Guide to Literature in English, Cambridge, Cambridge University Press, 2006, 1275 p., 26 cm (ISBN 978-0521831796, lire en ligne).
- (en) Reven Tsur, « Issues in Literary Synaesthesia », Style, vol. 41, no 1,‎ printemps 2007, p. 30-52.
- (en) Michael O'Neill (éditeur scientifique) et Charles Mahoney (éditeur scientifique), Romantic Poetry : An Annotated Anthology [« Anthologie annotée de la poésie romantique »], Blackwell, 2007, 516 p. (ISBN 0-631-21317-1, lire en ligne).
- (en) Dinah Birch, The Oxford Companion to English Literature, Oxford University Press, 2009, 1184 p. (ISBN 9780191735066, lire en ligne).
- (en) An Oxford Companion to the Romantic Age, Oxford University Press, 2009, 780 p. (ISBN 9780191726996, lire en ligne).

#### Ouvrages et articles spécifiques
- (en) Richard Monckton Milnes (éditeur scientifique), Life, Letters and Literary Remains of John Keats [« Vie, lettres et divers documents de John Keats »], Londres, Edward Moxon, 1848.
- (en) Anonyme, « John Keats », dans Encyclopædia Britannica, 9e édition, vol. XIV, Cambridge, Cambridge University Press, 1882, p. 22–24.
- (en) Ernest De Sélincourt, The Poems of John Keats, New York, Dodd, Mead and Company, 1905, 612 p..
- (en) Sidney Colvin, John Keats, Londres, Macmillan, 1909.
- (en) Sidney Colvin, John Keats : His Life and Poetry, His Friends, Critics, and After-Fame [« John Keats, l'homme et l'œuvre, ses amis, ses critiques et sa renommée posthume »], Londres, Macmillan, 1920, xii, 600, 23.
- Jules Barbey d'Aurevilly (préf. Jacques Petit), Barbey d'Aurevilly : Œuvres romanesques complètes, t. I, Éditions Gallimard, coll. « Bibliothèque de la Pléiade » (1re éd. 1964), 1536 p. (ISBN 9782070100484).
- (en) Anonyme, « Tracing the Keats Family in America » [« Sur les pas de la famille Keats en Amérique »], New York Times,‎ 30 juillet 1922 (lire en ligne, consulté le 14 octobre 2018).
- (en) John Middelton Murry, Keats and Shakespeare : a study of Keat's poetic life from 1816-1820 [« Keats et Shakespeare, étude de la vie poétique de Keats de 1816 à 1820 »], Londres, Oxford University Press, 1925, 248 p..
- (en) John Middelton Murry (H. Milford, responsable scientifique), Studies in Keats, Londres, Oxford University Press, 1930.
- (en) M. Ridley et R. Clarendon, Keats' Craftsmanship : a Study in Poetic Development [« Le savoir-faire de Keats »], 1933.
- (en) Edmund Blunden, Keats's Publisher : A Memoir Of John Taylor (1781-1864), Londres, Jonathan Cape, 1936, 256 p., 20 cm.
- (en) Charles Armitage Brown, The Life of John Keats, Londres, Oxford University Press, 1937.
- (en) Joanna Richardson, Fanny Brawne : A Biography, Norwich, Jarrold and Sons, 1952, 190 p. .
- (en) Stephe de Ullmann, Romanticism and Synaesthenia : a Comparative Study of Sense Transfer in Keats and Byron [« Romantisme et Synesthésie : étude comparative du transfert des sens chez Keats et Byron »], vol. 60, Publications of the Modern Language Association of America (PMLA), 1945, chap. 3.
- (en) Robert Gittings, John Keats : The Living Year. 21 September 1818 to 21 September 1819 [« John Keats, l'année vivante, du 21 septembre 1818 au 21 septembre 1819 »], Londres, Heinemann, 1954.
- Albert Gérard, L'idée romantique de la poésie en Angleterre : Étude sur la théorie de la poésie chez Coleridge, Wordsworth, Keats et Shelley, Librairie Droz, 1955, 416 p. (ISBN 9782251661360, lire en ligne).
- (en) Robert Gittings, The Masks of Keats, Londres, William Heinemann, 1956.
- (en) John Keats et H.W. Garrod (éditeur scientifique), The poetical works of John Keats, Londres, Oxford University Press, 1956, xxix, 477, 19 cm (ISBN 0192810677).
- (en) William Walsh, « John Keats », dans From Blake to Byron, Middlesex, Penguin, 1957.
- (en) H. E. Rollins (H. E. Rollins, éditeur scientifiques), The Letters of John Keats 1814–1821, vol. 1 e 2', Harvard University Press, 1958.
- (en) W. J. Bate, The Stylistic Development of Keats [« Développement stylistique de Keats »], New York, Humanities Press, 1962, 214 p..
- (en) Walter Jackson Bate, John Keats, Cambridge Mass., Belknap Press of Harvard University Press, 1963, 732 p. (OCLC 291522). .
- (en) Aileen Ward, John Keats : The Making of a Poet [« John Keats, la genèse d'un poète »], Londres, Secker & Warburg, 1963.
- (en) Robert Gittings, The Keats Inheritance [« l'Héritage de John Keats »], Londres, Heinemann, 1964.
- (en) Robert Gittings, « A Short Guide to Keats' Studies » [« Petit guide des études keatsiennes »], Critical Survey, Oxford, New York, Berghahn Books, vol. 2, no 1,‎ 1964, p. 47-49 (lire en ligne, consulté le 22 février 2019)
- (en) Walter Jackson Bate, Keats : A Collection of Critical Essays, Cambridge, Mass., Belknap Press of Harvard University Press, 1964, 225 p. (ISBN 0-8262-0713-8).
- (en) Walter Evert, Aesthetics and Myth in the Poetry of Keats [« Esthétique et mythe dans la poésie de Keats »], Princeton, Princeton University Press, 1965. .
- (fr + en) Albert Laffay (traduction, préface et notes), Keats, Selected Poems, Poèmes choisis, Paris, Aubier-Flammarion, coll. « Bilingue Aubier », 1968, 375 p..
- (en) Robert Gittings, John Keats, Harmondsworth, Penguin Books Inc., 1968, 666 p., 15 cm.
- (en) « Passion and Permanence in Keats's Ode on a Grecian Urn » [« Passion et permanence dans l'ode de Keats Ode sur une urne grecque »], Twentieth Century Interpretations of Keats's Odes, Englewood Cliffs, Prentice-Hall,‎ 1968 (OCLC 90950).
- (en) Timothy Hilton, Keats and His World [« Keats et son univers »], New York, Viking Press, 1971, 152 p. (ISBN 0670411965).
- (en) Jane Campion (Jane Campion, éditeur scientifique), Bright Star: Love Letters and Poems of John Keats to Fanny Brawne [« Étincelante étoile : lettres et poèmes d'amour de John Keats à Fanny Brawne »], New York, Penguin Group, 2009, 144 p. (ISBN 9780143117742).
- John Keats (trad. de l'anglais par Alain Suied), Les Odes : Suivi de Dame sans Merci et La Vigile de la Sainte-Agnès, Orbey, Éditions Arfuyen, coll. « Neige », 2009, 142 p., 22,5 (ISBN 978-2845901377). .
- (en) Sidney Colvin, John Keats : His Life and Poetry, His Friends, Critics, and After-Fame [« John Keats, l'homme et l'œuvre, ses amis, ses critiques et sa renommée posthume »], New York, Octagon Books, 1970.
- (en) Robert Gittings (Robert Gittings, éditeur scientifique), Letters of John Keats, Oxford, Oxford University Press, 1972 (1re éd. 1970), 448 p., 5.1 x 1 x 7.6 inches (ISBN 978-0192810816).
- (en) Dorothy Hewlett, A life of John Keats [« Vie de John Keats »], Londres, Hutchinson, 1970.
- (en) G. M. Matthews, Keats, the Critical Heritage [« Keats, l'héritage critique »], New York, Barnes and Nobles, 1971, 430 p. (ISBN 0-415-13447-1).
- (en) Jack Stillinger, Complete Poems [« Œuvres poétiques complètes »], Cambridge, Massachusetts, Belknap Press of Harvard University Press, 1982 (ISBN 0-674-15430-4).
- (en) John Barnard, « Keats's Tactile Vision: Ode To Psyche and the Early Poetry » [« La vision tactile de Keats : Ode à Psyché et les premiers poèmes »], Keats-Shelley Review, Taylor & Francis Online,‎ 1982.
- (en) Helen Vendler, The Odes of John Keats, Cambridge, Mass., Harvard University Press, 1983, 330 p. (ISBN 0674630750).
- (en) Nancy Goslee, Uriel's Eye : Miltonic Stationing and Statuary in Blake, Keats and Shelley, Tuscaloosa, Alabama, University of Alabama Press, 1985, 262 p. (ISBN 0-8173-0243-3).
- (en) Leon Waldoff, Keats and the Silent Work of Imagination [« Keats et le travail silencieux de l'imagination »], Urbana, University of Illinois Press, 1985.
- Christian La Cassagnère, « L'Éros et le Temps dans la poésie de Keats : étude sur le discours amoureux », dans Romantisme anglais et Éros, Clermont-Ferrand, Université Blaise Pascal, Centre du romantisme anglais, 1987, 255 p. (ISBN 9782729707347), p. 987-118.
- (en) Robert Gittings, Selected poems and letters of Keats [« Poèmes et lettres choisis de Keats »], Londres, Heinemann, 1987.
- (en) Lilach Lachman (Roger Bauer, éditeur scientifique), « History and Temporalization of Space: Keats' Hyperion Poems », dans Proceedings of the XII Congress of the International Comparative Literature Association [« Histoire et la temporalisation de l'espace : les Hyperion de Keats »], Munich, p. 159–164.
- (en) Hermione De Almeida, Romantic Medicine and John Keats [« La médecine romantique et John Keats »], New York, Oxford University Press, 1991, 429 p. (ISBN 0-19-506307-4, lire en ligne).
- (en) Harold Bloom, The Visionary Company : A Reading of English Romantic Poetry [« Les visionnaires »], Ithaca, Cornell University Press, 1993, 524 p. (ISBN 0-8014-0622-6).
- (en) Grant F. Scott, The Sculpted Word : Keats, Ekphrasis, and the Visual Arts, Hanover, University Press of New England, 1994, 256 p. (ISBN 0-87451-679-X).
- (en) Stephen Coote, John Keats. A Life [« John Keats, vie »], Londres, Hodder & Stoughton, 1995.
- (en) Andrew Motion, Keats, Londres, Faber & Faber, 1997, 636 p. (ISBN 0-571-17227-X).
- (en) Matthew Gumpert, « Keats's to Haydon, with a Sonnet on Seeing the Elgin Marbles and On Seeing the Elgin Marbles » [« De Keats à Haydon, avec un sonnet sur Voir les marbres d'Elgin et Sur ma vision des marbres d'Elgin »], The Explicator, vol. 58, no 1,‎ 1999, p. 19–22 (DOI 10.1080/00144949909596992).
- (en) Jack Stillinger, Reading The Eve of St.Agnes: The Multiples of Complex Literary Transaction, Oxford, Oxford University Press, 1999, 200 p. (ISBN 9780195351507, lire en ligne).
- (en) Ayumi Mizukoshi, Keats, Hunt and the Aesthetics of Pleasure [« Keats, Hunt et l'esthétique du plaisir »], New York, Palgrave, 2001 (ISBN 0-333-92958-6). .
- (en) Alan Richardson (Susan J. Wolfson, éditeur scientifique), « Keats and Romantic Science », dans The Cambridge Companion to Keats, Cambridge, Cambridge University Press, 2001, 272 p., 25 cm (ISBN 9780521658393), p. 230-245. .
- (en) J. E. Walsh, “Darkling, I Listen” : The Last Days and Death of John Keats [« La nuit tombe : les derniers jours et la mort de John Keats »], New York, St. Martin's Press, 1999.
- (en) John Barnard (Susan J. Wolfson, éditeur scientifique), « Keats's Letters », dans The Cambridge Compagnon to Keats, Cambridge, Cambridge University Press, 2001, 272 p., 25 cm (ISBN 9780521658393), p. 120-134. .
- (en) John Keats (Edward Hirsch, éditeur scientifique) et Edward Hirsch, Complete Poems and Selected Letters of John Keats, Londres, Random House Publishing, 2001, 598 p. (ISBN 0-375-75669-8).
- (en) Greg Kucich (Susan J. Wolfson, éditeur scientifique), « Keats and English Poetry », dans The Cambridge Companion to Keats [« Keats et la poésie anglaise »], Cambridge, Cambridge University Press, 2001, 272 p. (ISBN 9780521658393), p. 186-202.
- (en) Paul D. Sheats (Susan J. Wolfson, éditeur scientifique), « Keats and the Ode », dans The Cambridge Companion to Keats, Cambridge, Cambridge University Press, 2001, 272 p. (ISBN 9780521658393), p. 86-101.
- (en) Garrett Stewart (Susan J. Wolfson, éditeur scientifique), Keats and Language, Cambridge, Cambridge University Press, 2001, 272 p. (ISBN 9780521658393), p. 135-151.
- (en) Paola Bertolino, Nature and Beauty in Keats Great Odes [« Nature et beauté Das les grandes odes de Keats »], Leipzig, Université de Leipzig (FB Anglistics), 2002, 22 p. (ISBN 9783638160049, lire en ligne).
- (en) John Blades, John Keats : the poems [« John Keats, Poèmes »], Londres, Macmillan, 2002, 247 p. (ISBN 978-0-333-94895-8)
- (en) Grant Scott (éditeur scientifique), Selected Letters of John Keats, Cambridge, Mass., Harvard University Press, 2002, 516 p., 6.2 x 1.8 x 9.2 inches (ISBN 978-0674007499).
- (en) Robert Gittings (Robert Gittings, éditeur scientifique) et Jon Mee (Jon Mee, éditeur scientifique), John Keats, Selected Letters, Oxford, Oxford University Press, 2009 (1re éd. 2002), 480 p., 7.6 x 0.9 x 5 inches (ISBN 978-0199555734).
- Christine Berthin (Christian La Cassagère, éditeur scientifique), « Keats entre deuil et mélancolie », dans Keats ou le Sortilège des mots, Lyon, Presses universitaires de Lyon (PUL), coll. « CERAN (Centre du romantisme anglais) », 2003, 255 p. (ISBN 9782729707347).
- Marc Porée (Christian La Cassagère, éditeur scientifique), « Keats, au miroir des mots », dans Keats ou le Sortilège des mots, Lyon, Presses universitaires de Lyon (PUL), coll. « CERAN (Centre du romantisme anglais) », 2003, 255 p. (ISBN 9782729707347).
- (en) John Strachan (John Strachan, éditeur scientifique), A Routledge Literary Sourcebook on the Poems of John Keats, New York, Routledge, 2003, 224 p. (ISBN 0-415-23478-6, lire en ligne).
- Bernard-Jean Ramadier (Christian La Cassagnère, éditeur scientifique), « Le périple poétique dans Endymion », dans Keats ou le sortilège des mots, Lyon, Presses universitaires de Lyon (PUL), coll. « CERAN (Centre du Romantisme anglais) », 2003, 256 p., 25 cm (ISBN 9782729707347)
- (en) Denis Bonnecase (Christian Lacassagnère, éditeur scientifique), « The Aesthetic of Keats », dans Keats ou le Sortilège des mots, Lyon, Presses universitaires de Lyon (PUL), coll. « CERAN (Centre du romantisme anglais) », 2003, 256 p., 25 cm (ISBN 9782729707347).
- (en) Sidney Colvin, John Keats : His Life and Poetry, His Friends, Critics and After-Fame [« John Keats, sa vie et son œuvre, ses amis, critiques et sa postérité »], Adamant Media Corporation, 2007, 20,3 cm (ISBN 1-113-43548-8).
- Marc Porée, « Ce que faisaient, ce que voulaient les mains de Keats », temporel, revue littéraire et artistique,‎ 1er mai 2008 (lire en ligne, consulté le 27 octobre 2018).
- (en) Richard Houghton (Richard Houghton, éditeur scientifique), The Life and Letters of John Keats, Read Books, 2008, 248 p. (ISBN 978-1-4097-9103-4)
- (en) Stanley Plumly, Posthumous Keats : A Personal Biography, New York, W.W. Norton & Co., 2009, 400 p., 5.5 × 8.2 in (ISBN 978-0-393-33772-3, lire en ligne)
- (en) Sue Brown, Joseph Severn, A Life : The Rewards of Friendship [« Vie de Joseph Severn : les récompenses d'une amitié »], Oxford, Oxford University Press, 2009, 417 p. (ISBN 978-0-19-956502-3, lire en ligne).
- Robert Davreux (Robert Davreux, traduction et présentation) (trad. de l'anglais), Seul dans la splendeur de John Keats, Paris, Points, coll. « Bilingue », 2009, 144 p. (ISBN 9782757811658).
- (en) D. Chapman, « What's in an Urn? » [« Qu'y-a-t-il dans une urne ? »], Concept,‎ 2012 (ISBN 978-1291143119).
- (en) Jean-Marie Fournier, « Empy Spaces and the Poetics of silence in the Poetry of John Keats » [« Espaces vides et la poétique du silence dans la poésie de John Keats »], Études anglaises, vol. 63,‎ 2010, p. 88-98 (ISBN 9782252037607, lire en ligne)
- (en) Andrew Motion, « An introduction to the poetry of John Keats » [« Introduction à la poésie de John Keats »], The Guardian, Londres,‎ 23 janvier 2010 (lire en ligne, consulté le 27 octobre 2018).
- (en) Prashant Mishra, « A Deconstructive Stylistic Reading of Keats' Ode on a Grecian Urn » [« Lecture stylistique déconstructive de l'Ode sur une urne grecque de Keats »], The Southeast Asian Journal of English Language Studies, vol. 17, no 2,‎ 2011, p. 49-58 (lire en ligne).
- (en) Walter Jackson Bate (Maura Del Serra, Introduction), Negative Capability : The Intuitive Approach in Keats [« Capacité négative : approche intuitive de Keats »], New York, Contra Mundum Press, 2012 (1re éd. 1965).
- Laure-Hélène Anthony-Gerroldt, Tressage de sensation et hypersensibilité dans la poésie keatsienne, 2015 (lire en ligne), chap. 36.

### Référence à l'article en anglais
- (en) Cet article est partiellement ou en totalité issu de l’article de Wikipédia en anglais intitulé « John Keats » (voir la liste des auteurs).

### Citations originales de l'auteur
1. ↑  « […] difficulties nerve the Spirit of a Man–they make our Prime Objects a Refuge as well as a Passion[11],[KM 13] ».
2. ↑  « [not] a right feeling towards Women[KM 14] »
3. ↑  « than to suppose they care whether Mister John Keats five feet hight likes them or not[KM 15] »
4. ↑  « I am certain of nothing but the holiness of the Heart's affections and the truth of the imagination. What imagination seizes as Beauty must be truth[25] »
5. ↑  « a thousand things,... nightingales, poetry, poetical sensation, metaphysics[KM 40] »
6. ↑  « an affection passing the Love of Women[KR 2] »
7. ↑  « I know the colour of that blood;—it is arterial blood... that drop of blood is my death warrant[KM 52] »
8. ↑  « Severn – I – lift me up – I am dying – I shall die Easy; don't be frightened – be firm, and thank God it has come[46] »
9. ↑  « Here lies one whose name was writ in water[KL 13]. »
10. ↑  « I have left no immortal work behind me — nothing to make my friends proud of my memory — but I have lov'd the principle of beauty in all things, and if I had had time I would have made myself remember'd[78]. »
11. ↑  « O for a Life of Sensations rather than of Thoughts ![81] »
12. ↑  « I mean to follow Solomon's directions of 'get Wisdom— get understanding' — I find cavalier days are gone by.[82] »
13. ↑  « Poor Tom – that Woman – poetry – all combined in my soul like a jingle-jangle[99] »
14. ↑  « I shall send you […] St Agnes Eve […] and you see what fine Mother Radcliff names I have[KG 9] »
15. ↑  « Well, I compare human life to a large Mansion of Many Apartments, two of which I can only describe, the doors of the rest being as yet shut upon me - The first we step into we call the infant or thoughtless Chamber, in which we remain as long as we do not think - We remain there a long while, and notwithstanding the doors of the second Chamber remain wide open, showing a bright appearance, we care not to hasten to it; but are at length imperceptibly impelled by awakening of the thinking principle - within us - we no sooner get into the second Chamber, which I shall call the Chamber of Maiden-Thought, than we become intoxicated with the light and the atmosphere, we see nothing but pleasant wonders, and think of delaying there for ever in delight: However among the effects this breathing is father of is that tremendous one of sharpening one's vision into the nature and heart of Man — of convincing one's nerves that the World is full of misery and Heartbreak, Pain, sickness and oppression — whereby This Chamber of Maiden Thought becomes gradually darken'd and at the same time on all sides of it many doors are set open - but all dark - all leading to dark passages — We see not the balance of good and evil. We are in a Mist - We are now in that state — We feel the burden of the Mystery[125],[124]. »
16. ↑  « man is capable of being in uncertainties, mysteries, doubts without any [...] reaching after fact and reason[127],[KG 19] »
17. ↑  « Oh, sweet Fancy, let her loose! […] Let, then, winged Fancy find you…[KL 49] »
18. ↑  « I think I shall be among the English Poets after my death« Letters of John Keats to His Family and Friends, by John Keats, Edited by Sidney Colvin » (consulté le 2 décembre 2018), p. 171,[129] »
19. ↑  « cease upon midnight with no pain[146] »
20. ↑  « He describes what he sees – I describe what I imagine – Mine is the hardest task[155] »
21. ↑  « touch has a memory[KAG 3] »
22. ↑  « Is criticism a true thing[170] ? »
23. ↑  « But it is easier to think what poetry should be, than to write it[170] »
24. ↑  « loading every rift of your subject with ore[172] »
25. ↑  « if poetry comes not as naturally as the Leaves to a tree it had better not come at all[173] »

### Citations originales des commentateurs
1. ↑  « the most placid time in Keats's painful life[KM 18] »
2. ↑  « he ramped through the scenes […] like a young horse into a Spring meadow[13] »
3. ↑  « [...] Medical knowledge was beneath his attention […] Poetry was to his mind the zenith of all his Aspirations […] The only thing worthy the attention of superior minds […] amongst mere Medical students, he would walk, & talk as one of the Gods might be supposed to do, when mingling with mortals[13]. »
4. ↑  « that he should never be a poet, & if he was not he would destroy himself[KM 24] »
5. ↑  « enjoyed good Health, was fond of company, could amuse himself admirably with the frivolities of life and had great confidence in himself[13] »
6. ↑  « might have emerged in Timbuctoo[2] »
7. ↑  « wayward, trembling, easily daunted[KM 37] »
8. ↑  « was too thin and fevered to pursue the Journey[30] »
9. ↑  « It was on Mull that his short life started to end, and his slow death began[KM 43] »
10. ↑  « Remarkably soon his own gaiety returned[KR 2] »
11. ↑  « when Keats returned he should marry Fanny and live with them[KR 9] »
12. ↑  « Sed mulier cupido quod dicit amanti / in vento et rapida scribere oportet aqua[47]. »
13. ↑  « His poetry had comme to him 'as naturally as leaves to a tree'; now it was part of nature – part of the current of history[KM 60] »
14. ↑  « In the old part of the graveyard, barely a field when Keats was buried there, there are now umbrella pines, myrtle shrubs, roses and carpets of wild violets[54] »
15. ↑  « the writings that remains rescue him from obscurity and misrepresentation[55] »
16. ↑  « She could note endure the possibility that he might be as grotesquely unrewarded in his 'posthumous life' as he had been in his real one[KM 62] »
17. ↑  « A sonnet is a moment's monument […] to one dead deathless hour[KL 16] »
18. ↑  « a sense of homecoming[KG 11] »
19. ↑  « the light and shade of his own life could be reconciled[KG 13] »
20. ↑  « We need not be afraid of continuing to use the adjective [...] The Ode to a Nightingale, for example, is a less 'perfect' though a greater poem[KB 4] »
21. ↑  « more logical and contained stronger arguments[112] »
22. ↑  « finely balanced combustion of lexical daring and prosodic tact[114] »
23. ↑  « both a lament for lost ideals and a celebration of their transfigured continuance[KM 65] »
24. ↑  « Vowels are for Keats a passion, consonants an ecstasy, Syntax a life force[KS 3] »
25. ↑  « Words in Keats are the Theater of a world interfused with affect[KS 5] »
26. ↑  « the mind itself were blowing in the breeze[148] »
27. ↑  (en) « a union of process and stasis[KB 10] »
28. ↑  « exquisite sensitivity to all the elements of Beauty[180] »
29. ↑  « Each generation has found it one of the most nearly perfect poems in English[KB 4] »
30. ↑  « is the most serenely flawless poem in our language[185] »
31. ↑  « it regards the Regency Keats through Victorian spectacles, and has set the tone for almost all succeeding biographies[194] »